# الخط الزمني للصراع الفلسطيني الإسرائيلي (يوليو إلى ديسمبر 2015)
قائمة الأحداث العنيفة المتعلقة بالصراع الفلسطيني الإسرائيلي التي وقعت في النصف الثاني من عام 2015.

## 2015

### يوليو
في الفترة من 30 يونيو/حزيران إلى 6 يوليو/تموز، أصيب 13 فلسطينياً، بينهم طفلان، على يد قوات الاحتلال الإسرائيلي في مختلف أنحاء الضفة الغربية، نصفهم خلال نحو 55 عملية تفتيش واعتقال في مخيم الدهيشة للاجئين (بيت لحم)، وبيت أمر (الخليل)، وتل (نابلس)، ومخيم الجلزون للاجئين (رام الله). تم اعتقال 79 فلسطينيا. وفي خمس مناسبات أطلقت القوات الإسرائيلية النار باتجاه سكان غزة في المناطق المحظورة. غزوة واحدة، 150 وأفادت التقارير أن هناك 200 متر داخل القطاع. اعتدى المستوطنون على الفلسطينيين أو ألحقوا الضرر بممتلكاتهم في 7 مناسبات، ما أدى إلى إصابة ثلاثة أشخاص. تضررت الأشجار في بورين. وفي 4 حوادث، أصيب 4 فلسطينيين بجروح جراء اعتداءات المستوطنين على مركباتهم قرب الشيخ جراح. في إحدى الحوادث أجهضت امرأة. ووقعت ثلاث حوادث اعتداء جسدي في رأس كركر (رام الله)، ومردا (سلفيت)، والبلدة القديمة في القدس. على مدار الأسبوع من 7 إلى 13 يوليو/تموز، أصيب 9 فلسطينيين، بينهم ثلاثة أطفال، على يد القوات الإسرائيلية، التي نفذت أيضًا 52 عملية تفتيش واعتقال أسفرت عن 71 اعتقالًا في الضفة الغربية. في 2 خلال الأسابيع من 14 إلى 27 تموز/يوليو، قُتل ثلاثة مدنيين فلسطينيين بالرصاص الحي أثناء عمليات البحث والاعتقال في الضفة الغربية، كما أصيب ما مجموعه 66 فلسطينياً، بينهم خمسة أطفال وخمس نساء. تم إطلاق النار على صيادين فلسطينيين اثنين لإبحارهما بالقرب من المنطقة المحمية أو داخلها، كما تم إطلاق النار على طفل يبلغ من العمر 14 عامًا، والذي كان، وفقًا للفلسطينيين، يلعب مع أطفال آخرين على بعد 50 ميلًا. أمتار من الجدار الفاصل. وتم تسجيل 7 اعتداءات من قبل المستوطنين على الفلسطينيين أو ممتلكاتهم، و5 اعتداءات من قبل الفلسطينيين على المستوطنين وممتلكاتهم. في الفترة من 28 يوليو/تموز إلى 3 أغسطس/آب، أصيب 94 فلسطينياً، بينهم 26 طفلاً، معظمهم في الاحتجاجات التي أعقبت هجوم حرق دوما. أطلقت القوات الإسرائيلية الإسرائيلي النار 13 مرة تجاه المدنيين في المناطق المحظورة. هدم 10 منشآت في سلوان بيت حنينا لعدم حصولها على تراخيص إسرائيلية. وسجلت 5 اعتداءات للمستوطنين على الفلسطينيين أو ممتلكاتهم، بما في ذلك دهس رجل إطفاء فلسطيني أثناء محاولته إخماد حريق في بيت حجاي. 7 حالات قام فيها فلسطينيون بإلقاء الحجارة أو زجاجات المولوتوف على سيارات ومنازل المستوطنين.
- 1 يوليو
  - طُردت عائلة عدي أبو جمال، أحد منفذي هجوم الكنيس اليهودي في القدس عام 2014، من منزلها في حي جبل المكبر بالقدس الشرقية، وأُغلق المبنى. كان من المقرر هدم المنزل في نوفمبر/تشرين الثاني 2014، لكن العائلة استأنفت القرار. وأعلنت منظمة بتسيلم أن هدم المنازل العقابي "خطأ جوهري" ويخالف "المعايير الأخلاقية الأساسية بمعاقبة الناس على أفعال الآخرين".[5] وفّر الصليب الأحمر الدولي للعائلة خيمةً للسكن، نُصبت على أرضهم. هدمتها إسرائيل في الأسبوع التالي، في 7 يونيو/حزيران.[6]
- 2 يوليو
  - أصيب ثلاثة فلسطينيين بالرصاص في مداهمة نفذتها قوات الاحتلال الإسرائيلي فجرًا في مخيم الدهيشة للاجئين، وذلك في مواجهات اندلعت عقب اعتقال شابين. أحد المعتقلين، وليد شهداء الجعفري (23 عامًا)، هو شقيق جهاد الجعفري، الذي قُتل برصاص قوات الاحتلال في 24 فبراير/شباط خلال مداهمة مماثلة فجرًا.[7]
- 3 يوليو
  - قُتل محمد القصبة (17 عامًا) من مخيم قلنديا للاجئين برصاصة، أفادت التقارير أنه أطلقها قائد لواء بنيامين الإسرائيلي، العقيد إسرائيل شومر، برصاصتين في الرأس والصدر. وقع الحادث أثناء مرور مركبة تابعة للواء بنيامين للمشاة بقرية الرام باتجاه حاجز قلنديا. أفادت التقارير الإسرائيلية أنه وآخرين كانوا يرشقون مركبة عسكرية بالحجارة في كمين، وأن الزجاج الأمامي تضرر وأن القائد خرج من سيارته وأطلق النار على الشاب، مقدرًا أن حياته في خطر.[8] وبحسب ما ورد تم تحذير القصبة من الاقتراب، وأطلق عليه النار عندما استمر في الاقتراب. كان هو الابن الثالث للعائلة الذي قُتل، حيث توفي شقيقان خلال انتفاضة الأقصى. وذكرت التقارير الفلسطينية أنه أصيب بالرصاص أثناء محاولته تسلق الجدار الفاصل للوصول إلى المسجد الأقصى. وهو الفلسطيني الخامس عشر الذي يُقتل بالرصاص منذ يناير. وقد تم إجراء تحقيق عسكري.[9][10] يُثير فيديو الحادثة، الذي كُشف عنه في 13 يوليو/تموز، شكوكًا حول كلا الروايتين. يُشاهد الصبي وهو يركض نحو الجيب ويلقي بحقيبة ظهر. كما يُظهر الفيديو قصبة وهو يهرب وضابط شرطة يطارده، وبعد ذلك أُطلق عليه النار في ظهره.[11] أُغلق التحقيق العسكري الإسرائيلي مع الحكم بأن شومر أطلق النار في الهواء باتجاه ساقي المهاجم، ولكن "نظرًا لواقع الوضع الميداني"، فقد قُتل القصبة. ووصفت منظمة بتسيلم هذا القرار بأنه "تستر".[12]
  - أفادت التقارير أن مستوطنين، من مستوطنة يتسهار، ألقوا الحجارة على مركبات فلسطينية عند مفترق طريق يتسهار. وحُطمت عدة مركبات، من بينها مركبة ثائر خليل، مدير نيابة الاستئناف في الضفة الغربية.[13]
  - أصيبت امرأة فلسطينية بجروح جراء تعرض سيارات فلسطينية للحجارة من قبل يهود قرب مقام سمعان العادل قرب الشيخ جراح في القدس الشرقية.[14]
- 6 يوليو
  - قدّم فراس مجاهد (45 عامًا) شكوى إلى الشرطة الإسرائيلية، مُشيرًا إلى تعرضه هو ورفاقه للرشق بالحجارة، ثمّ لضربة في رأسه بقضيب، بعد أن تعرّض هو وشقيقه وصديق له للإهانة من قِبَل إسرائيليين أثناء سيرهم في شارع المصرارة بالقدس الشرقية. نُقل مجاهد إلى المستشفى بعد أن استدعت الشرطة الإسرائيلية سيارة إسعاف. أُلقي القبض على شقيقه وصديقه وبعض الإسرائيليين، وأُفرج عن الفلسطينيين لاحقًا بكفالة.[15]
  - أصيب الشاب الفلسطيني براء محمد الرمحي (16 عامًا) برصاصة مطاطية أطلقتها قوات الاحتلال الإسرائيلي خلال مداهمة لمخيم الجلزون للاجئين. وصرح جيش الاحتلال الإسرائيلي بأنه خلال عملية روتينية، رُشقت القوات بالحجارة، وبعد تحذيرات، وعند إلقاء "عبوة ناسفة"، أصابت الرصاصة. واعتقل شاب آخر، محمد صافي (20 عامًا).[16]
- 10 يوليو
  - أُصيب أمجد فاروق أبو خالد (17 عامًا) برصاصة معدنية مغلفة بالمطاط في ساقه أثناء تفريق قوات الاحتلال الإسرائيلي للمسيرة الاحتجاجية الأسبوعية في قرية كفر قدوم قرب قلقيلية بالضفة الغربية المحتلة. كما وردت أنباء عن رش المنطقة برذاذ الظربان. وكانت القرية قد أُعلنت "منطقة عسكرية مغلقة" فجرًا، ولم يُسمح للصحفيين أو النشطاء الدوليين بدخولها.[17]
- 12 يوليو
  - نافذ دميري (55 عامًا)، خياط أصم وأبكم، فقد إحدى عينيه إثر إصابته في وجهه، وفقًا لمصدر إسرائيلي، على ما يبدو بقنبلة إسفنجية أثناء وجوده داخل متجر بقالة، ووفقًا لمصادر فلسطينية، برصاصة إسفنجية الرأس حيث كان يحتمي أثناء اشتباكات بين الشرطة الإسرائيلية وراشقي الحجارة في مخيم شعفاط للاجئين. وقد وثّقت كاميرا المتجر الحادثة بالفيديو.[18][19] وأصيب فلسطيني آخر بجراح في الصدر بنيران الاحتلال خلال المواجهات ذاتها، والتي اندلعت بعد اقتحام قوات الاحتلال المتخفية (المستعربين) لمحل ملابس واعتقال فلسطيني.[20][21]
- 15 يوليو
  - اعتقلت قوات الاحتلال الإسرائيلي، فتاة فلسطينية، قيل إنها قاصر، بعد طعنها جنديا إسرائيليا في ظهره، قرب مستوطنة نحلئيل شمال رام الله.[22]
- 16 يوليو
  - ردًا على إطلاق صاروخ من غزة سقط في منطقة مفتوحة جنوب عسقلان في ساعات الفجر الأولى، شنّ سلاح الجو الإسرائيلي غارة على "بنية تحتية إرهابية"، وهي برج مراقبة ومعسكر تدريب، في قطاع غزة. ولم يُبلّغ عن وقوع إصابات.[23][24]
- 17 يوليو
  - محمد حلايقة (17 عاماً) من بلدة الشيوخ، أصيب برصاصة مطاطية في قدمه، خلال اقتحام قوات الاحتلال لمنزل العائلة لاعتقال شقيقه الأكبر.[25]
  - ألقى نحو 20 فلسطينيا من سكان راس العامود الألعاب النارية والزجاجات الحارقة والحجارة على منازل اليهود في حي معاليه زيتيم بالقدس الشرقية.[26]
  - أصيب الطفل منصور أبو طعيمة (14 عاماً)، برصاصة في قدمه اليسرى، حسبما أفادت التقارير، برصاص قوات الاحتلال الإسرائيلي، فجر اليوم، في بلدة عبسان الكبيرة شرق خان يونس بقطاع غزة.[27]
- 21 يوليو
  - أصيب صياد فلسطيني في العشرينيات من عمره برصاصة حية في ظهره قبالة الساحل الشمالي الغربي لقطاع غزة برصاص البحرية الإسرائيلية. كما أصيب بجروح في يده جراء طلقات مطاطية، ونُقل إلى المستشفى في حالة حرجة. وصرح متحدث باسم الجيش الإسرائيلي بأن إطلاق النار وقع بعد إطلاق طلقات تحذيرية عندما انحرفت سفينة صيد عن منطقة الصيد المحددة.[28]
- 22 يوليو
  - أُصيب محمد أحمد علاونة (21 عامًا) برصاصة حية في صدره خلال مواجهات مع أهالي برقين غرب جنين، فيما وصفته إسرائيل بعملية تفتيش واعتقال. واستشهد لاحقًا متأثرًا بجراحه، ليصبح الفلسطيني السادس عشر الذي يُقتل منذ يناير/كانون الثاني.[29]
- 23 يوليو
  - فلاح حمدي زامل أبو ماريا (53 عامًا) قُتل بالرصاص وأصيب ابناه عندما داهمت القوات الإسرائيلية منزلهم في بيت أمر. وقال شهود عيان فلسطينيون إن أبو ماريا أصيب برصاصتين في صدره أثناء محاولته مساعدة ابنه محمد (22 عامًا) الذي أصيب مرتين في الحوض. كما أصيب ابن آخر، أحمد (25 عامًا)، بشظايا رصاصة في صدره. وقال متحدث إسرائيلي إن الحادث وقع أثناء مداهمة اعتقال عندما ألقى "حشد عنيف" الحجارة، مما أدى إلى إصابة جندي بحجر.[30] ووصف مرصد حقوق الإنسان الأورومتوسطي هذه الحادثة بأنها واحدة من 8 حالات قتل تعسفي على يد القوات الإسرائيلية في عام 2015، وذكر أن أبو ماريا ألقى مزهرية فخارية على الجنود من شرفته عندما جرحوا ابنه، وأصيب بثلاث رصاصات في صدره وحُرم من الرعاية الطارئة عندما وصلت سيارات الإسعاف.[31]
  - أصابت القوات الإسرائيلية ثمانية فلسطينيين في بلدة بيت أمر بالضفة الغربية، إثر اندلاع مواجهات عقب تشييع جثمان فلاح أبو ماريا، الذي أُصيب برصاصة في وقت سابق من ذلك اليوم. كما أفادت التقارير بأن نيران الاحتلال حطمت النافذة الخلفية لسيارة إسعاف فلسطينية أثناء مغادرتها.[32]
- 26 يوليو
  - دخل 70 مستوطنًا إسرائيليًا، يحرسهم ما بين 100 و150 جنديًا، المسجد الأقصى عبر باب المغاربة. وكان شبان فلسطينيون قد تحصنوا في المسجد الأقصى طوال الليل، مستخدمين ترسانة من الحجارة والألعاب النارية، استعدادًا، حسبما ورد، لتعطيل زيارات اليهود للمكان لصلاة التاسع من أغسطس. يُذكر أن الصلاة اليهودية ممنوعة في الموقع. اقتحمت القوات الإسرائيلية المسجد. وأصيب 19 من حراس المسجد الأقصى و4 من رجال الشرطة الإسرائيلية خلال المواجهات.
  - [33][34]
  - قام مستوطنون إسرائيليون بملء بئر زراعي قديم في قرية دير استيا، القريبة من مستوطنتي رفافا وياقيري الإسرائيليتين.[35]
- 27 يوليو
  - أبو لطيفة (18 عامًا) من مخيم قلنديا للاجئين أصبح الفلسطيني الثامن عشر الذي يُقتل على يد جيش الاحتلال الإسرائيلي هذا العام عندما داهمت القوات الإسرائيلية المخيم فجرًا لاعتقاله، بزعم التخطيط لـ"هجوم إرهابي في إسرائيل". ووفقًا للرواية الإسرائيلية، فقد أصيب برصاصة في ساقه أثناء فراره وسقط من سطح منزله حتى لقي حتفه. ووفقًا لعائلته ومصادر محلية، وقع الحادث عندما اقتحمت الشرطة منزله لاعتقاله وأطلقت عليه النار أثناء فراره. ووفقًا لعائلته، فقد أصيب برصاصة في قدمه، واعتُقل حيًا ثم أُطلق عليه النار في صدره. كما ادعى أنه لم يمت بعد ذلك نتيجة سقوطه من سطح منزل.[36][37]
  - بعد تشييع جنازة لطيف اندلعت مواجهات بين قوات الاحتلال والفلسطينيين الذين رشقوها بالحجارة والزجاجات، ما أدى إلى إصابة 14 فلسطينيا، 6 منهم بالرصاص الحي.[38]
  - محمد حسام بركات (38 عاماً)، سائق حافلة في شركة كافيم الإسرائيلية للنقل، تعرض للاعتداء من قبل اثنين من الركاب الذين صعدوا إلى الحافلة في بيتار عيليت، بعد رفضهم دفع الأجرة في نهاية الرحلة في الشيخ جراح.[39]
  - أصيب عبد الكريم عزيز الحداد (15 عامًا)، من حي السعدية بالقدس القديمة، بنزيف داخلي إثر تعرضه للضرب في مركز شرطة، حسبما ورد، بعد أن اعتقلته قوات الاحتلال من منزله، حيث كان قيد الإقامة الجبرية. واتُّهم بعدم الامتثال لأمر الإقامة الجبرية.[40]
- 28 يوليو
  - هدمت جرافات الاحتلال الإسرائيلي، 4 محلات تجارية في بلدة سلوان، اثنان منها يعودان للمواطن خليل العباسي في منطقة عين اللوزة، واثنان يعودان للمواطن إياد العباسي في منطقة عين الفوقا، بحجة عدم الترخيص على ما يبدو.[41]
- 31 يوليو

- وفيما وصف بأنه هجوم "دفع الثمن" في أعقاب هدم الحكومة لشقتين في مستوطنة بيت إيل، وهي الخطوة التي عارضها المستوطنون، قام مهاجمون ملثمون بتحطيم نوافذ منزلين في قرية دوما وألقوا قنابل حارقة داخلهما حوالي الساعة الثانية صباحا. بعد عودة العائلة إلى المنزل من زيارة أقاربها. علي سعد دوابشة، سنة ونصف، أحرق حياً. والدتها ريهام (27 عاماً) أصيبت بحروق من الدرجة الثالثة في 90% من جسدها، ووالدها سعد (32 عاماً) أصيب بحروق في 80% من جسده. وأصيب شقيقها أحمد أيضًا بجروح عندما ألقيت قنبلة حارقة على غرفة نوم العائلة. وقال شهود عيان إن شخصين ملثمين شوهدا خارج المنزل وهما يشاهدان الأسرة وهي تحترق. وتعرض المنزل الثاني، الذي يملكه المواطن مأمون رشيد دوابشة، لأضرار أيضا نتيجة إلقاء القنابل الحارقة. وكتب على الجدران عبارات "الانتقام" و"عاش المسيح". وقال سكان محليون إنهم شاهدوا أربعة مستوطنين يفرون باتجاه مستوطنة معاليه أفرايم الإسرائيلية القريبة. وأعادت هذه الحادثة إلى الأذهان حرق الطفل محمد أبو خضير حتى الموت، ومقتل أربعة فلسطينيين على يد القوات الإسرائيلية في الأسابيع الأخيرة، وإطلاق النار الفلسطيني على ملاخي روزنفيلد (26) قبل شهر. وفي نفس الاعتداء، تم إلقاء قنابل حارقة على منزل المواطن مأمون رشيد دوابشة.[4][42][43][44]
- أطلق النار على سيارة مستوطن إسرائيلي كانت تسير بالقرب من بلدة دوما، أثناء تشييع جثمان الشهيد علي سعد دوابشة. تم الرد على النار. ولم ترد أنباء عن وقوع إصابات.[42]
- استشهد الشاب محمد حامد المصري (17 عاماً) برصاص قوات الاحتلال الإسرائيلي في بيت لاهيا شمال قطاع غزة، بالقرب من الجدار الفاصل. وأصيب فلسطيني آخر بجروح متوسطة. وقال متحدث إسرائيلي إنهم تجاهلوا التحذيرات بالتوقف، وتم إطلاق النار عليهم في الأطراف السفلية، وبعد ذلك تحركوا بعيدًا.[45]
- أطلقت قوات الاحتلال النار على الشاب ليث الخالدي (17 عاماً) من مخيم الجلزون. قرب رام الله، عند حاجز عطارة. توفي لاحقا متأثرا بجراحه، بعد أن أصيب برصاصة في صدره. وقال متحدث إسرائيلي إن فلسطينيا مشتبها به أصيب برصاصة أثناء إلقائه زجاجة مولوتوف.[4][46][47]

### أغسطس
- 3 أغسطس
  - أُصيب رجل فلسطيني، كان متوقفًا للتفتيش الأمني عند حاجز زعترة، برصاصة في أطرافه السفلية أثناء محاولته الفرار. ووفقًا لتقرير موقع Ynet، أطلق الجنود النار في الهواء قبل إطلاق النار عليه.[48]
  - ألقى مجهولون قنبلة حارقة على سيارة تقودها امرأة إسرائيلية تبلغ من العمر 27 عامًا في حي بيت حنينا بالقدس الشرقية. أصيبت بحروق من الدرجة الأولى والثانية في 15% من جسدها، وانحرفت سيارتها إلى سيارة أخرى، مما أدى إلى إصابة السائق.[49]
  - وقال شهود عيان إن مستوطنين ألقوا الحجارة على سيارة أجرة فلسطينية يقودها موسى عثمان بالقرب من منعطف في منطقة عيون الحرامية.[50]
- 4 أغسطس
  - جرفت قوات الاحتلال الإسرائيلي، دونمين مزروعين بالخضراوات، ودمرت أنابيب الري، تعود للمواطن أحمد برغش الشواهين، في منطقة عزيمة جنوب الخليل.[51]
  - أصيب فلسطينيان، هما محمد بدران وسليمان أبو ميالة، بأداة حادة استخدمها إسرائيلي، خلال مواجهات اندلعت عندما تدخل المصلون لمنع رفع العلم الإسرائيلي في المسجد الأقصى.[52]
- 5 أغسطس
  - هدمت قوات الاحتلال الإسرائيلي 18 منزلًا ومحلًا زراعيًا فلسطينيًا في ثلاث قرى صغيرة، هي العقبة، وخربة اليرزا، والميتة، شمال غور الأردن بالضفة الغربية، بحجة عدم الحصول على تراخيص إسرائيلية. ويؤكد السكان المحليون عدم تلقي أي إنذار مسبق. وفي العقبة، هُدم منزلا رشيد دباك وخالد صبيح. وبذلك، يرتفع عدد المنازل الفلسطينية التي هدمتها إسرائيل منذ بداية عام 2015 إلى 260 منزلًا.[53][54]
- 6 أغسطس
  - قُتل أربعة فلسطينيين، جميعهم من نفس العائلة – بكر حسن أبو نقيرة، وعبد الرحمن أبو نقيرة، وأحمد حسن أبو نقيرة، وحسن أحمد أبو نقيرة – وأصيب ما لا يقل عن 29 آخرين عندما انفجرت، وفقًا لـ"معًا" و"هآرتس"، إحدى الذخائر الإسرائيلية السبعة آلاف المتبقية في قطاع غزة من الحرب على غزة 2014،[55] أثناء إزالة الأنقاض من منزل يملكه الشيخ عطية أبو نقيرة، وهو عضو بارز في كتائب الشهيد عز الدين القسام، في جنوب قطاع غزة.[55][56] ولكن وفقًا لـ"الغارديان"، كانت هناك أيضًا "شكوك في أن المنزل أو عقار قريب ربما استُخدم لتخزين المتفجرات أو الصواريخ". وقال المتحدث باسم وزارة الداخلية في غزة: "لا يمكننا إعطاء سبب واضح لما حدث"، مضيفًا أن "التحقيق جارٍ".[57]
  - أصيب جنديان إسرائيليان بجروح خطيرة، وآخر طفيفة، في حادث دهس على الطريق السريع رقم 60 قرب مستوطنة شيلو الإسرائيلية. وأصيب المهاجم، محمد بدوان (48 عامًا)، من قرية بدّو شرق رام الله، بأربع رصاصات أطلقها جندي رابع.[58][59][60][61]
- 7 أغسطس
  - سقطت قذيفة هاون أطلقت من قطاع غزة على الأراضي الإسرائيلية في أرض مفتوحة بالقرب من كيبوتس رعيم.[62][63]
  - أصيب ما بين اثنين وأربعة فلسطينيين بجروح خلال غارة إسرائيلية انتقامية على موقع عسكري لحماس قرب مخيم النصيرات للاجئين وسط قطاع غزة. وأعلنت حماس أن اثنين من عناصرها أصيبا بجروح طفيفة.[64][65]
- 8 أغسطس
  - أصيب الطفل الفلسطيني ماهر شتات (14 عامًا) برصاصة في خده برصاصة حية إسرائيلية قرب بيت حانون في قطاع غزة. والسبب المعلن هو أنه شوهد وهو يقترب من الجدار الفاصل.[66]
- 9 أغسطس
  - وتزعم مصادر فلسطينية أن مستوطني مستوطنة "هار براخا" أشعلوا النيران في مئات الدونمات غربي بورين، فيما أشعل مستوطنو يتسهار النيران في منطقة جنوب بورين، وامتدت النيران باتجاه عينبوس.[67]
  - قُتل فلسطيني، أنس منتصر طه (20 عامًا)، من قطنة، بالرصاص بعد أن طعن إسرائيليًا، يهودا بن مويال (26 عامًا)، من موديعين عيليت، عدة مرات في محطة وقود قرب حاجز عوفر الأمني. نُقل بن مويال إلى المستشفى مصابًا بجروح تتراوح بين الخفيفة والمتوسطة. اشتكى الضحية من عدم تدخل فلسطينيين آخرين كانوا متواجدين لمساعدته. مع ذلك، صرّح المتحدث باسم جيش الاحتلال الإسرائيلي، بيتر ليرنر، بأن الموظفين العرب في الموقع أبلغوا جيش الاحتلال الإسرائيلي بالحادث.[68][69][70][71]
- 10 أغسطس
  - هدمت جرافات الاحتلال الإسرائيلي منزل المواطن عدنان عبدالله في قرية دير بلوط، وهو واحد من بين 60 منزلاً في منطقة خلة قاصوال الواقعة في المنطقة (ج)، بحجة بنائه دون ترخيص.[72]
  - هدمت القوات الإسرائيلية منزلين فلسطينيين وحظيرة مواشي، تعود للمواطن راجح فرحان السمامرة، في قرية الرهوة بالخليل. كانت هذه المنازل تؤوي 24 شخصًا، معظمهم أطفال. ويبدو أنها لم تحصل على تصاريح إسرائيلية.[73]
- 11 أغسطس
  - أفادت تقارير فلسطينية أن مستوطنين ألقوا زجاجات حارقة على حديقة عامة في قرية قريوت قرب نابلس. كما وردت أنباء عن محاولة أخرى للاعتداء على أراضٍ في بيتا، لكن تم صدها.[74]
  - هدمت جرافات الاحتلال مبنىً من ثلاثة طوابق، يضم قاعتين للاجتماعات وأربعة مكاتب، بمساحة 220 مترًا مربعًا، يملكه المواطن مازن أبو دياب في المنطقة الصناعية بقلنديا. وأفاد المالك أن المبنى شُيّد عام 1971، وأُضيف إليه امتداد بطول 100 متر عام 2013، وقد حاول بنائه دون جدوى. وتقع 80% من مساحة المنطقة ضمن المنطقة "ج".[75]
- 13 أغسطس
  - أُحرقت خيمة بدوية قرب قرية كفر مالك شمال رام الله. ويُشتبه في أن مستوطنين يهود هم الجناة، حيث كُتبت شعارات "دفع الثمن" على الجدران في مكان قريب. وكانت الخيمة المسكن الرئيسي ليوسف كباعنة وزوجته وأطفاله الثمانية حتى الأسبوع السابق.[76][77][78]
  - هدمت قوات الاحتلال الإسرائيلي، منزل المواطن موسى سليم حسن في قرية تقوع على أطراف بيت لحم، ومنزل المواطن محمد ماجد دبش في قرية حرملة، والسور الخارجي لمنزل المواطن خلف الحميري في زعترة.[79]
  - أصيب المقاول الفلسطيني لؤي بكري (31 عامًا) بكسر في يده إثر اعتداء ستة شبان عليه بقضبان حديدية أثناء إصلاحه إشارة مرور في مستوطنة بسغات زئيف. واعتقلت الشرطة لاحقًا قاصرين إسرائيليين.[80]
- 15 أغسطس
  - طعن فلسطيني من بيت عنان جنديًا إسرائيليًا وأصابه بجروح طفيفة قرب بيت عور التحتا وبيت حورون على الطريق رقم 443 في الضفة الغربية. اعتُقل الفلسطيني بعد إصابته برصاصة في كتفه. وذكرت تقارير إسرائيلية أنه طلب الماء قبل مهاجمة الجندي، وأن دافعه وراء ذلك هو تعرضه للضرب على يد والده خلال شجار وقع صباح ذلك اليوم.[81][82]
  - أُصيب الفلسطيني أحمد كامل رفيق التاج (16 عامًا) بالرصاص، ما أدى إلى وفاته متأثرًا بجراحه المتعددة بعد طعنه جنديًا من حرس الحدود قرب بيتا. أما الجندي، فقد أصيب بجرح طفيف في كتفه.[83][84][85]
- 16 أغسطس
  - أصيب محمد مصطفى النجار (19 عامًا) بجروح متوسطة إثر صدمه بسيارة يقودها مستوطن في قرية يتما، ولاذت السيارة بالفرار.[86]
- 17 أغسطس
  - قُتل رجل فلسطيني يدعى محمد بسام الأطرش (عمشة) (26 عامًا) من كفر راعي (جنين (مدينة)) بالرصاص بعد أن اقترب من ضباط شرطة الحدود عند مفترق تابوح (حاجز زعترة) وطلب المساعدة الطبية، ثم أخرج سكينًا وطعن ضابط شرطة الحدود، الذي أصيب بجروح طفيفة.[87][88][89] يشير تقرير مراقب حقوق الإنسان الأورومتوسطي إلى هذه الحالة باعتبارها واحدة من 8 حالات من العنف التعسفي من قبل الجنود الإسرائيليين، مشيرًا إلى أن شهود العيان لم يروا أي سكاكين، ورفضت إسرائيل تقديم أدلة تقول إنها تمتلكها على هذا التأثير.[31]
  - اقتلع جيش الاحتلال الإسرائيلي، يوم الاثنين، أشجارًا في أراضٍ فلسطينية خاصة في منطقة بير عونة ببيت جالا، حسبما ورد. وتعود ملكية الأراضي المتضررة جراء تجريف نحو 30 دونمًا إلى عائلات الشطلة، وأبو عيد، وأبو غطاس، وأبو سعدة، والخليلية، وأبو مهور. وكان الهدف من التجريف إنشاء جدار فاصل.[90]
  - هدمت جرافات الاحتلال الإسرائيلي، اليوم الأحد، منشآت تعود لأكثر من 20 عائلة من تجمع الجهالين البدوي في منطقة الخان الأحمر شرقي القدس.[91]
- 18 أغسطس 2015
  - جرفت الجرافات الإسرائيلية 12 خيمة تؤوي عائلتي الرشايدة والتعمرة في منطقة الفصايل بالقرب من أريحا. وفي عملية مماثلة، هُدمت عدة مبانٍ في قرية المعبر بالقرب من أريحا، ليصل إجمالي المباني إلى 22 مبنى، بما في ذلك حظائر الحيوانات. ونتيجة لذلك، أصبح 79 فلسطينيًا، من بينهم 49 طفلاً، بلا مأوى، ومواشيهم بلا مأوى، في ظل الحر الشديد.[92][93] وصرح مكتب الأمم المتحدة لتنسيق الشؤون الإنسانية (UNOCHA) ووكالة الأمم المتحدة لإغاثة وتشغيل اللاجئين الفلسطينيين (الأونروا) بأن "هذا هو أكبر عدد من الفلسطينيين النازحين في الضفة الغربية في يوم واحد منذ ما يقرب من ثلاث سنوات".[94]
  - أُصيبت امرأة فلسطينية وأربعة مراهقين، ثلاثة أردنيين وإسرائيلي واحد، بكدمات جراء رشق حافلة وسيارتين بالحجارة في حي الطور بالقدس الشرقية على جبل الزيتون. ووفقًا لتقرير الشرطة، وقع الهجوم ليلًا عندما رشق شبان فلسطينيون المركبات بوابل من الحجارة دون استفزاز، مما أدى إلى تحطيم زجاج الحافلة والسيارتين الأماميين. وذكرت التقارير الأصلية أن المراهقين الثلاثة كانوا يهودًا إسرائيليين.[95][96]
- 19 أغسطس
  - هدمت جرافات الاحتلال الإسرائيلي مبنىً قيد الإنشاء، مكونًا من 6 شقق سكنية، ومكونًا من 3 طوابق، يعود لعائلتي توته والتوتنجي، في وادي الجوز، شرقي القدس. وهُدمت المساكن لعدم حصولها على تصريح بناء إسرائيلي. ووفقًا لعائلة توته، فقد بدأ البناء قبل 9 أشهر على أساس شقق سفلية بُنيت قبل 80 عامًا.[97]
  - أصيب جندي إسرائيلي بجروح متوسطة، بعد أن ألقى فلسطيني عبوة ناسفة على موقع لجيش الاحتلال، وهو حاجز طريق البطريرك، بالقرب من بيت جالا جنوب القدس.[96][98]
  - أصيبت طفلة إسرائيلية تبلغ من العمر عامين بشظايا زجاج في وجهها عندما رشق فلسطينيون بالحجارة سيارة كانت تقلها مع والدها على الطريق 45 بين القدس وتل أبيب. أصيب الأب في كتفه، لكنه لم يستدعِ علاجًا طبيًا. كما استهدف المهاجمون سيارة أخرى، مما ألحق بها أضرارًا وأصاب السائق بجروح طفيفة لم تستدعِ علاجًا طبيًا. يُذكر أن المنطقة شهدت العديد من الهجمات المماثلة في الماضي.[96][99]
  - هدمت القوات الإسرائيلية منازل عائلتين، عددهما 11 فردًا، بينهم 7 قاصرين، في خربة عينون. كما هدمت حظيرة أغنام. وهُدم منزل آخر لعائلة مكونة من 8 أفراد في خربة الدير المجاورة. وكانت المساكن تفتقر إلى التصاريح الإسرائيلية.[100] احتجت 31 منظمة إغاثة، منها أوكسفام ومنظمة العفو الدولية، استنادًا إلى إحصاءات الأمم المتحدة، على ما وصفته بـ"تصاعد" عمليات هدم المساكن الفلسطينية في المنطقة "ج" بالضفة الغربية، والتي شردت 132 فلسطينيًا بعد هدم 63 منزلًا ومبنى آخر في أسبوع واحد.[101]
- 21 أغسطس
  - أصيب أربعة فلسطينيين، بينهم ثلاثة أطفال، برصاص مطاطي استُخدم لتفريق المتظاهرين في المظاهرة الأسبوعية بقرية كفر قدوم احتجاجًا على مصادرة أكثر من 10% من أراضي القرية، وفقًا لمعهد القدس للأبحاث التطبيقية، لصالح إقامة أربع مستوطنات يهودية فقط - كيدوميم، وكدوميم زيفون، وجيت، وجفعات هامركازيز. المصابون هم: عبد الرحيم عبد السلام (6 سنوات) مصاب في الكتف، وموسى عبد اللطيف (13 عامًا) مصاب برصاصة في اليد، وجميل حلمي (17 عامًا) مصاب في الفخذ، وعدي قدومي مصاب في اليدين والبطن.[102]
- 22 أغسطس
  - أفادت التقارير أن مستوطنين إسرائيليين من مستوطنة إش كوديش هاجموا فلسطينيين يزرعون أراضيهم في منطقة بوسلطا شرق قصرة. وأفادت التقارير بوقوع إصابات في صفوف الفلسطينيين عندما تدخلت قوات الاحتلال وأطلقت قنابل الغاز المسيل للدموع والرصاص المعدني المغلف بالمطاط.[103]
  - وأفادت الأنباء أن المواطن محمود أحمد عثمان (32 عاماً) من قرية مجدل بني فاضل، تعرض للضرب على يد مستوطنين أوقفوا سيارتهم على مفترق طرق بالقرب من قرية يتما.[104]
- 25 أغسطس
  - هُدم منزلان يعودان لمحمد وخالد العباسي في منطقة المروج بجبل المكبر، شرقي القدس، بحجة عدم حصولهما على تراخيص بناء إسرائيلية. وهذه هي عملية الهدم التاسعة عشرة لمساكن فلسطينية في القدس الشرقية هذا العام.[105]
- 26 أغسطس
  - هدمت قوات الاحتلال الإسرائيلي في العيزرية تسعة أكواخ خشبية، تضم منزلين وسبعة محلات تجارية (بقالة، ومغسلة سيارات، ومحل أثاث)، بحجة عدم الترخيص. وكان سامي أبو غالية، الذي شُرّد مع عائلته المكونة من ستة أفراد، مسؤولًا في حركة فتح يمثل العشائر البدوية خارج القدس، يملك بعض هذه المباني.[106]
  - هاجم رجل يحمل فأسًا مجموعة من حرس الحدود قرب باب العامود في البلدة القديمة بالقدس. وبينما كان الضباط يحاولون تحييد المشتبه به، تمكن من طعن ضابط إسرائيلي وإصابته بجروح طفيفة في ساقه. وأُلقي القبض على المهاجم، وهو فلسطيني يبلغ من العمر 56 عامًا من الخليل. وكان قد أُفرج عنه سابقًا عام 2013 في المرحلة الثالثة من صفقة شاليط بعد سجنه بتهمة قتل مناحيم ستيرن عام 1989.[107][108][109][110]
  - أصابت زجاجة حارقة إحدى سيارات الجيب الإسرائيلية في حي الطور بالقدس الشرقية. لم يُصب أحد من الشرطة بأذى، لكن النيران التهمت سيارات أخرى.[110]
- 27 أغسطس
  - بعد إطلاق صاروخ من غزة وسقوطه بالقرب من السياج الحدودي، في أرض مفتوحة في منطقة مجلس إشكول الإقليمي، قصفت طائرات إسرائيلية موقعًا لتصنيع الأسلحة تابعًا لحماس في قطاع غزة.[111]
- 28 أغسطس
  - ضياء شتيوي (36 عامًا) أصيب برصاصة حية في قدمه خلال المظاهرة الأسبوعية في كفر قدوم. كما تعرض المتظاهرون لرش مادة "الظربان" على رؤوسهم.[112]
  - الصحفي محمد بسمان ياسين أصيب برصاصة مطاطية في ساقه خلال مشاركته في مسيرة بلعين.[112]
  - أُصيب الطفل الفلسطيني سلام باسم برصاصة مطاطية في قدمه في النبي صالح. كما زعمت مصادر فلسطينية أن قوات الاحتلال اعتدت على الطفل محمد باسم، الذي كُسرت ذراعه قبل يومين في مداهمة، وتعرضت والدته ناريمان ونوال التميمي للضرب.[112] وانتشرت صورٌ لحادثة احتجاز جندي لطفل على الإنترنت، وفقًا لموقع واي نت.[113]
  - أحرق شبان فلسطينيون سيارة إسرائيلي في حي الطور بالقدس الشرقية. وأفادت التقارير أن السيارة تابعة لمستوطنين في ما وصفه مصدر فلسطيني بأنه بؤرة استيطانية غير قانونية قرب شارع الخلوة. ولم يُصب أحد بأذى.[114]
- 29 أغسطس
  - أصيب جندي إسرائيلي بجروح طفيفة في قدمه جراء سيارة فلسطينية زُعم أنها حاولت دهس جنود عند مفترق آري، جنوب الخليل. أطلق جنود جيش الاحتلال الإسرائيلي النار على السيارة، لكنها "تمكنت من الفرار".[115]
  - أصيب أربعة شبان بالرصاص المعدني المغلف بالمطاط خلال مواجهات اندلعت عقب اقتحام قوات الاحتلال قرية تل. والمصابون هم: أمير باسل الهندي (19 عامًا) مصاب برصاصة في الرأس، ويحيى عبد الكريم (21 عامًا) مصاب برصاصة في اليد، وأنس يوسف حمدي (21 عامًا) مصاب برصاصة في القدم، وأحمد عبد الفتاح عصيدي (21 عامًا) مصاب برصاصة في الفخذ.[116]
- 30 أغسطس
  - أصيب مستوطن إسرائيلي (46 عامًا) من مستوطنة كدوميم بجراح طفيفة في ذراعه، إثر إطلاق نار من سيارة عابرة على مركبته عند مفترق جيت غرب نابلس. ولاذ مطلق النار أو مطلقو النار بالفرار.[115][117]
- 31 أغسطس
  - هدمت قوات الاحتلال الإسرائيلي، 25 مبنى في تجمع الخضيرات البدوي قرب قرية جبع شمال شرق القدس، بحجة عدم الترخيص، ما أدى إلى تشريد 11 عائلة ونحو 100 شخص، بينهم 70 طفلاً.[118]
  - خلال توغل إسرائيلي في جنين بمشاركة 40 مركبة عسكرية، بهدف اعتقال باسم السعدي، المسؤول الكبير في حركة الجهاد الإسلامي، اندلعت اشتباكات عندما حاصرت القوات الإسرائيلية منزل عائلة أبو الهيجا (الهيجا)، الذي قيل إنه على صلة بحماس. ألقى مئات الفلسطينيين الحجارة وقنابل المولوتوف خلال الحادث. أفلت السعدي من الاعتقال، وكان خارج منزله في ذلك الوقت، على الرغم من أن التقارير الفلسطينية أفادت بإطلاق صاروخ على المنزل. وأفادت التقارير عن إصابة ما لا يقل عن 5 فلسطينيين برصاص مطاطي أو غاز مسيل للدموع، بينما أشارت بعض التقديرات إلى وصول عددهم إلى 20. وذكرت التقارير الأولية لجيش الاحتلال الإسرائيلي أن القوات تعرضت لإطلاق نار، بينما ذكرت روايات لاحقة أنه سُمع إطلاق نار. أصيب أحد أفراد شرطة الحدود الإسرائيلية من وحدة يمام بجروح متوسطة، سواء بنيران فلسطينية أو بنيران صديقة، كما ذكرت صحيفة "يديعوت أحرونوت"، وهو أمر غير معروف ولكنه قيد التحقيق. وذكرت صحيفة "هآرتس" أن التحليل الأولي يشير إلى أنه ربما أصيب بنيران صديقة.[119] ويقال إن القوات الإسرائيلية تحركت بعد أن دعت السكان مرارًا وتكرارًا إلى الاستسلام، واعتقلت مجدي أبو الهيجا وشقيقه علاء وابنه البالغ من العمر 15 عامًا ووالدته، ثم هدمت منزلهم.[120][121][122]

### سبتمبر
- 2 سبتمبر
  - أصيب فلسطيني من غزة برصاصة في ساقه أثناء دخوله إسرائيل أو اقترابه من سياج حدودي بحري قبالة ساحل شمال غزة. وأفادت مصادر إسرائيلية بأنه تلقى تحذيرًا قبل إطلاق النار عليه في أطرافه السفلية. ونُقل المصاب إلى مركز برزيلاي الطبي في عسقلان لتلقي العلاج.[123]
  - رصاصة من غزة حطمت نافذة منزل يهودي في كيبوتس نتيف هعاساراه وأصابت التلفاز بينما كان طفلان يهوديان يشاهدانه.[124]
  - اتهم فلسطينيون مستوطنين إسرائيليين من مستوطنة كدوميم بتخريب خطوط نقل الكهرباء إلى قريتهم كفر قدوم.[125]
  - دُنّست شواهد القبور في مقبرة جبل الزيتون اليهودية وأُحرقت. ويُشتبه في أن الدافع وراء ذلك هو دوافع قومية.[126][127] ولطالما استُهدفت المقبرة من قِبَل المراهقين العرب الذين يُخربون القبور. واضطر العديد من الزوار إلى الاستعانة بمرافقين أمنيين من وزارة الإسكان والبناء لزيارة مواقع القبور بسبب هجمات الحجارة المتكررة.[128]
  - وتعرضت عناصر الشرطة والإطفاء الإسرائيليين لاعتداء من قبل فلسطينيين محليين رشقوهم بالحجارة بعد إنقاذ عائلة فلسطينية من حريق في حي العيسوية (القدس الشرقية).[128]
  - أُصيب فلسطيني بالرصاص وأصيب بجروح متوسطة بعد محاولته إلقاء عبوة ناسفة على قوات الأمن الإسرائيلية قرب بيت لحم. وقام خبراء المتفجرات الإسرائيليون بتفكيك العبوة.[129]
- 3 سبتمبر
  - زُعم أن الفتى الفلسطيني عنان فارس ملش (15 عامًا) ألقى زجاجة حارقة على جنود الاحتلال الإسرائيلي خلال اقتحامهم مخيم عايدة للاجئين قرب بيت لحم. واعتقل بعد إصابته برصاصة في ساقه.[130]
  - بعد أن أصابت نيرانٌ من غزة ثلاثة منازل في كيبوتس نتيف عشرة، أطلق سلاح الجو الإسرائيلي صاروخين على موقع عسكري لكتائب فلسطين القسام شمال قطاع غزة. وكان التقييم الأولي لجيش الاحتلال الإسرائيلي أن إطلاق النار، من قاعدة تدريب تابعة لحماس، كان عرضيًا.[131][132]
  - أصيب الطفل الفلسطيني بلال أبو عمرو (11 عاماً) برصاصة في فخذه أطلقها جنود الاحتلال الإسرائيلي أثناء تواجده في البحر برفقة والده الصياد، بالقرب من بلدة بيت لاهيا.[133]
  - تعرض خمسة طلاب يشيفا أمريكيين لهجوم بالحجارة وقنابل المولوتوف بعد دخولهم الخليل عن طريق الخطأ. أُحرقت سيارتهم وأصيب اثنان بجروح طفيفة. احتمى بهم أحد سكان المنطقة، وهو فلسطيني يُدعى فايز أبو حمدية، لمدة 40 دقيقة، واتصل بالشرطة.[134][135]
- 4 سبتمبر
  - وبحسب مصادر إسرائيلية، أُطلقت النار على برج مراقبة عسكري على الحاجز من حي الرام. وأصيب شاب فلسطيني بالرصاص الحي خلال مواجهات اندلعت إثر اقتحام الجيش الإسرائيلي مخيم قلنديا للاجئين.[136]
- 7 سبتمبر
  - أصيب 6 فلسطينيين بجروح خلال مواجهات اندلعت عقب نصب حاجز إسرائيلي في حي رأس العامود ببلدة سلوان. وذكرت التقارير أن الشاب زكي الرازم (34 عاماً) صدمته سيارة جيب.[137]
- 11 سبتمبر
  - استولت قوات الاحتلال الإسرائيلي، على منزل عبد اللطيف القدومي، قائد الشرطة الفلسطينية في نابلس، في قرية كفر قدوم، وأخلت زوجته وأطفاله منه، وحولته إلى ثكنة عسكرية.[138]
  - أصيب أربعة شبان فلسطينيين برصاص إسفنجي خلال مواجهات بين قوات الاحتلال والمتظاهرين في مسيرة كفر قدوم الأسبوعية. أصيب يوسف شتيوي (24 عامًا) برصاصة إسفنجية في رأسه، فيما أصيب كل من أوس عامر (عامان)، وعدي سمير (23 عامًا)، ومحمد عقل (18 عامًا) في أطرافهم السفلية.[139]
  - وبحسب مركز معلومات وادي حلوة، اعتدى مستوطن على الطفل زيد أبو قويدر (8 سنوات) في سلوان بمنطقة بطن الهوى. وأدى الحادث إلى اندلاع مواجهات بين المواطنين والمستوطنين الذين رشّوا الطفل زيد بغاز الفلفل، ما أدى إلى إصابة 15 منهم.[140]
- 13 سبتمبر
  - خلال الاشتباكات التي وقعت في المسجد الأقصى عشية رأس السنة العبرية بين الشرطة الإسرائيلية والفلسطينيين، ووفقًا للروايات الإسرائيلية، وبناءً على معلومات من عمليات تفتيش المنازل في القدس الشرقية والتي كشفت عن قنابل أنبوبية تشير إلى أن بعض الفلسطينيين المتورطين قد انسحبوا إلى الحرم وكانوا ينوون مهاجمة الزوار الإسرائيليين في اليوم التالي، اقتحمت الشرطة الموقع وردت على إلقاء الحجارة والألعاب النارية بإغلاق المسجد الأقصى وإطلاق النار عليه. ووفقًا للروايات الفلسطينية، فإن حظر حراس المرابطين من الموقع زاد من التوترات ودخلت الشرطة بعد صلاة الفجر بقليل وأطلقت الرصاص المطاطي والقنابل الصوتية على المسجد أو داخله. وأصيب العديد من الفلسطينيين، بمن فيهم الصبي أنس صيام، الذي أصيب برصاصة إسفنجية في صدره.[141][142][143]
  - في حادثة وفاة روش هاشناه عام 2015 بسبب رمي الحجارة، أصابت الحجارة التي ألقاها فلسطينيون سيارة يقودها ألكسندر ليفلوفيتش (64)، وخرجت السيارة عن السيطرة وتحطمت. توفي السائق متأثرًا بجراحه، وأصيب راكبان بجروح طفيفة. كانت المجموعة عائدة إلى منزلها من عشاء روش هاشناه. وعلى الرغم من كثرة التقارير عن رمي الحجارة، إلا أن الشهادات الأولية من الركاب أشارت إلى أن السائق قد "تشنج" قبل أن يفقد السيطرة على السيارة. ونسبت التقارير اللاحقة سبب الحادث إلى رمي الحجارة.[144][145][146] تم القبض على 4 فلسطينيين، محمد صلاح محمد أبو كف (18)، ووليد فارس مصطفى أطرش (18)، وعبد محمد عبد ربه دويات (17)، وجميعهم من صور باهر في القدس الشرقية، للاشتباه في كونهم منفذي الهجوم، وأفادت التقارير أنهم اعترفوا بالجريمة.[147]
- 15 سبتمبر
  - عولج 36 فلسطينيًا من إصابات ناجمة عن قنابل صوتية وقنابل غاز مسيل للدموع ورصاص مطاطي خلال اشتباكات مع قوات الاحتلال الإسرائيلي في الحرم القدسي الشريف، خلال اليوم الثالث من المواجهات. وأفادت الأوقاف الإسلامية بأن قوات الاحتلال اقتحمت المسجد الأقصى الجنوبي وصولًا إلى منبر صلاح الدين، وأفاد شهود عيان بأن قنابل صوتية أشعلت النيران قرب باب الجنائز. وأصيب فتى يبلغ من العمر 14 عامًا برصاصة مطاطية في رأسه، ما استدعى عشر غرز جراحية. كما احتاج خمسة ضباط إسرائيليين إلى العلاج.[148]
- 17 سبتمبر
  - أصيب الشاب أنس محمد صالح (17 عاماً) برصاصة في الفخذ قرب مخيم عايدة للاجئين في بيت لحم.[149]
  - رُشقت حافلة إسرائيلية بالحجارة، ثم أُضرمت فيها النار بزجاجة مولوتوف. أصيب السائق الذي غادر الحافلة بجروح طفيفة. وفي حادث منفصل، أصيب سائق حافلة إسرائيلي آخر بجروح جراء رشق بالحجارة، مما أدى إلى إتلاف الزجاج الأمامي لسيارته قرب قرية حزما الفلسطينية.[150]
  - بعد إلقاء قنبلة حارقة على مركبة عسكرية إسرائيلية عند نقطة تفتيش عسكرية بالقرب من مستوطنة إيتمار، أُطلق النار على أحمد عزت خطاطبة (26 عامًا)، وهو رجل أصم من قرية بيت فوريك، ويُقال إنه مشتبه به في الحادث، عند نقطة تفتيش بيت فوريك من قبل جنود ثلاث مرات من الخلف[151] وأصيب في الكتف والحوض وظل في حالة حرجة. توفي بعد أسبوع في المستشفى.[152] صرح جيش الاحتلال الإسرائيلي أنه أُطلق عليه النار لأنه كان يمثل "خطرًا واضحًا وحاضرًا" على المارة المدنيين. ووفقًا لجدعون ليفي، كان الوقت متأخرًا من الليل، ولا يُعرف وجود مدنيين؛ كان أصمًا ولم يستطع الاستجابة لنداءات التوقف، وكان عائدًا إلى منزله بعد التسوق لشراء الملابس في نابلس لعطلة عيد الأضحى. أوقف الجنود سيارة إسعاف من نقله لمدة ساعة، بينما كان لا يزال مصابًا. قورنت وفاته بوفاة نعمة وإيتام هنكين بالقرب من نفس نقطة التفتيش بعد بضعة أسابيع..[151][153] تم القبض على مشتبه به آخر.[154]
  - يُشتبه بقيام عدد من الشبان الفلسطينيين بإلقاء الحجارة وزجاجة مولوتوف على حافلة إسرائيلية في حي راس العامود بالقدس الشرقية. اشتعلت النيران في الحافلة، لكن السائق الفلسطيني تمكن من الفرار.[150][155]
- 18 سبتمبر
  - أصيب أربعة من عناصر شرطة حرس الحدود الإسرائيلية بجروح على يد فلسطينيين ألقوا زجاجات حارقة وأطلقوا النار في حي أرمون هنتسيف جنوب القدس الشرقية. وأفادت الشرطة بأن فلسطينيين في المنطقة أشعلوا النار في إطارات وحاويات قمامة، مما أدى إلى إغلاق الطرق. وعندما حاول الضباط إعادة فتح الشارع للسماح بحركة المرور بحرية، تعرضوا لكمين بالقنابل الحارقة. ووُصفت حالة أحد عناصر الأمن بأنها متوسطة إلى خطيرة بعد إصابته بجروح في أطرافه السفلية. وتلقى ضابط آخر العلاج من جروح في يده، بينما أصيب الآخران بحروق طفيفة.[156]
  - في اشتباكات بين الشرطة الإسرائيلية والفلسطينيين الذين يحتجون على القيود المفروضة على الحضور إلى المسجد الأقصى في جميع أنحاء القدس الشرقية، في جبل المكبر العيسوية، ومخيم شعفاط للاجئين، والطور، وسلوان، والعيزرية، والصوانة، ووادي الجوز، أصيب من عدة إلى عشرات الفلسطينيين واعتقل 11. أصيب ذر الفسفوس، المتحدث باسم فتح في شعفاط بنيران حية؛ وأصيب صبي في الطور برصاصة مغلفة بالمطاط في الرأس؛ وأصيبت امرأة بقنبلة صوتية في زقاق حوش صيدا في وادي الجوز.[157] أصيب فلسطيني بنيران حية في سلواد، حيث احتاج أفراد عائلة معمر عياد إلى علاج في المستشفى عندما اقتحم منزلهم. أصيب 15 فلسطينيًا، 6 منهم بنيران حية، والبقية برصاص مطاطي، خلال اشتباكات بالقرب من مركز احتجاز عوفر. أصيب 3 فلسطينيين برصاص مطاطي بالقرب من حاجز قلنديا العسكري في احتجاج بعد الصلاة. أصيب محمد عبد الله (13) وناصر برهم (46) وبشار شتيوي (45) بطلقات نارية في مسيرة الاحتجاج الأسبوعية في قرية كفر قدوم، بينما أصيب 15 آخرون برصاص مطاطي. وقال المتحدث هناك، مراد شتيوي، إن زوجته وأطفاله ووالده تعرضوا لرش الفلفل عندما تم الاستيلاء على المنزل، وتحطيم نوافذه وتحويل منزلهم إلى قاعدة عسكرية.[149] وفي قرية عابود، ورد أن فلسطينيًا أصيب برصاصة عيار 22.[158] ووفقًا لوكالة معا الإخبارية، أصيب أحمد المعطي (13) برصاصة دمدم في ساقه في احتجاج في بيت لحم، وتم اعتقاله وتقييده إلى سرير في مستشفى إسرائيلي. وذكرت مصادر جيش الاحتلال الإسرائيلي أنه أصيب بسبب رمي الحجارة. وقال محاميه إن الحادث وقع أثناء نقله شقيقه إلى المستشفى. قرر الأطباء بتر ساق النوتي في 29 سبتمبر/أيلول الماضي.[159]
  - سقط صاروخ أطلق من قطاع غزة بالقرب من حافلة فارغة بالقرب من سديروت، ما أدى إلى إلحاق أضرار بالسيارة.[160]
- 19 سبتمبر
  - ردًا على ذلك، شنّ سلاح الجو الإسرائيلي عدة غارات. استهدفت الأولى برجًا لاسلكيًا في المقر السابق للإدارة المدنية الإسرائيلية قبل الانسحاب الإسرائيلي من قطاع غزة عام 2005. أصيب شخص واحد. وسقط صاروخان على بيت حانون، بينما أصاب صاروخ ثالث معسكر أبو جراد للتدريب العسكري التابع لكتائب القسام في حي الزيتون.[160]
  - أصيب عبد الله هيثم عباس (14 عامًا) برصاصة حية في فخذه أطلقتها قوات الاحتلال الإسرائيلي في قرية كفر قدوم التي أُغلق شارعها الرئيسي المؤدي إلى نابلس منذ 13 عامًا. وتقول مصادر إسرائيلية إنهم كانوا يقمعون "أعمال شغب" ألقيت فيها الحجارة ودحرجت الإطارات المشتعلة، وأكدت إصابة بطلقات عيار 22.[161]
  - زُعم أن سيارة يقودها عمار نعيم سركجي تعرضت لإطلاق نار على الطريق من بيت دجن إلى نابلس من سيارة تحمل لوحات ترخيص إسرائيلية قرب مستوطنة آلون موريه. ولم يُبلغ عن إصابات.[162]
- 20 سبتمبر
  - أصيب طفل فلسطيني (13 عاماً) بكسر في الجمجمة جراء إصابته برصاصة مطاطية أطلقتها قوات الاحتلال الإسرائيلي خلال مواجهات في حملة تفتيش واعتقال في حي العيسوية بالقدس الشرقية.[163]
- 21 سبتمبر
  - تعرض ألفا إسرائيلي كانوا يزورون قبر يوسف في نابلس لاعتداء من قِبَل 60 فلسطينيًا، رشقوهم بالحجارة وقنابل المولوتوف ودحرجوا الإطارات المطاطية. وأصيب جندي إسرائيلي بجروح طفيفة خلال مواجهات مع الفلسطينيين.[164][165]
  - توغلت 4 جرافات عسكرية إسرائيلية، اليوم الثلاثاء، في قطاع غزة، وقامت بتجريف أراض زراعية قرب جباليا.[166]
  - أُطلق صاروخ، هو الحادي عشر منذ يناير/كانون الثاني 2015، من غزة على جنوب إسرائيل، وانفجر في منطقة مفتوحة. سقط الصاروخ في منطقة عسقلان، ولم يُسفر عن أي أضرار.[167][168]
- 22 سبتمبر
  - ضياء عبد الحليم تلاحمة (21 عامًا) استشهد خلال اشتباكات مع قوات الاحتلال الإسرائيلي في قرية خرسا قرب الخليل. وتضاربت الأنباء حول سبب الوفاة. فوفقًا لمصادر فلسطينية، قُتل برصاص قوات الاحتلال الإسرائيلي في قرية خرسا قرب الخليل. وأفاد جيش الاحتلال الإسرائيلي أن القوات التي تحقق في بلاغ عن طريق مسدود بالحجارة سمعت دوي انفجار وعثرت على جثة، مما يشير إلى أن الرجل توفي نتيجة انفجار عبوة ناسفة قبل أوانها عندما حاول المشتبه به إلقاؤها على مركبة تابعة لجيش الاحتلال الإسرائيلي. وأفادت صحيفة هآرتس الإسرائيلية بأنه قُتل بالرصاص عندما اشتبه جنود جيش الاحتلال الإسرائيلي في محاولته إلقاء عبوة ناسفة في طريقهم.[169][170][171]
  - أُطلق النار على هديل الهشلمون (18 عامًا) 10 مرات[172] في الخليل، وافتقرت إلى المساعدة الطبية لمدة نصف ساعة، وتوفيت بعد عدة ساعات، في الساعة 4 مساءً[172] في المركز الطبي شعاري تسيديك في القدس. الروايات متناقضة. شهد اثنان من المارة الحدث: ناشط حقوق الإنسان البرازيلي مارسيل، وفواز أبو عيشة، أحد سكان تل رميدة.[172] قال الغربي إنها بدت وكأنها تحاول فتح حقيبتها.[173] ووفقًا للمتحدثين الإسرائيليين، فقد أُطلق عليها النار أثناء محاولتها طعن جنود إسرائيليين. وقيل إن جهاز الكشف عن المعادن انطلق عندما مرت بحاجز "كيكار هشوتير" عند مدخل شارع الشهداء في الخليل. يزعم الجنود أنها رفضت الاستجابة لطلقة تحذيرية، فأُطلق عليها النار في ساقيها عندما سحبت سكينًا. وعندما حاولت رفع السكين مرة أخرى، أُطلق عليها النار مرة أخرى. تُظهر صورة على وسائل الإعلام الفلسطينية أنها راكعة بينما يوجه جندي بندقيته نحوها. الرواية الإسرائيلية هي أنها لم تكن قد سحبت سكينًا في تلك المرحلة. قال فواز أبو عيشة إن المرأة لم تفهم العبرية التي صرخت عليها، وأنه عندما أطلقوا النار على قدميها بدت في حالة صدمة، وأنها تراجعت عندما فُتحت بوابة للسماح لها بالتراجع، بوابة صغيرة داخل الحاجز حتى تتمكن من التراجع عن الجنود. في وقت إطلاق النار، كان هناك حاجز بارتفاع متر واحد يقف أمامها وأمام جنود الحاجز. اندفع جنود آخرون وأطلقوا النار عليها في الساق اليسرى، ثم اليمنى، ثم أطلقوا 6/7 رصاصات في صدرها وبطنها.[169][174] اعتبرت منظمة العفو الدولية ذلك مثالاً على القتل خارج نطاق القضاء، بينما قالت منظمة بتسيلم إن اعتقال المرأة كان خيارًا وأن القتل كان غير متناسب. كانت المرأة، بالنسبة لمنظمة بتسيلم، تحمل سكينًا، وتجمدت عند الأوامر الإسرائيلية ثم بدأت في مغادرة الحاجز مع وجود حاجز معدني بطول 1.2 متر بينها وبين الجنود، الذين أطلقوا النار عليها بعد ذلك.[175][176] تُشير مجموعة المرصد الأورومتوسطي لحقوق الإنسان إلى هذه القضية كواحدة من ثماني حالات استخدام تعسفي للعنف الهيكلي في إعدام خارج نطاق القضاء من قِبل القوات الإسرائيلية. وتزعم المجموعة أن الفتاة رفضت التفتيش من قِبل رجال، وطلبت من جندية القيام بذلك، مشيرةً إلى أن إسرائيل رفضت نشر أدلة الفيديو الخاصة بها.[31]
- 25 سبتمبر
  - أفادت التقارير أن مرام عبد اللطيف القدومي (3 أو 7 سنوات)، ابنة العقيد عبد اللطيف القدومي، أصيبت برصاصة مطاطية في رأسها أثناء وقوفها على شرفة منزلها. كما أفادت التقارير أن الأب أصيب أيضًا برصاصة في رأسه أثناء محاولته نقلها إلى المستشفى بالسيارة. وكان منزل القدومي قد تم حجزه وإخلاء الأسرة منه في 11 سبتمبر/أيلول لصالح موقع عسكري إسرائيلي مؤقت. ونفى متحدث إسرائيلي هذا الادعاء، قائلاً إن التحقيق أشار إلى أن الإصابات ناجمة عن رشق الحجارة من قبل الفلسطينيين.[177] ويُعتقد أن الحادث وقع يوم الجمعة بينما كانت القوات الإسرائيلية تحشد لتفريق الاحتجاجات الأسبوعية على إغلاق الطرق في قرية كفر قدوم.[178]
  - أصيب 3 فلسطينيين بالرصاص الحي في أرجلهم، خلال مواجهات مع قوات الاحتلال الإسرائيلي في بلدة تقوع قرب بيت لحم.[179]
  - اعتدى جنود إسرائيليون على صحفيين يعملان مع وكالة فرانس برس ودمروا معداتهما أثناء تصويرهما جنازة أحمد خطاطبة في بيت فوريك. واعتبر جيش الاحتلال الإسرائيلي هذه الأفعال "خطيرة" وفرض في وقت لاحق إجراءات تأديبية على القائد الذي تم إيقافه عن العمل.[180][181]
- 28 سبتمبر
  - أفادت التقارير بإصابة 22 فلسطينيًا في مواجهات مع القوات الإسرائيلية في الأقصى. ثلاثة منهم استدعت حالتهم دخول المستشفى بعد إصابتهم بالرصاص المطاطي. ووفقًا لإسرائيل، ينام المتظاهرون الشباب داخل المسجد، على أهبة الاستعداد لمضايقة الزوار اليهود. ويخشى الفلسطينيون أن يؤدي ازدياد الزيارات اليهودية إلى تغيير في القواعد المتعلقة بالمكان.[182][183]
- 29 سبتمبر
  - أصيب 12 فلسطينيا، 3 منهم بالرصاص الحي، خلال مواجهات مع قوات الاحتلال الإسرائيلي أثناء تفريق مظاهرة شارك فيها نحو 300 فلسطيني بالقرب من مستوطنة بيت إيل شمال البيرة، قرب رام الله.[182]
  - أُطلق صاروخ من قطاع غزة باتجاه أشدود حوالي الساعة 10:45 مساءً، واعترضته القبة الحديدية. وأعلنت جماعة سلفية مسلحة، تُدعى "كتيبة الشيخ عمر حديد"، مسؤوليتها عن إطلاق الصاروخ، قائلةً إنه ردٌّ على مقتل هديل هشلومون في الخليل سابقًا.[184][185]
- 30 سبتمبر
  - شنت طائرات الاحتلال الإسرائيلي غارات جوية على 4 مواقع تابعة لكتائب عز الدين القسام، الجناح العسكري لحركة حماس.[184]

### أكتوبر
وفي سياق التوترات حول وضع الحرم القدسي الشريف، وقعت موجة من حوادث الطعن، حيث استخدم فلسطينيون منفردون في كثير من الأحيان وسائل منخفضة التقنية، وأدوات منزلية مثل سكاكين المطبخ، ومفكات البراغي، وفي إحدى الحالات، مقشرة الخضار، لمهاجمة الإسرائيليين. وقد تم استخدام السيارات لصدم المشاة، كما تم استخدام الأسلحة والأسلحة التي تشبه الساطور. وفقًا لبيتر بومونت، "أخبر ضابط لم يُذكر اسمه الكاتب الإسرائيلي ناحوم برنياع" عن نطاق غير مسبوق من "عنف اليهود ضد العرب. [...] العنف يحفز العنف المضاد". وقدر عدد الفلسطينيين المصابين في أكتوبر/تشرين الأول بنحو 8262. ومن بين هؤلاء، أصيب 2617 شخصا، منهم 760 بالرصاص الحي، و1857 برصاص المعدن المغلف بالمطاط. احتاج 5،399 فلسطينياً إلى العلاج بسبب استنشاق الغاز المسيل للدموع بشكل مفرط، كما أصيب 246 آخرون بوسائل أخرى، من خلال الاعتداء أو الحروق الناجمة عن قنابل الغاز المسيل للدموع. من بين 69 فلسطينياً قتلوا، 26 منهم قتلوا أثناء الاشتباكات، و46 أصيبوا بالرصاص أثناء الهجمات أو محاولات الهجوم أو الهجمات المزعومة ضد الإسرائيليين.
- قال ضابط لم يذكر اسمه للكاتب الإسرائيلي ناحوم برنياع في صحيفة يديعوت أحرونوت الأسبوع الماضي: "لقد وصل عنف اليهود ضد العرب هذه المرة إلى مستوى لا نستطيع أن نتذكر مثله". اقتلع الإسرائيليون مئات أشجار الزيتون الخاصة بالعرب، وهدموا المنازل، وخرّبوا السيارات. العنف يُثير عنفًا مضادًا.[189] أفاد مكتب تنسيق الشؤون الإنسانية (أوتشا) أنه خلال الأسبوع الممتد من 29 سبتمبر/أيلول إلى 5 أكتوبر/تشرين الأول، أُصيب 794 فلسطينيًا في الضفة الغربية والقدس الشرقية: 10% منهم بالرصاص الحي، و25% بالرصاص المطاطي. عالجت جمعية الهلال الأحمر الفلسطيني 1298 شخصاً أصيبوا برصاص القوات الإسرائيلية خلال الفترة 2–7 أكتوبر/تشرين الأول. 75 منهم أصيبوا بالرصاص الحي، و344 برصاص مطاطي. وتعرض 20 منهم للضرب المبرح. كما تعرضت 20 سيارة إسعاف تابعة للهلال الأحمر للهجوم من قبل المستوطنين أو الجنود أو تعرضت للتأخير على نقاط التفتيش خلال نفس الفترة. وأحصت وزارة الصحة الفلسطينية من سجلات مستشفياتها أن 165 شخصاً أصيبوا بنيران حية، و375 آخرين أصيبوا برصاص مطاطي منذ الأول من أكتوبر/تشرين الأول. وقد تلقى 150 آخرون العلاج في مستشفى المقاصد في القدس بسبب إصابات ناجمة عن نوع أو آخر من الذخيرة.[190] وقالت منظمة العفو الدولية إن هناك ارتفاعا كبيرا في عنف المستوطنين. وثقت منظمة الحق الفلسطينية غير الحكومية 28 حالة خلال الفترة من 28 سبتمبر/أيلول إلى 4 أكتوبر/تشرين الأول، تتراوح بين إلقاء الحجارة والضرب وحرق المحاصيل وإطلاق النار. وفي عدة مناسبات، امتنعت القوات الإسرائيلية المتواجدة عن التدخل، وفقًا لمنظمة يش دين.[190]
- 29 سبتمبر – 5 أكتوبر

في الأسبوع من 29 سبتمبر إلى 5 أكتوبر، قُتل 4 مستوطنين إسرائيليين على يد فلسطينيين، وقُتل أربعة فلسطينيين، أحدهم ارتكب جريمة قتل إسرائيليين اثنين، وأحدهما طفل. أصيب 7 إسرائيليين جراء رشقهم بالحجارة والمولوتوف، وتضررت مركبة واحدة. أصيب 794 فلسطينيًا في اشتباكات مع القوات الإسرائيلية، 10% منهم بالذخيرة الحية و35% بالرصاص المطاطي. أصيب ضابط أمن إسرائيلي واحد. نفذت إسرائيل 110 عمليات تفتيش واعتقال في الضفة الغربية. تم اعتقال 155 فلسطينيًا، بينهم 14 طفلاً. هاجم المستوطنون الفلسطينيين أو ممتلكاتهم في 29 مناسبة، وشاركوا في إطلاق النار والاعتداء الجسدي وإلقاء الحجارة وقنابل المولوتوف وإشعال الحرائق في الممتلكات، مما أدى إلى إتلاف 14 مركبة و250 شجرة. أطلقت الجماعات المسلحة في غزة عدة صواريخ باتجاه إسرائيل، بينما تم اعتقال 9 فلسطينيين أثناء محاولتهم دخول إسرائيل.
- 1 أكتوبر

في سياق التوترات حول وضع المسجد الأقصى/الحرم الشريف، وقعت موجة من حوادث الطعن، حيث استخدم فلسطينيون منفردون وسائل منخفضة التقنية، وأدوات منزلية مثل سكاكين المطبخ، ومفكات البراغي، وفي إحدى الحالات، مقشرة الخضار، لمهاجمة الإسرائيليين. وأشارت مصادر أمنية إسرائيلية أيضًا إلى ارتفاع غير مسبوق في عنف المتطرفين اليهود كعوامل مساهمة في التصعيد. وأفاد مكتب تنسيق الشؤون الإنسانية (أوتشا) أن 794 فلسطينيا أصيبوا خلال الأسبوع الممتد من 29 سبتمبر/أيلول إلى 5 أكتوبر/تشرين الأول في الضفة الغربية والقدس الشرقية: 10% منهم بسبب النيران الحية، و25% بسبب الرصاص المطاطي. عالجت جمعية الهلال الأحمر الفلسطيني 1298 شخصاً أصيبوا برصاص القوات الإسرائيلية خلال الفترة 2-7 أكتوبر/تشرين الأول. 75 منهم أصيبوا بالرصاص الحي، و344 برصاص مطاطي. وتعرض 20 منهم للضرب المبرح. كما تعرضت 20 سيارة إسعاف تابعة للهلال الأحمر للهجوم من قبل المستوطنين أو الجنود أو تعرضت للتأخير على نقاط التفتيش خلال نفس الفترة. وأحصت وزارة الصحة الفلسطينية من سجلات مستشفياتها أن 165 شخصاً أصيبوا بنيران حية، و375 آخرين أصيبوا برصاص مطاطي منذ الأول من أكتوبر/تشرين الأول. وقد تلقى 150 آخرون العلاج في مستشفى المقاصد بالقدس بسبب إصابات ناجمة عن نوع أو آخر من الذخيرة. وقالت منظمة العفو الدولية إن هناك ارتفاعا كبيرا في عنف المستوطنين. وثقت منظمة الحق الفلسطينية غير الحكومية 28 حالة خلال الفترة من 28 سبتمبر/أيلول إلى 4 أكتوبر/تشرين الأول، تتراوح بين إلقاء الحجارة والضرب وحرق المحاصيل وإطلاق النار. وفي عدة مناسبات، امتنعت القوات الإسرائيلية المتواجدة عن التدخل، وفقًا لمنظمة يش دين.
- وفقًا لمصادر إسرائيلية، أصيبت إريكا ماروم (28 عامًا)، "منتجة في هيئة الإذاعة البريطانية (بي بي سي) في إسرائيل، وتقيم في تقوع، بجروح في ساقيها جراء الزجاج المكسور؛ كما عولج رضيعها البالغ من العمر ستة أشهر" بعد أن ألقى عشرات الأطفال الفلسطينيين الذين تتراوح أعمارهم بين 8 و10 سنوات الحجارة على السيارة. قال زوجها موشيه: "استخدموا الحجارة المستخدمة في بناء المنازل، ومن المعجزة ألا يحدث شيء. كنت خائفًا على حياتي، لكنني تركت يدي على عجلة القيادة وواصلنا القيادة". اندلعت الاشتباكات بعد ذلك، عندما أطلق منسق أمن مستوطنة تقوع "طلقات تحذيرية في الهواء، مما أدى إلى تفريق الحشد".[192][193] ووفقًا لتقارير فلسطينية أولية، أطلق مستوطن يُعتقد أنه امرأة النار على مدرسة في تقوع، وردّ السكان المحليون بإلقاء الحجارة على السيارة المغادرة، مما أدى إلى إصابة الجاني المزعوم بجروح طفيفة، والذي يُعتقد أنه من مستوطنة تقوع. ويُزعم أن المستوطنين أغلقوا بعد ذلك الطريق الرئيسي بين بيت لحم والخليل في جنوب الضفة الغربية المحتلة. تدخلت جيش الاحتلال الإسرائيلي الإسرائيلي وفرّقت المتظاهرين. وأُصيب سميح علي عبد صباح (28 عامًا) برصاصة حية في فخذه، وذلك، وفقًا لتقارير إسرائيلية، لكونه "المحرض الرئيسي" ورفضه التفرق.[193]
  - قُتل زوجان إسرائيليان يهوديان، إيتام ونعمة هنكين من مستوطنة نيريا، في هجوم بإطلاق نار من سيارة مسرعة بين إيتمار وآلون موريه بالقرب من بيت فوريك. توفيت المرأة على الفور، وتمكن الزوج، على الرغم من الجروح الخطيرة، من الخروج من السيارة وحث أطفاله على الفرار والاختباء. نجا أطفالهم الأربعة، الذين تتراوح أعمارهم بين 4 أشهر و9 سنوات، دون إصابات، لكنهم يتلقون العلاج من الصدمة. وقيل إن القتلة توقفوا "للتحقق" من القتل قبل أن يسارعوا إلى قرية قريبة. أشاد متحدث باسم حماس بالهجوم ووصفه بأنه بطولي ودعا إلى المزيد من مثل هذه الهجمات. كما "باركت" لجان المقاومة الشعبية القتل باعتباره "ردًا طبيعيًا" على "الجرائم الإسرائيلية". وأعلنت جماعة مسلحة صغيرة تابعة لحركة فتح، وهي كتائب عبد القادر الحسيني، مسؤوليتها عن ذلك.[190][194][195] قارن جدعون ليفي الحادثة بإطلاق النار على أحمد خطاطبة على نفس الطريق قبل بضعة أيام.[151] في 5 أكتوبر، اعتقلت قوات الأمن الإسرائيلية ما أسمته "خلية حماس" المكونة من 5 رجال[190] في نابلس بتهمة القتل، وذكرت أنهم اعترفوا بالقتل. وأشارت منظمة العفو الدولية إلى أن هيئة الاعتقال دأبت على تعذيب المشتبه بهم لسنوات عديدة دون عقاب.[190] المشتبه بهم هم راغب أحمد محمد عليوي القائد، ويحيى محمد نايف عبد الله حاج حمد، القاتل؛ وسمير زاهر إبراهيم كوسا، السائق؛ وكريم لطفي فتحي رزق، المسلح الذي أصيب بـ "نيران صديقة" من عضو آخر في الخلية، والزير زياد جمال عمار، الذي فحص موقع الهجوم.[196]
  - اندلعت أعمال شغب للمستوطنين خلال الليل فيما وُصف بهجمات "دفع الثمن". أُحرقت سيارة فلسطينية في بيتللو، وتجمع مستوطنون خارج حوارة، وحطموا عدة سيارات عند الحاجز القريب. وشُنت مداهمة على بورين، ورُشق منزل بالحجارة في بيتين، وأصيب قائد في المخابرات الفلسطينية بجروح عندما رُشقت سيارته بالحجارة قرب بيت فوريك. وتضررت 15 سيارة فلسطينية، من بينها سيارة إسعاف.[197][198]
  - وفقًا لمنظمة بتسيلم، التي دعمت ادعاءاتها بأدلة مصورة، ففي أعقاب جرائم قتل هينكين، انتشرت هجمات المستوطنين، بدعم من القوات الإسرائيلية في كثير من الأحيان، على الفلسطينيين وأراضيهم في جميع أنحاء الضفة الغربية خلال الأيام التالية. استخدم الجنود أسلحةً للسيطرة على الحشود ضد الفلسطينيين الذين كانوا يرشقون الحجارة لمقاومة الهجمات.[199]
- 2 أكتوبر
  - أحرق مستوطنون عشرات أشجار الزيتون في أراضي المواطنة أم أيمن سفيان قرب قرية بورين، وحاولوا إشعال النار في منزلها قبل أن يطردوهم ويتم إخماد الحريق.[200]
  - كما أضرم المستوطنون النار في أراض زراعية في قرية حوارة.[200]
  - وليد خالد قوار (35 عاماً) من مخيم عايدة أصيب بشظايا عندما أطلق مستوطنون النار على مفترق طرق رئيسي في تجمع مستوطنات جوش عصيون.[201]
  - أصيب ثلاثة مسعفين فلسطينيين، هم الدكتور سامل العطاس، والممرض مراد القاطوني، وطبيب التخدير سامر حبش، جراء رشق سيارة الإسعاف التي كانوا يستقلونها بالحجارة أثناء مرورها قرب مستوطنة كفار تبواح.[202]
  - اعتدت قوات الاحتلال الإسرائيلي، اليوم الثلاثاء، على سيارة إسعاف تابعة للهلال الأحمر في قرية العيسوية شرقي القدس، لاعتقال فلسطيني مصاب داخل السيارة.[203]
- 3 أكتوبر
  - أطلقت قوات الاحتلال الإسرائيلي النار على عشرة فلسطينيين بالرصاص الحي في أرجلهم وبطونهم خلال مداهمات في حي الضاحية بنابلس، في مهمة بحث عن مرتكبي جريمتي قتل إيتام ونعمة هنكين. أُصيب نظمي حطاب برصاصة حية في صدره، وتعرض أربعة آخرون للضرب، حسبما ورد.[204]
  - وفقًا لوكالة معا، أُصيب الطفل الفلسطيني يوسف بيان الطبيب (6 سنوات) من قرية عزبة الطبيب، الواقعة على بُعد 6 أميال شرق قلقيلية، بجروح بالغة في البطن. وأفادت تقارير محلية بأن مستوطنًا يُشتبه به، حيث ورد أن شخصًا أوقف سيارته لإطلاق النار على الطفل الذي كان يقف على جانب الطريق.[205]
  - اشتعلت النيران في مركبة عسكرية فارغة تابعة لجيش الاحتلال الإسرائيلي في محيط مدينة الخليل نتيجة إلقاء قنبلة حارقة عليها.[206]
  - أصيب إسرائيلي بجروح طفيفة جراء تعرض سيارته للرشق بالحجارة من قبل مجهولين في الضفة الغربية.[206]
  - وتعرضت سيارة إسعاف إسرائيلية كانت في مهمة إخلاء للرشق بالحجارة، لكنها تمكنت من الوصول إلى المستشفى.[206]
  - تعرض ثلاثة أفراد من عائلة أرثوذكسية متشددة، هم أهارون بينيت/بنيتا[207] (24)، من مستوطنة بيتار عيليت[208]، وزوجته أديل (22) وأحد طفليهما، لهجوم بالطعن وإطلاق النار في القدس بالقرب من باب الأسباط في الحي القديم. كان المهاجم هو مهند شفيق الحلابي (19 عامًا)، وهو طالب قانون فلسطيني في جامعة القدس من البيرة بالقرب من رام الله. ووفقًا للشرطة، فإن صديقه عبد العزيز مرعي، من أبو ديس، خطط للهجوم بعد أن منعتهم الشرطة الإسرائيلية من الصلاة في المسجد الأقصى، ثم اشترى مرعي السكين الذي استخدمه الحلابي.[209] وتختلف الروايات. رجل واحد، نحميا لافي (41)، حاخام متقاعد في جيش الاحتلال الإسرائيلي وحاخام في يشيفا عطيرت يروشلايم في القدس الشرقية،[210] كان قد تدخل في أحد التقارير، ومسدسه في يده، لوقف المهاجم، الذي، بعد طعن لافي، استولى على مسدسه وأطلق النار على الآخرين، زوجين. أُعلن عن وفاة لافي لدى وصوله إلى المستشفى. وتقول رواية أخرى أن الحلابي طعن أولاً والد الطفل، أهارون، وأخذ المسدس منه لإطلاق النار على السياح القريبين. توفي بينيت متأثراً بجراحه في وقت لاحق في المستشفى، وزوجته، التي تمكنت، على الرغم من طعنها، من الركض وتنبيه شرطة الحدود، كانت في حالة حرجة، كما أصيب طفلها البالغ من العمر عامين، ناتان، بجروح طفيفة بطلق ناري في ساقه. قُتل القاتل المفترض برصاص الشرطة.[211] في اليوم السابق، أعرب الحلابي على فيسبوك عن اقتناعه بأن الفلسطينيين لن يتسامحوا مع الهجمات الإسرائيلية على الحرم القدسي وأن الانتفاضة الثالثة قد بدأت بالفعل.[212] كان هذا واحدًا من سلسلة منشورات تدعو إلى العنف ضد المواطنين والجنود الإسرائيليين في أعقاب وفاة زميل الدراسة والصديق ضياء تلهمة في 22 سبتمبر.[207][210] في تلك الليلة، بينما كان والداه ينظران بصدمة، رقص الشباب وأشادوا بذكراه أمام منزل العائلة في سردا.[207][210] أصدرت حركة الجهاد الإسلامي بيانًا أشادت فيه بالهجوم، وذكرت أن الحلبي كان ناشطًا في حركة الجهاد الإسلامي في فلسطين، لكنها لم تعلن مسؤوليتها،[190] بينما أشادت حماس بالهجوم.[206][213][214]
  - وبحسب أ. هاس، فإن مستوطنين من مستوطنتي هار براخا ويتسهار هاجموا بعد وقت قصير من ذلك قرية بورين وأحرقوا الحقول الزراعية والبساتين.[207]
- 4 أكتوبر
  - بين ليلة وضحاها من 3 إلى 4 أكتوبر/تشرين الأول، "بعد وقت قصير من الهجوم الذي طعن فيه فلسطيني يهوديين حتى الموت"، جابت حشودٌ وسط القدس بحثًا عن فلسطينيين ومهاجمتهم. تجمع مئات الأشخاص، معظمهم من الشباب، ومن بينهم بن تسيون غوبشتاين، ونشطاء من لهافا، وباروخ مارزل، في ساحة صهيون، وهتفوا بشعارات "الموت للعرب" باحثين عن فلسطينيين: هوجم عامل مطبخ وسائق سيارة أجرة؛ واحتاج عمال نظافة فلسطينيون إلى حراسة من الشرطة؛ وتعرضت امرأة فلسطينية في مجموعة "مدبريم باكيكار" للحوار في ساحة صهيون للتهديد؛ وجرت محاولة لاقتحام الحي الإسلامي.[215]
  - حوالي الساعة الرابعة فجرًا، طُعن موشيه مالكا، البالغ من العمر 15 عامًا، على يد فادي سمير مصطفى علون (ألون،[215] علون[216]) (19) من حي العيسوية العربي بالقدس الشرقية، والذي حاول الفرار بعد الطعن، لكن الشرطة الإسرائيلية أطلقت النار عليه فأردته قتيلًا.[215][216] وقعت الحادثتان في حي المصرارة.[207] وكان علون قد كتب سابقًا على صفحته على فيسبوك: "إما الشهادة أو النصر". وكان 20 شابًا من حيه قد أصيبوا في اشتباكات مع الشرطة الإسرائيلية في وقت سابق. وتصر العائلة على أنه وقع ضحية هجوم مستوطنين. وقال أحد أقاربه إنه كان في طريقه إلى العمل في مخبز.[211] وقال والده، الذي قال إن ابنه كان يمارس رياضة الركض في ذلك الوقت، واستشهد بمقطع فيديو وشهود عيان، إن علون كان محاطًا بمستوطنين يهددون بقتله، وقد أُطلق عليه النار أثناء فراره طلبًا لحماية الشرطة، حيث تم تحريضهم من قبل المارة.[207][212][215][217][218] وذكر كل من المرصد الأورومتوسطي لحقوق الإنسان ومنظمة العفو الدولية أن وفاته تبدو وكأنها قتل خارج نطاق القضاء.[31][190]
  - عند الفجر، اقتحمت القوات الإسرائيلية مخيم جنين للاجئين وأطلقت صاروخًا على منزل أحد نشطاء كتائب عز الدين القسام قيس السعدي. دمر صاروخ القانون المنزل: لم يتم التأكد بعد مما إذا كان الهدف موجودًا داخل المسكن أم لا، ولكن تم اعتقاله ومصادرة كمية كبيرة من الأسلحة في 27 أكتوبر.[219] أصيب 55 فلسطينيًا خلال الحادث، 11 منهم بالذخيرة الحية.[190] تم القبض على فلسطيني، كرم المصري (23 عامًا)، الذي كان في المستشفى مصابًا بكسر في الذراع قبل يومين، وسحبه جنود جيش الاحتلال الإسرائيلي متنكرين في زي عرب من المستشفى المحلي، كما ورد أنهم حطموا كاميرات المراقبة.[207][220] ظهر في 5 أكتوبر أن الرجل الذي تم القبض عليه في المستشفى، والذي تم تحديده باسم كريم لطفي فتحي رازق، قد تم القبض عليه للاشتباه في تورطه في مقتل نعمة وإيتام هنكين، وإصابته نتيجة نيران صديقة أثناء الاغتيال.[196]
  - أعلنت جمعية جمعية الهلال الأحمر الفلسطيني حالة الطوارئ بعد أن أعلنت أن موظفيها وسيارات الإسعاف تعرضت للهجوم من قبل جنود الاحتلال والمستوطنين 14 مرة خلال الأيام الثلاثة السابقة.[203]
  - تعرضت سيارة إسعاف في مخيم الجلزون للاجئين لإطلاق نار، ما أدى إلى إصابة اثنين من المتطوعين المرافقين لهم.[207]
  - أصيبت المراسلة الفلسطينية هناء محاميد، التي تعمل في قناة الميادين، بشظايا قنبلة صوتية أثناء تغطيتها للاشتباكات في العيسوية.[220]
  - وأفادت جمعية الهلال الأحمر أن من بين 220 فلسطينياً أصيبوا خلال المواجهات على مدى 24 ساعة يومي السبت والأحد، أصيب 96 فلسطينياً على الأقل بنيران إسرائيلية، و28 بالرصاص الحي، و68 برصاص مطاطي.[221] وذكرت مصادر فلسطينية أخرى أن عدد الجرحى الفلسطينيين تجاوز المئة.[207]
  - أُصيب شاب فلسطيني برصاصة في ساقه، بزعم رشقه بالحجارة في العيسوية، بالقدس الشرقية. ولاذ بالفرار قبل أن تتمكن القوات الإسرائيلية من اعتقاله.[222]
  - أُصيب ثلاثة فلسطينيين برصاص مطاطي خارج حرم جامعة القدس في أبو ديس. وأفادت جمعية الهلال الأحمر الفلسطيني أن إحدى طواقمها الإسعافية تعرضت لاعتداء من جنود الاحتلال أثناء تقديمها الإسعافات للمصابين.[223]
  - تم إلقاء قنبلة حارقة على مركبة عسكرية إسرائيلية خارج الخليل، في حلحول.[207] كما تم استهداف موقع عسكري إسرائيلي بعبوة ناسفة خارج بيت أمر، وتم إغلاق مخيم العروب للاجئين بعد أن قام شبان بإلقاء الحجارة على مركبة عسكرية.[224]
  - من بين عدة حوادث منفصلة وردت تقارير عن اعتداءات من المستوطنين، اعتدى المستوطنون على جاسر هزازي (65 عامًا)، وهو حارس مسن في حديقة البركة في يطا. كما حُطمت ألواح شمسية في قرية شرقي يطا. وحطم المستوطنون نوافذ سيارة الطبيب الفلسطيني عماد أبو عرام عند مفترق ريف[207] قرب قرية زيف. واقتحم المستوطنون منزل كايد دعنا في وادي الحسين قرب كريات أربع، وأُبلغ عن اعتداءات مماثلة في حي السلايمة بالخليل.[224]
  - أُطلق صاروخان من قطاع غزة باتجاه إسرائيل. سقط أحدهما داخل القطاع، والآخر في منطقة مفتوحة في مجلس إشكول الإقليمي.[225]
  - توفي حذيفة عثمان سليمان (18 عامًا) بعد إصابته برصاصة في الصدر خلال اشتباكات مع جنود الاحتلال في بلعا، فيما أصيب 3 أو 4 آخرون بنيران حية، عمر جدبة في البطن والساقين، واثنان في الأطراف السفلية. وأصيب 6 آخرون برصاص مطاطي.[226] وطلب رئيس الدولة الفلسطينية محمود عباس رسميًا من الأمم المتحدة توفير الحماية للفلسطينيين مما أسماه "العدوان الإسرائيلي".[227]
  - فُرض حظر، لم يُطبّق على الإسرائيليين أو السياح الأجانب، على الفلسطينيين غير المقيمين، باستثناء رجال الأعمال والطلاب، من دخول البلدة القديمة في القدس لمدة يومين. ومُنع الفلسطينيون الذين تقل أعمارهم عن 50 عامًا من الصلاة في المسجد الأقصى. وذكرت منظمة العفو الدولية أن هذا الإجراء ينتهك الحق في حرية التنقل المكفولة بموجب المادة 12 من العهد الدولي الخاص بالحقوق المدنية والسياسية.[190]
- 5 أكتوبر
  - وفي الساعة الثانية والنصف من فجر اليوم، ردت القوات الجوية الإسرائيلية على إطلاق صاروخ من غزة بشن غارة على معسكر تدريب تابع لحماس في شمال قطاع غزة.[228][229]
  - وذكرت التقارير أن فلسطينيين اثنين هما أدهم مسلم (13 عاما) من الخليل ومحمد الطرايرة (24 عاما) من بني نعيم تعرضا للاعتداء في مخيم العروب للاجئين من قبل مستوطنين، ما استدعى نقلهما إلى المستشفى. وأعلن جيش الاحتلال الإسرائيلي في وقت لاحق أنه سيغلق المخيم بسبب إلقاء الحجارة على مركبات المستوطنين.[230]
  - أصيب 8 فلسطينيين صباح اليوم بالرصاص المطاطي، 5 منهم خلال مظاهرة في رام الله.[231]
  - أصيب صبي يبلغ من العمر 12 عامًا، عبد الرحمن شادي عبيد الله/عبد الرحمن عبد الله، بجروح خطيرة بالقرب من القلب على يد القوات الإسرائيلية في مخيم عايدة للاجئين. توفي بعد ذلك بوقت قصير في المستشفى. في اليوم التالي، اعترف جيش الاحتلال الإسرائيلي بأنه ارتكب خطأ، وقدم روايتين بديلتين. إما أنهم استهدفوا شخصًا يقف بالقرب منه، أو أن رصاصة أطلقت على ساقيه أخطأت الهدف و"ارتدت" إلى صدره.[232] ردت منظمة بتسيلم بأن البندقية المعنية، وهي من طراز روجر، كانت مزودة بمنظار تلسكوبي، وأطلقت في وضح النهار على الهدفين اللذين كانا يقفان على بعد حوالي 70 مترًا. وقالت منظمة العفو الدولية إن هناك حاجة إلى تحقيق لتحديد ما إذا كان هذا القتل الذي وصفته بأنه "غير قانوني"، يعد إعدامًا خارج نطاق القضاء.[190] أصيب شاب آخر (11) كان يقف بجانب عبيد الله برصاصة في ساقه خلال نفس الاشتباكات.[233][234] أشعل شبان من المخيم النار في برج المراقبة الإسرائيلي الذي يعتقدون أن القناص أطلق النار منه.[235]
  - وأطلقت قوات الاحتلال النار على شاب برصاصة مطاطية في رأسه، فيما أصيب آخر برصاصة حية في ساقه، خلال تفريق احتجاج على مقتل عبيد الله عند المدخل الشمالي لبيت لحم.[235]
  - تعرضت امرأتان للرشق بالحجارة، وأصيبت إحداهما بجروح طفيفة، في ممشى حاس قرب تل بيوت الشرقي. وأُلقي القبض على مشتبه به فلسطيني.[233]
  - تعرضت عدة مركبات فلسطينية للرشق بالحجارة من قبل يهود بالقرب من رامات شلومو، وتم اعتقال أحد المشتبه بهم المتشددين.[233][236]
  - وذكرت جمعية الهلال الأحمر الفلسطيني أن تقديراتها تشير إلى إصابة ما بين 395 و456 فلسطينياً في اشتباكات مع القوات الإسرائيلية خلال الـ24 ساعة الماضية. وأصيب ما بين 32 و36 شخصاً بالذخيرة الحية، وما بين 118 و136 شخصاً برصاصات مطاطية؛ و243 شخصاً بسبب استنشاق الغاز المسيل للدموع، و11 شخصاً في اشتباكات مع قوات الأمن الإسرائيلية.[233][236]
  - وفي مواجهات بمنطقة باب الزاوية وسط الخليل، أطلقت قوات الاحتلال النار على 9 مواطنين بالرصاص المعدني المغلف بالمطاط، ما أدى إلى إصابة أحدهم بجروح خطيرة في الرأس.[237]
  - أصيب شاب فلسطيني برصاصة في صدره خلال اشتباكات في بيت حنينا، وحالته حرجة.[238] وبمقتله في وقت لاحق من المساء، ارتفع إجمالي عدد المراهقين الذين قتلتهم القوات الإسرائيلية في الساعات الأربع والعشرين الماضية إلى 3.[239]
  - أفادت التقارير بإصابة ما بين 30 و35 شابًا برصاص مطاطي في شعفاط، أحدهم أصيب في أعضائه التناسلية.[238]
- 6 أكتوبر–12 أكتوبر

على مدار الأسبوع، قُتل 23 فلسطينياً بنيران إسرائيلية في الأراضي الفلسطينية وإسرائيل، كما أصيب 2311 فلسطينياً، وهو أعلى رقم منذ أن بدأ مكتب تنسيق الشؤون الإنسانية في جمع الإحصاءات في عام 2005. وفي تصعيد حاد للهجمات الفلسطينية أصيب 32 إسرائيليا أيضا بجروح: حيث وقعت 13 عملية طعن أو هجمات طعن مزعومة، مما أسفر عن إصابة 19 إسرائيليا، من بينهم طفلان، و5 ضباط أمن، بينما قُتل 8 مهاجمين فلسطينيين، وأصيب 3 آخرون. وفي الضفة الغربية أصيب 2071 فلسطينيا، بينهم 170 طفلا على الأقل، و13 ضابطا إسرائيليا. 13% من الإصابات كانت بسبب الرصاص الحي، والباقي بسبب الرصاص الإسفنجي والغاز المسيل للدموع. وفي قطاع غزة، قُتل 9 مدنيين فلسطينيين، بينهم طفل، برصاص القوات الإسرائيلية، كما أصيب 237 آخرون، بينهم 31 طفلاً، خلال الاحتجاجات في الفترة ما بين 9 و10 أكتوبر/تشرين الأول. وأصيب 13 فلسطينياً، بينهم 3 أطفال، في 8 هجمات للمستوطنين.
- 6 أكتوبر
  - خلال الليل، أُطلقت النار على 6 فلسطينيين بالذخيرة الحية والرصاص المعدني المغلف بالمطاط في اشتباكات مع القوات الإسرائيلية في البيرة، بالقرب من رام الله ومستوطنة بيت إيل الإسرائيلية.[241] كان أحد الجرحى في رام الله مساعدًا باحثًا في هيومن رايتس ووتش، والذي لاحظ الفلسطينيين وهم يلقون الحجارة ويطلقون النار قبل ساعات قليلة. عندما أُطلق عليها النار، في الساعة 1:30 صباحًا، تحولت المظاهرة إلى سلمية: كان أقرب جنود إسرائيليين على بعد 500 متر وكانت ترتدي سترة واقية من الرصاص عليها علامة "صحافة". تم استخدام 3 رصاصات من الرصاص المعدني المغلف بالمطاط من هذا النوع: أصابت 2 سترتها الواقية من الرصاص، وارتدت واحدة إلى فكها. أما الرصاصة الثالثة فقد خدشت يدها أو انفجرت في مكان قريب مما تسبب في جرح شظايا.[242]
  - أصيب فلسطينيان برصاصة عيار 0.22 في الرأس، وثالث في الساق، برصاص قوات الاحتلال الإسرائيلي في بيت لحم، خلال مواجهات اندلعت عقب تشييع جنازة الشهيد عبد الرحمن عبيد الله. كما أصيب سبعة آخرون برصاص معدني مغلف بالمطاط.[243]
  - أفادت التقارير أن مستوطنين رشقوا منزل المواطن محمود خليل أبو قبيطة غرب يطا بالحجارة، ما أدى إلى تحطيم نوافذه وإصابة ابنه أسامة (10 أعوام) بجراح في الرأس، ما استدعى نقله إلى المستشفى.[244]
  - أصيب 6 من عناصر الشرطة الإسرائيلية بجروح طفيفة جراء رشقهم بالحجارة من قبل فلسطينيين في مدينة يافا، كما تسببوا بأضرار في حافلة ومركبة.[245][246]
  - هدمت إسرائيل منزلين عائليين في جبل المكبر، وأغلقت منزلاً آخر في الطور، فيما وصفته منظمة العفو الدولية بالعقاب الجماعي لأن الإرهابيين كانوا يعيشون هناك. وقد أصبح 13 شخصًا (سبعة أطفال) بلا مأوى.[190] وفي اثنتين من عمليات الهدم، تسببت الانفجارات في أضرار جسيمة لثلاثة منازل متجاورة، مما جعلها غير صالحة للسكن، مما رفع عدد الفلسطينيين الذين لا مأوى لهم نتيجة لهذه الإجراءات إلى 30 شخصًا، بما في ذلك 20 طفلاً.[240]
  - أفاد الهلال الأحمر ووزارة الصحة الفلسطينية بإصابة أكثر من 129 فلسطينيًا في مواجهات مع القوات الإسرائيلية طوال يوم الثلاثاء، ثمانية منهم بالذخيرة الحية و23 بالرصاص المطاطي. كما سجل الهلال الأحمر شكوى تفيد بأن القوات الإسرائيلية اعتدت على فرق الإغاثة الطارئة التابعة له 27 مرة بين الجمعة والثلاثاء، مما أدى إلى إصابة 17 من أفرادها وإلحاق أضرار بعشر سيارات إسعاف.[247]
  - أنصار عاصي (25 عامًا)، أثناء مشاهدته الاشتباكات من المتجر الذي يعمل فيه في البيرة، تعرض للركل والاعتداء بالبنادق من قبل جنود اعتقلوه. استدعت إصابته نقله إلى المستشفى. وشهد الجنود بأنه كان رامي حجارة. ولم يُبرئه من التهم إلا فحص تسجيلات الفيديو الخاصة بالمتجر. وأُطلق سراحه بعد خمسة أيام من الاحتجاز.[248]
- وفقًا لمنظمة بتسيلم، على مدار خمسة أيام، من 6 إلى 10 أكتوبر/تشرين الأول، وقف جنود جيش الاحتلال الإسرائيلي إلى جانب مستوطني كريات أربع، أو قدّموا لهم الدعم العسكري، أثناء مهاجمتهم المتكررة منازل في حي وادي النصارى الفلسطيني في الخليل بالحجارة والزجاجات، ورشقوها بالحجارة والزجاجات الزجاجية. وتصاعدت هجمات المستوطنين عندما تعرّض إسرائيليان لهجمات طعن في الخليل.[249]
- 7 أكتوبر
  - ألقى فلسطينيان الحجارة على الطريق بين مستوطنتي تقوع وهارحوما، مما أدى إلى إتلاف سبع سيارات. وفي حادثة أخرى قرب حاجز بيت ساحور، تحطم زجاج سيارة أمامية بعد أن قفز عليها شبان مباشرة، وأصيبت السائقة، ريفي ليف أوهايون (38 عامًا)، من تقوع، بجروح طفيفة، حيث أفادت بمحاولة "شنقها". وأصيب الاثنان برصاص مدنيين إسرائيليين بالقرب من قرية دار صلاح: مجاهد نعيم أبو سرحان (18 عامًا) في صدره، وصهيب إبراهيم حساسنة (18 عامًا) في ساقه. وكلاهما من بلدة العبيدية.[250][251]
  - أُصيبت امرأة فلسطينية تُدعى شروق صلاح دويات (18 عامًا) من صور باهر بأربع طلقات نارية في الجزء العلوي من جسدها، مما أدى إلى إصابتها بجروح خطيرة. وتزعم الشرطة الإسرائيلية أنها طعنت رجلاً إسرائيليًا (36 عامًا) في شارع هاجاي بالقرب من باب الأسباط في البلدة القديمة بالقدس، مما أدى إلى إصابته مرتين في ظهره، وبعد ذلك رد بإطلاق النار عليها.[252] ويقول الضحية، دانيال، إن صديقًا له أمسك بالمرأة بعد الطعنات، مما مكنه من استعادتها وإطلاق النار عليها.[253] وقد تناقضت روايات شهود العيان الفلسطينيين مع هذا الادعاء، مؤكدين أنها "لم تكن تحمل سكينًا أو سلاحًا، وأن المهاجم الإسرائيلي كان يضايقها ويهينها، بالقرب من باب الناظر قبل أن يخلع حجابها الذي يغطي رأسها، وأطلق النار عليها عندما حاولت دفعه بعيدًا".[254] وقد داهمت القوات الإسرائيلية منزل عائلتها وأخلته.
  - [250][255][256]
  - قُتل أمجد حاتم الجندي (24 عامًا) بالرصاص بعد أن طعن جنديًا إسرائيليًا في كريات جات، وسرق بندقيته، بعد أن أصاب الجندي بجروح طفيفة في رأسه، ولاذ بالفرار. يُقال إنه اقتحم شقة امرأة وحاول قتلها، لكن بندقيته كانت فارغة. وصل جنود محليون وأطلقوا النار عليه، حسبما ورد، عندما أطلق النار عليهم على ما يبدو.[257][258]
  - ألقى فلسطينيون الحجارة على سيارة إسرائيلية كانت تسير بالقرب من مستوطنة كرميئيل.[259]
  - وفقًا للهلال الأحمر، أصيب أكثر من 288 فلسطينيًا في مواجهات مع القوات الإسرائيلية يوم الأربعاء: 10 بالذخيرة الحية، و89 بالرصاص المعدني المغلف بالمطاط، و189 نتيجة استنشاق الغاز المسيل للدموع. أصيب الطالب أحمد أحمد، من جامعة بيرزيت، بجروح خطيرة برصاصة مطاطية في الرأس، وتوفي لاحقًا متأثرًا بجراحه.[260] وذكرت مصادر إسرائيلية أنها تحقق لمعرفة ما إذا كان سبب وفاته إطلاق نار أم رميًا بالحجارة.[259]
  - أُصيب فلسطيني برصاصة طائشة عند نقطة تفتيش قرب مستوطنة معاليه أدوميم، ما أدى إلى إصابته بجروح متوسطة. وتفيد مصادر إسرائيلية بأنه إما حاول اقتحام نقطة التفتيش لدهس حراس إسرائيليين مناوبين هناك،[261] أو أن السيارة بدت وكأنها تقترب بقصد إصابة جنود. ولا يزال التحقيق جاريًا في الحادث، إذ لم يتضح بعد ما إذا كان السائق ينوي مهاجمة نقطة التفتيش أم لا.[262]
  - أقدم فلسطيني يدعى تامر يونس أحمد فريدات (25 عاماً) من الظاهرية[190] على طعن إسرائيلي في شارع جابوتنسكي في مدينة بتاح تكفا، ما أدى إلى إصابته بجروح طفيفة، قبل أن يتم السيطرة عليه واعتقاله.[262]
  - اعتقلت قوات الاحتلال شابا فلسطينيا (15 عاما) بعد محاولته طعن عناصر من الشرطة الإسرائيلية في بلدة أبو طور.[262]
- 8 أكتوبر
  - طعن الشاب الفلسطيني صبحي إبراهيم أبو خليفة (19 عامًا) شاب حريدي (25 عامًا) في رقبته في التلة الفرنسية بالقدس الشرقية. أُلقي القبض على المهاجم.[263]
  - طعن فلسطيني أربعة أشخاص أمام مقر جيش الاحتلال الإسرائيلي في تل أبيب بمفك براغي، ما أدى إلى إصابة أحدهم بجروح متوسطة والآخرين بجروح طفيفة. وأرداه ضابط من سلاح الجو الإسرائيلي قتيلاً.[264][265]
  - طعن فلسطيني المستوطن مئير بافلوفسكي (30 عامًا) داخل مستوطنة كريات أربع، ثم لاذ بالفرار إلى الخليل. أصيب بافلوفسكي في بطنه وكتفه، ما استدعى خضوعه لعدة عمليات جراحية. أُلقي القبض على مشتبه به في الخليل في أبريل/نيسان 2016.[264][266]
  - طعن فلسطيني جنديًا إسرائيليًا (20 عامًا) في صدره في العفولة. وُصفت حالة المصاب بالمتوسطة، وتم اعتقال الفلسطيني.[265]
  - تعرض عبد القادر جمال من قلنسوة، أثناء زيارته لنتانيا مع أصدقائه، لهجوم شنه عشرات اليهود الإسرائيليين الذين نسقوا عبر وسائل التواصل الاجتماعي هجومًا على العرب، فطعنوه في ساقه وضربوه بالعصي والكراسي. أنقذه يهودي محلي، ميمون حايمي، الذي ظنه في البداية إرهابيًا، ثم تصدى له، ثم أدرك أنه ضحية، فدافع عنه بجسده. وبعد أيام، اعتُقل خمسة إسرائيليين بتهمة الاعتداء.[267]
  - استشهد شاب فلسطيني يدعى وسام فرج (20 عاماً) بعد إصابته برصاصة دمدم في قلبه، عندما داهمت قوات الاحتلال الإسرائيلي مخيم شعفاط لتفتيش منزل صبحي إبراهيم أبو خليفة، وواجهت مقاومة من الشبان الذين رشقوها بالحجارة والعبوات الناسفة. كما أصيب 5 شبان فلسطينيين آخرين بنيران حية، و35 آخرين برصاص مطاطي. كما أصيب 9 من أفراد الأمن الإسرائيلي.[268][269][270]
  - أصيب فلسطيني بجروح متوسطة في نابلس، عندما رشق مستوطنون، يقودون سيارة، وزير الاتصالات الفلسطيني بالحجارة.[268]
  - أصيب طفل فلسطيني (9 سنوات) بجروح جراء سقوط حجر على السيارة التي كان يستقلها بالقرب من البؤرة الاستيطانية غير المرخصة حفات جلعاد.[270]
  - أصيب الشاب أيوب أبو عجرة (17 عاماً) برصاص الاحتلال في قدمه خلال مواجهات مع قوات الاحتلال في بيت لحم، كما أصيب 3 آخرون برصاص الاحتلال المعدني المغلف بالمطاط.[271]
  - وتأتي عملية الطعن بعد ورود تقارير تفيد بأن مجموعة إسرائيلية اعتدت على فلسطينيين في وسط نتانيا، وألقت عليهم الكراسي وهتفت "الموت للعرب".[272]
  - أصيب تسعة فلسطينيين بالرصاص الحي في البيرة، وثلاثون آخرون بالرصاص المعدني المغلف بالمطاط، خلال مواجهات مع قوات الاحتلال. كما أصيب جنديان برصاص راشقي الحجارة.[271]
  - أصيب إبراهيم أحمد مصطفى عود (27 عامًا) بجروح بالغة الخطورة خلال مواجهات في بيت أمر، إثر إصابته برصاصة مطاطية في رأسه. وتوفي متأثرًا بجراحه مساء السبت 10 أكتوبر/تشرين الأول.[273]
  - قُتل ثائر أبو غزالة (19 عامًا) بالرصاص، حسبما ورد، بعد أن طعن جنديًا إسرائيليًا وثلاثة آخرين. وأفادت مصادر إسرائيلية أنه كان هاربًا. ووفقًا للمرصد الأورومتوسطي لحقوق الإنسان، تشير الأدلة الفوتوغرافية إلى أنه أُطلق عليه الرصاص في رأسه من مسافة قريبة.[31]
- 9 أكتوبر
  - طعن شاب إسرائيلي (17) أربعة عمال بدو فلسطينيين في ديمونا. أحدهم (35) عامل، وثلاثة عمال بلدية آخرين. أصيب اثنان بجروح طفيفة، وشُخِّصت جروح اثنين آخرين بجراح تتراوح بين المتوسطة والخطيرة. وُصف الجاني بأنه يعاني من تاريخ نفسي، ويعتقد أن جميع العرب إرهابيون. قال أحد الضحايا، عيد الهواشلة (44)، إن حارسًا إسرائيليًا كان متواجدًا في مكان الحادث ومسدسه مشهرًا، لم يطلق النار، بل حذر المهاجم من التراجع.[272][274][275]
  - طُعن شاب إسرائيلي (16 عامًا) في شارع شموئيل هانافي بالقدس. لاذ المعتدي بالفرار. اعتقلت الشرطة لاحقًا مشتبهًا به، وهو شاب فلسطيني (18 عامًا) من الخليل.[276]
  - أفادت التقارير أن فلسطينيًا يُدعى محمد الجعبري (19 عامًا)[277] طعن شرطيًا في أطرافه في كريات أربع، ثم حاول انتزاع سلاحه منه. فأرداه ضباط آخرون حاضرون بالرصاص قرب الخليل. أصيب الشرطي بجروح طفيفة، بينما قُتل الطاعن برصاص ضباط آخرين.[276] وأصيب 11 آخرون، ثلاثة منهم أصيبوا برصاص حي في أقدامهم.[277] ويبدو أن مستوطنًا من كريات أربع ألقى قطعة لحم خنزير على الجعبري وهو جريح. ووفقًا للمعتقد الإسلامي، فإن هذا من شأنه أن يحرم الشخص من نعمة الله في الآخرة.[278]
  - أُطلق النار على امرأة عربية إسرائيلية تدعى إسراء عابد (30 عامًا) وأصيبت بجروح خطيرة بعد أن حاولت، وفقًا للتقارير الأولية، طعن حارس أمن إسرائيلي في محطة الحافلات المركزية في العفولة.[279][280] رفضت وزارة العدل الإسرائيلية القضية المرفوعة ضد المرأة باعتبارها إرهابية بعد 3 أسابيع، عندما قضت، بناءً على مقطع فيديو، بأنها لم تكن تنوي إيذاء أي إسرائيلي،[281] بل قتل نفسها على يد جندي إسرائيلي من أجل الانتحار ببطولة. لا تزال عرضة لاتهامات جنائية.[282] يُظهر مقطع فيديو للحادث المرأة وهي تمسك بشيء في يدها. كانت محاطة بالعديد من الجنود، وأمروها بالعبرية والإنجليزية بإلقاء سلاحها، ثم أطلقوا النار عليها في الجزء السفلي من جسدها.[280] وفقًا لوكالة أنباء معا، لم يبدو أنها تشكل تهديدًا للجنود المدججين بالسلاح في ذلك الوقت.[283] وفقًا لجوناثان كوك، ربما كان الشيء الذي كانت تلوح به زوجًا من النظارات، والتي تم التقاطها وهي تُركل بعيدًا بواسطة مقطع فيديو تم التقاطه في ذلك الوقت.[284] وقالت عائلتها إنها عانت من مشاكل في الصحة العقلية.[280] ويشير المرصد الأورومتوسطي لحقوق الإنسان إلى هذه الحالة باعتبارها واحدة من 8 حالات إطلاق نار تعسفي من قبل القوات الإسرائيلية في عام 2015.[31]
  - أطلقت القوات الإسرائيلية النار عبر الحدود إلى غزة،[285] مما أسفر عن مقتل 7 فلسطينيين وإصابة ما بين 35[286] إلى 60/145[277] آخرين، 10 منهم في حالة خطيرة، والذين كانوا يشاركون في مظاهرة على بعد 50 مترًا من الحدود بين إسرائيل وغزة، شرق الشجاعية وغرب كيبوتس ناحل عوز. وكان القتلى الثلاثة بالقرب من الشجاعية هم أحمد الحرباوي (20 عامًا) من مخيم النصيرات للاجئين، وعبد الواحد (20 عامًا)، وشادي حسام دولة (20 عامًا). كما قُتل محمد الرقب (15 عامًا) وزياد نبيل شرف (20 عامًا) بالرصاص بالقرب من خان يونس، كما قُتل عدنان موسى أبو عليان (22 عامًا) برصاصة في الرأس. أكدت مصادر إسرائيلية إطلاق 5 "إصابات" بنيران حية استهدفت ما وصفتهم بـ"المحرضين" في حشد من 200 غزي اقتربوا من الحدود وألقوا الحجارة ودحرجوا الإطارات المشتعلة نحو السياج الحدودي.[287][288] كما تم اعتقال 4 مراهقين خلال الاشتباكات. أحدهم، محسن رمضان العزازي (14 عامًا)، طالب في الصف الثامن من مخيم البريج للاجئين، والذي حكمت عليه محكمة إسرائيلية لاحقًا في يناير 2016 بالسجن 6 أشهر، أخبر محاميه أنه في ذلك اليوم، تم القبض عليه من قبل 3 جنود، وأجبروه على خلع ملابسه تحت تهديد السلاح، مقيد اليدين ومعصوب العينين، وبمجرد دخوله مركبة عسكرية، تعرض للضرب الذي أصيب فيه بكسر في الأسنان وجرح في الكتف، مما تسبب في تقيؤه دمًا.[289]
  - أصيب 5 إسرائيليين بينهم 3 أطفال بجروح عندما تحطمت سيارتهم بعد أن رشقها فلسطينيون بالحجارة.[290]
  - إصابة 3 جنود بجراح طفيفة جراء رشقهم بالحجارة في النبي صالح وقرب قبة راحيل.[290]
  - اندلعت مواجهات عديدة مع قوات الاحتلال الإسرائيلي في منطقة الخليل. وفي بيت أمر، أفادت التقارير بإصابة 17 فلسطينيًا، بينهم 3 بالرصاص الحي. أصيب إبراهيم أحمد مصطفى عوض (29 عامًا) برصاصة معدنية مغلفة بالمطاط في رأسه، وحالته حرجة. كما أصيب كل من محمد خالد عيسى عادي (17 عامًا)، وحمزة سمير صادق أبو ماريا (16 عامًا)، ومجد العلمي (15 عامًا) بالرصاص الحي.[291]
  - وتعرضت قرية يانون لهجوم من المستوطنين، إلا أن قوات الاحتلال صدت الهجوم بنجاح. وذكرت التقارير أن 50 مستوطناً من مستوطنة آلون موريه هاجموا منطقة زراعية شرق قرية روجيب، ودمروا عشرات أشجار الزيتون.[292]
  - اندلعت مواجهات، تخللتها احتجاجات واسعة النطاق من قبل الفلسطينيين داخل إسرائيل، لا سيما في الناصرة وسخنين وكفر كنا. أطلقت الشرطة النار على رجل يحمل قنبلة حارقة في ساقه في الطور، بالقدس الشرقية. وألقيت قنبلتان حارقتان على مركبات على الطريق رقم 65 بين عارة وعرعرة.[293]
  - وفقًا لوزارة الصحة الفلسطينية، بلغ عدد الضحايا الفلسطينيين من 1 إلى 9 أكتوبر 14 قتيلًا و1000 جريح على يد القوات الإسرائيلية. في يوم 9 وحده، قُتل 7 فلسطينيين وجُرح 200 آخرون بالرصاص الحي والمطاطي.[277]
  - أصيب 6 فلسطينيين بالرصاص الحي و22 آخرين بالرصاص المعدني المغلف بالمطاط قرب مستوطنة بيت إيل.[277]
  - استشهد الشاب أحمد صلاح (24 عاماً) برصاص شرطة الاحتلال في مخيم شعفاط للاجئين.[294]
  - في بيت لحم، أصيب فلسطيني بالرصاص الحي في قدمه، و5 آخرين بالرصاص المعدني المغلف بالمطاط.[277]
  - في كفر قدوم أصيب 3 مواطنين بالرصاص الحي في البطن والقدمين.[277]
  - تعرض 6 فلسطينيين للضرب على يد قوات الاحتلال والمستوطنين في بيت فوريك، وأفادت التقارير أن أحدهم أصيب بكسر في الرأس.[277]
  - في جنين (مدينة)، أصيب تسعة فلسطينيين بالرصاص الحي في أقدامهم، فيما أصيب اثنان آخران، أحدهما في الرقبة، برصاص معدني مغلف بالمطاط.[277]
  - دعت منظمة العفو الدولية في بيان صحفي، كلا الجانبين إلى وقف الهجمات على المدنيين في التصعيد منذ الأول من أكتوبر/تشرين الأول، وأدانت "الاستخدام المفرط للقوة على نطاق واسع" ضد المتظاهرين الفلسطينيين، وتقصير إسرائيل في حماية الفلسطينيين من هجمات المستوطنين. كما حثت المجتمع الدولي على معالجة "القمع والتمييز والتهجير المتأصل في مشروع الاستيطان الإسرائيلي غير القانوني في الأراضي الفلسطينية المحتلة، بدءًا بالإصرار على أن توقف إسرائيل بناء المستوطنات وتوسيعها".[190]
  - أفادت تقارير إسرائيلية بتعرض امرأة لإطلاق نار أثناء قيادتها سيارتها بالقرب من مستوطنة قرنيه شمرون.[295]
- 10 أكتوبر
  - أطلقت قوات إسرائيلية متخفية النار، خلال مداهمة ليلية، على فلسطيني في قرية برطعة. وتفيد مصادر محلية بأن الشاب أصيب برصاصة وهو داخل سيارة متوقفة. وأصيب الشاب الذي كان داخل السيارة بجروح طفيفة، بينما اعتُقل أربعة أشخاص آخرين كانوا داخل السيارة.[296]
  - أصيب فلسطيني يبلغ من العمر 25 عاما برصاص الاحتلال الإسرائيلي، خلال مواجهات في مخيم شعفاط للاجئين الليلة الماضية، تضمنت إلقاء الحجارة وقنابل المولوتوف، ما أدى إلى إصابته بجروح خطيرة، وتوفي في وقت لاحق من الصباح.[297]
  - أفادت تقارير بأن فلسطينيا مسلحا بسكين ومسدس كان يحاول التسلل إلى مستوطنة بالقرب من الخليل تم "تحييده" حوالي الساعة الثالثة صباحا.[297]
  - صاروخ أطلق من غزة سقط فوق السياج الحدودي في مجلس إشكول الإقليمي المجاور للسياج الحدودي مع غزة[298]
  - طعن شاب فلسطيني، يبلغ من العمر 62 و65 عامًا، من كفر عقب، إسرائيليين اثنين أثناء عودتهما من الصلاة في كنيسهم المحلي بالقدس. وقُتل الشاب بالرصاص بعد أن تقدم نحو رجال الشرطة الإسرائيلية حاملاً سكينًا، ورفض التوقف عندما حُذّر.[294][295][299]
  - أصيب صحفي إسرائيلي (35 عاما) برصاصة مطاطية في رأسه أثناء تفريق الشرطة لحشد من الفلسطينيين عند باب العامود.[294]
  - طعن الشاب الفلسطيني محمد سعيد علي (19 عامًا) من شعفاط ثلاثة رجال شرطة، فأُردي قتيلًا بالرصاص في شارع السلطان سليمان قرب باب العامود. وذكرت صحيفة هآرتس أنه طعن الضباط، أحدهم في رقبته، بعد أن طُلب منه إبراز هويته. وأفادت التقارير أن نيرانًا صديقة من ضباط آخرين لم تقتل الشاب فحسب، بل أصابت ضابطين آخرين، أحدهما طُعن سابقًا.[299][300][301]
  - قتلت شرطة حرس الحدود الإسرائيلية بالرصاص شابين فلسطينيين في غزة. الضحيتان هما مروان بربخ (13 عامًا) وخليل عثمان (15 عامًا). كانا يشاركان في مظاهرة شرق خان يونس في قطاع غزة.[302]
  - أصيب 7 فلسطينيين، اليوم الثلاثاء، برصاص الاحتلال الإسرائيلي المغلف بالمطاط، خلال مواجهات قرب باب الزاوية في محافظة الخليل.[303]
  - أصيب 4 فلسطينيين برصاص الاحتلال من عيار 22 خلال مواجهات قرب رام الله، أحدهم في حالة حرجة.[303]
  - أصيب 10 مواطنين فلسطينيين، بينهم 8 طلاب من جامعة بيرزيت وصحفيان محليان، بالرصاص المعدني المغلف بالمطاط، خلال مواجهات مع قوات الاحتلال الإسرائيلي قرب مستوطنة بيت إيل.[303]
  - أصيب عدد من الفلسطينيين برصاص الإسفنج خلال مواجهات مع الشرطة في شارع السلطان سليمان في القدس الشرقية.[297]
  - تعرض يهودي للضرب على يد يهود آخرين ظنّوا أنه عربي. وقعت الحادثة في القدس.[297]
  - أسقطت منظومة القبة الحديدية للدفاع الجوي صاروخا أطلق من قطاع غزة عند الساعة 11 مساء.[304]
  - أفادت التقارير أن مستوطنين هاجموا أحياء السلايمة، وأبو الحسين، وراس جابر، وجبل جوهر في الخليل. وفي المواجهات التي تلت ذلك، أصيب مستوطن (14 عامًا) بحجر في رأسه، وأصيب عدد من الشبان الفلسطينيين برصاص معدني مغلف بالمطاط.[305]
  - أصيب شاب فلسطيني برصاصة في قدمه خلال مواجهات قرب مفترق خرسا جنوب قرية دورا. وأفاد فلسطينيون بإلقاء الحجارة والزجاجات الحارقة. وأفادت مصادر إسرائيلية أن قوات الاحتلال ردت على إطلاق النار.[305]
  - خلال الليل، جاب حشدٌ من مشجعي فريق لافاميليا لكرة القدم وأنصار لهافا القدس، وسألوا العاملين في المتاجر، خوفًا من هجوم العرب، وهم يهتفون "الموت للعرب" و"لتحترق قريتكم" و"محمد مات". وتعرض سائق تاكسي فلسطيني للهجوم.[306]
- 11 أكتوبر
  - سقط صاروخ أُطلق من غزة في منطقة مفتوحة في مجلس إشكول الإقليمي جنوب إسرائيل. وأفادت التقارير بأنه لم يُصب أحد بأذى.[307][308] وردا على ذلك، شنت القوات الجوية الإسرائيلية غارة على ما حددته على أنه منشأتان لتصنيع الأسلحة تابعتان لحماس في شمال قطاع غزة.[309]
  - أدت غارة جوية إسرائيلية على حي الزيتون بالقرب من مسجد المسلخ في جنوب مدينة غزة، في رواية ما، أو في منطقة المغراقة في رواية أخرى، إلى إصابة منزل أو انهياره، مما أسفر عن مقتل الأم الحامل نور رسمي حسن (30 عامًا) وابنتها رهف يحيى حسن (2)، وإصابة الزوج يحيى وابنهما البالغ من العمر 5 سنوات. كما أصيب 5 مدنيين آخرين.[240] يقع المنزل على بعد 300 متر من موقع بدر للتدريب التابع لكتائب عز الدين القسام.[189][309][310][311] أفادت تحقيقات أجرتها العديد من منظمات حقوق الإنسان غير الحكومية لاحقًا أن الصواريخ أصابت المنزل مباشرة، وليس بعض مرافق إنتاج الصواريخ، كما ورد في البيان الإسرائيلي الرسمي.
  - [312]
  - امرأة فلسطينية تبلغ من العمر 35 عامًا من أريحا، لكنها مقيمة في القدس الشرقية. ووفقًا لرواية إسرائيلية رسمية، فُعّلت ما أُفيد في البداية بأنه قنبلة أنبوبية عندما أُوقفت سيارتها لإجراء فحص أمني على الطريق 437 بين مستوطنة معاليه أدوميم وحاجز الزعيم. وقع الحادث أثناء ذهاب الشرطي لإحضار مطفأة حريق. أصيبت بجروح بالغة وحروق بالغة في جميع أنحاء جسدها. أما الضابط، فقد أُصيب بجروح طفيفة في وجهه. لاحقًا، صُحّحت التقارير الإسرائيلية لتحديد سبب الانفجار بأنه عبوة غاز. وقال جهاز الأمن العام (الشاباك) إنها كانت تحمل رسائل تُشيد بـ"الشهداء" الفلسطينيين.[189][313][314] ووفقًا لشاهد عيان فلسطيني، عانت المرأة، التي كانت برفقة طفلها، من عطل كهربائي أشعل حريقًا في السيارة. أصيبت المرأة بالذعر، فتوقفت على جانب الطريق وهي تصرخ، ففعّلت الوسادة الهوائية، مما أدى إلى رشّ السيارة بالبودرة. في هذه الرواية، منع الشرطي المرأة من الفرار من سيارتها. لا يبدو أن هناك أي أثر لأضرار ناجمة عن الانفجار على نوافذ السيارة.[315]
  - أصيب ضابط إسرائيلي بجروح طفيفة جراء تعرضه للرشق بالحجارة في بلدة أبو ديس قرب القدس الشرقية.[316]
  - أصيب إسرائيلي يبلغ من العمر 25 عاما بجروح طفيفة جراء تعرضه للرشق بالحجارة على حاجز الزعيم الأمني.[317]
  - أصيب سائق حافلة بجروح طفيفة جراء تعرضه للرشق بالحجارة في تل موند.[318]
  - أصيب أكثر من 20 فلسطينيا، 13 منهم بالرصاص الحي، بنيران الاحتلال الإسرائيلي خلال مواجهات قرب جامعة فلسطين التقنية في طولكرم.[319]
  - أصيب مصور وكالة معا الإخبارية رامي سويدان برصاصة حية في ساقه أثناء تصويره مواجهات على حاجز حوارة، كما أصيب 6 فلسطينيين آخرين بالرصاص الحي في المكان.[320]
  - وقد قدر إجمالي عدد الضحايا الفلسطينيين من الرصاص الحي والمطاطي في المواجهات على حاجز حوارة وأبو ديس بما يتراوح بين 53 و70 شخصاً بحلول منتصف بعد الظهر.[321] وتقول التقارير الفلسطينية إن جنود الاحتلال أطلقوا النار مباشرة على الحشد وأصابوا 3 متظاهرين بجروح خطيرة.[322]
  - أصيب الطفل أحمد شراكة (13 عاماً) بجراح خطيرة جراء إصابته برصاصة حية في الرقبة أطلقها عليه جنود الاحتلال قرب البيرة.[323]
  - صدم علاء محمد زويد،[324] (20) من أم الفحم، وهو عربي إسرائيلي، بسيارته جنديين في محطة حافلات، ثم ترجّل منها وطعنهما، فأصابها بجروح بالغة (19)، كما طعن فتاة تبلغ من العمر 15 عامًا بجروح متوسطة، ورجلًا يبلغ من العمر 45 عامًا. وقع الحادث عند مفترق ألون على الطريق رقم 65 في مركز تسوق كبير بالقرب من جان شموئيل خارج الخضيرة شمال إسرائيل. أُلقي القبض على المهاجم.[313][325][326]
- 12 أكتوبر
  - قُتل الفلسطيني مصطفى عادل الخطيب (18 عامًا) من حي جبل المكبر بالقدس الشرقية[327] بالرصاص قرب باب الأسباط، بعد أن طلبت منه الشرطة الإسرائيلية، حسبما ورد، إخراج يديه من جيبه. استجاب الخطيب بسحب سكين. أفادت وسائل إعلام إسرائيلية أنه طعن سترة جندي. وتقول مصادر فلسطينية إن شهود عيان ينفون طعنه أي شخص عند إطلاق النار عليه.[328][329]
  - فتاة فلسطينية تدعى مرح بكير (16/17) من بيت حنينا، زُعم أنها طعنت إسرائيليين أو اثنين خارج مركز شرطة في الشيخ جراح أو بدلاً من ذلك، في تلة الذخيرة.[327] يُقال إن الفتاة أثارت الشكوك في شارع بارليف، وطُلب منها التوقف، ثم استدارت وطعنت الشرطي الذي أطلق النار عليها. وهي في حالة متوسطة.[329] ووفقًا للروايات الفلسطينية، كانت الفتاة عائدة من المدرسة مع صديق، عندما شتمهما مستوطن عند إشارة مرور، ثم طاردهما إلى محطة حافلات الشيخ جراح، حيث كرر أن الفتاة إرهابية مسلحة بسكين، وحاولت طعنه. ثم أطلق عليها رجال الشرطة المتواجدون 4 رصاصات وهي تعترض على براءتها.[330] ويشير المرصد الأورومتوسطي لحقوق الإنسان إلى هذه الحالة كواحدة من 8 حالات إطلاق نار تعسفي من قبل القوات الإسرائيلية في عام 2015.[31]
  - حوالي الساعة 3.30 مساءً، طُعن إسرائيليان في مستوطنة بسغات زئيف الإسرائيلية في القدس الشرقية على يد فلسطينيين اثنين: أصيب رجل (28) بجروح خطيرة بالقرب من شارع هنايادوت وأصيب صبي (13) على دراجته بجروح خطيرة. كان المهاجمان، أبناء عمومة،[331] هما حسن خالد مهاينة (مناصرة) (15) وأحمد صالح مهاين (مناصرة) (13) من بيت حنينا،[332] وحاولا الهروب باتجاه شارع موشيه ديان عندما صدمت سيارة أحمد أثناء مطاردة، وأطلق شرطي النار على حسن، بينما كان يحمل سكينًا، بعد أن رفض التوقف، حسبما ورد، بينما كان يتقدم نحو الشرطة.[327] تعرض أحمد للإساءة من قبل المارة بينما كان ينزف بغزارة من جرح في الرأس.[333] صرح مصدر فلسطيني أن مقطع فيديو يظهر طاقم إسعاف نجمة داود الحمراء في مكان الحادث وهم يمتنعون عن تقديم الإسعافات الأولية، بينما صاح إسرائيلي "موت، موت".[330] صرح محمود عباس أن إسرائيل مسؤولة عن "إعدام أطفالنا بدم بارد كما فعلوا مع الطفل أحمد مناصرة".[334] عُثر على مناصرة حيًا في مستشفى إسرائيلي في اليوم التالي، ويعاني من جرح طفيف في الرأس.[335] انتقدت منظمة أطباء إسرائيليين لحقوق الإنسان هذا الاستخدام العلني لصورة قاصر في المستشفى وممارسة تقييد المرء بالأصفاد إلى السرير.[336] نشرت الشرطة الإسرائيلية لقطات للهجوم بعد أن ادعى الفلسطينيون براءة اثنين من الشباب.[337][338] وُصفت طريقة معاملته بعد دهسه بأنها واحدة من 8 حالات موثقة للاستخدام التعسفي للعنف من قبل القوات الإسرائيلية في عام 2015.[31] وتقول ليئة تسيمل، محامية أحمد مناصرة، إن موكلها لم يصب أحدا بأذى، وكان قد خرج مع ابن عمه الأكبر سنا بعد أن اتفقا على عدم إيذاء اليهود الأكبر سنا أو النساء أو الأطفال، وكان يصرخ "حرام" عندما هاجم الآخر ناور، الصبي اليهودي.
  - أصيب فلسطينيان من غزة بالرصاص الحي عندما تصدت قوات الاحتلال الإسرائيلي لمحاولة اقتحام السياج الحدودي قرب مخيم البريج للاجئين.[339]
  - قُتل فلسطيني بالرصاص بعد محاولته، بحسب التقارير، انتزاع سلاح جندي في حافلة كانت تسير تحت جسر الأوتار شمال غرب القدس. وعندما فشل في انتزاع البندقية، حاول طعن الجندي. أصيب الجندي بجرح طفيف.[340] ووفقًا لموقع واي نت، دخل الفلسطيني الحافلة وجلس بجانب الجندي. حاول خنق الجندي، ثم طعنه وحاول انتزاع سلاحه. تدخل شرطي ومدنيان، أحدهما كان يحمل ننشاكو ليجعله يفقد قبضته على سلاح. دخلت فرقة شرطة أخرى، وأمسك الفلسطيني بسلاح ضابط كان قد سقط على الأرض وحاول تسليحه. عند هذه النقطة، أطلق عليه ضابط آخر النار وأرداه قتيلًا.[341]
  - أُصيب 25 فلسطينيًا بالرصاص الحي في الضفة الغربية خلال اليوم، اثنان منهم برصاص المستوطنين. أُصيب 18 فلسطينيًا في منطقة نابلس، و4 في رام الله، خلال مواجهات. وتتعلق حالتا إطلاق النار من قبل المستوطنين بحوادث وقعت في محافظتي طولكرم والخليل.[342]
- 13–18 أكتوبر

في الأسبوع من 13 إلى 19 أكتوبر/تشرين الأول قُتل 16 فلسطينياً و3 إسرائيليين، وأصيب 1970 فلسطينياً و19 إسرائيلياً، مما يرفع عدد القتلى منذ الأول من أكتوبر/تشرين الأول إلى 43 فلسطينياً و7 إسرائيليين، وعدد الجرحى نحو 5100 فلسطيني و70 إسرائيلياً. وفي 12 عملية طعن أو طعن مزعوم، قُتل 3 إسرائيليين وجُرح 16، بينما قُتل 10 فلسطينيين مشتبه بهم وجُرح 3. وأصيب 1917 فلسطينياً (من بينهم 223 طفلاً) في المواجهات. قام فلسطينيون بمحاولتين لإحراق قبر يوسف. صدرت أوامر هدم سبعة منازل فلسطينية مرتبطة بشباب شاركوا في أعمال إرهابية، وتم إخلاء ثلاث عائلات فلسطينية من منازلها من قبل مستوطنين تحت حراسة الشرطة بسبب نزاع على الأراضي. 8 اعتداءات للمستوطنين تسفر عن إصابة 9 فلسطينيين. توغلت القوات الإسرائيلية في قطاع غزة 6 مرات لتسوية الأرض
- 13 أكتوبر
  - طعن فلسطيني (22 عامًا) من القدس الشرقية إسرائيليًا في رعنانا. أُلقي القبض على الجاني بعد تعرضه لضرب مبرح.[344]
  - هجوم حافلة القدس 2015: قُتل 3 مدنيين وجُرح 16 آخرون عندما هاجم فلسطينيان ركابًا داخل حافلة في حي أرمون هانتسيف بالقدس. كان أحد الضحيتين المباشرتين حاييم حبيب (78 عامًا) من القدس. أصيبت زوجته شوشانا بجروح خطيرة.[345] توفي أحد المصابين بجروح خطيرة، ريتشارد لاكين (76 عامًا)، لاحقًا متأثرًا بجراحه في 27 أكتوبر. كان لاكين متطوعًا في مبادرة ياد بياد التعليمية الإسرائيلية الفلسطينية.[346] وفقًا للائحة الاتهام، عندما اعتقد المتهمان، بلال أبو غانم وبهاء عليان، أن هناك عددًا كافيًا من الركاب على متن الحافلة، أشار عليان إلى غانم لفتح النار. بدأ في إطلاق النار بينما بدأ عليان في طعن الركاب. عندما نفدت ذخيرة غانم، حاول خنق راكب آخر. كان غانم (21 عامًا) من جبل المكبر مؤيدًا لحماس لعدة سنوات عندما اتصل به عليان في 12 أكتوبر، وأخبره أنه حصل على 20 ألف شيكل لتنفيذ هجوم ضد اليهود.[347] تلقت عائلة بهاء عليان أمر هدم لمنزلهم، الواقع في الطابق الثاني من شقة من ثلاثة طوابق، في 12 نوفمبر. وفي الاستئناف، ألغت المحاكم الإسرائيلية القرار. في 15 ديسمبر، صدر أمر هدم لا يؤثر فقط على منزله، بل على المبنى بأكمله، الذي يسكنه 25 شخصًا، على أساس أن جميع الشقق بُنيت بدون تصريح إسرائيلي.[348]
  - وقعت حادثة ثانية في رعنانا، عندما أصاب فلسطيني من القدس الشرقية أربعة أشخاص في محطة حافلات خارج مركز بيت لوينشتاين للتأهيل في شارع القدس. أُلقي القبض عليه أثناء فراره بعد أن صدمته سيارة.
  - علاء أبو جمال، وهو عربي إسرائيلي من سكان جبل المكبر في القدس الشرقية، اصطدم بسيارته بمحطة حافلات في شارع ملاكاي إسرائيل في حي جيولا، القدس الغربية،[349] مما أسفر عن مقتل الحاخام يشعياهو كريشفسكي (60 عامًا) وإصابة أحد المارة. طعن الحاخامين بساطور بعد أن صدمهما بسيارته. أُصيب هو الآخر برصاصة قاتلة، ما أدى إلى إصابته بجروح بالغة. يُقال إن القاتل على صلة باللذين نفذا هجوم كنيس القدس 2014.[350]
  - طعن إسرائيلي يهودي آخر، يُدعى أوري رزكن، أربع طعنات في ظهره بينما كان الأخير يُرتب رفوفًا في سوبر ماركت بكريات آتا، قرب حيفا. صرخ المهاجم: "تستحق ذلك، تستحقه. أنتم عرب زناة"، وأصرّ على قتله رغم احتجاجات رزكن بأنه يهودي.[351][352]
  - معتز إبراهيم زواهرة[353] (27) من مخيم الدهيشة للاجئين، أصيب برصاصة حية في صدره، وقُتل شمال بيت لحم خلال اشتباكات مع ما يُقدر بنحو 500 من راشقي الحجارة. وصرح متحدث إسرائيلي بأن الإصابة أحبطت محاولة إلقاء زجاجة حارقة على الجنود.[354] وتؤكد مصادر فلسطينية أنه ألقى بالفعل زجاجة حارقة "على رأس جندي إسرائيلي يرتدي خوذة" قبل ساعات. وأضافت المصادر أنه استُهدف بعد ساعات، بينما كان بعيدًا عن القوات الإسرائيلية، خلال فترة هدوء في الاشتباكات، لهذا السبب.[355]
  - وقالت وزارة الصحة الفلسطينية إن 33 فلسطينيا أصيبوا، 9 منهم بالرصاص الحي، في مواجهات في رام الله وبيت لحم ونابلس والخليل.[354]
  - أصيب نحو 50 فلسطينيًا خلال مظاهرات في بيت حانون وومخيم البريج للاجئين. أصيب خمسة منهم، في حالة حرجة، في بيت حانون بنيران أطلقت من أبراج المراقبة العسكرية على الحدود.[356]
- 14 أكتوبر
  - باسل بسام راغب سدر (20 عامًا) من الخليل، قُتل بالرصاص بعد أن هاجم قوات الاحتلال، أو بعد أن تعرّفت عليه القوات الإسرائيلية بتصرفات مشبوهة، ثم سحب سكينًا عند باب العامود. ووفقًا لمقاطع فيديو، يبدو أنه أُطلق عليه النار حوالي 14 مرة أثناء فراره من الشرطة، وبيده سكين وهاتف محمول.[357]
  - أطلقت قوات حرس الحدود الإسرائيلية النار، ما أدى إلى إصابة 3 فلسطينيين على الأقل في قطاع غزة، شرق مخيم البريج للاجئين.[358]
  - أفادت التقارير أن مستوطنين من مستوطنة يتسهار أصابوا أربعة فلسطينيين وأجنبيًا واحدًا برشقهم بالحجارة. وقع الحادث أثناء قيام أهالي قرية بورين بجمع ثمار الزيتون في منطقة جبل سليمان. كما أُضرمت النيران في عشرات الدونمات من بساتين الزيتون في منطقة بورين حوارة.[359]
  - طعن فلسطيني، أحمد شعبان (23 عامًا)، من حي راس العامود، امرأة إسرائيلية (60-70 عامًا) وأصابها بجروح ما بين المتوسطة والخطيرة أثناء محاولتها ركوب حافلة في شارع يافا بالقدس. وقد تمكن شرطي كان بالقرب من مكان الحادث من تحييد المهاجم، وأطلق النار عليه بعد رؤيته يحمل سكينًا. وكان شعبان قد أُفرج عنه قبل عدة أشهر بعد قضاء عقوبة بالسجن لمدة 3 سنوات في قضية تتعلق بمواجهة مع مستوطنين إسرائيليين.[360][361]
  - ألقى فلسطينيون زجاجة حارقة قرب مستوطنة "شاعر بنيامين"، ولم تقع إصابات.[362]
- 15 أكتوبر
  - توفي رياض إبراهيم دار يوسف (46 عامًا) من الجانية إثر نوبة قلبية بعد دخوله المستشفى في اليوم السابق، متأثرًا بإصاباتٍ تدّعي عائلته أنه أصيب بها في اليوم السابق. ووفقًا لعائلته، فقد اعتدى عليه جنود الاحتلال الإسرائيلي لدى عودته إلى منزله بعد يوم عمل في قطف الزيتون. وأكد متحدث باسم الجيش الإسرائيلي إيقاف المركبات في المنطقة، لكنه نفى وقوع أي اعتداء.[363]
  - أصيب تسعة فلسطينيين برصاص مطاطي قرب البيرة أثناء تظاهرة خارج مستوطنة بيت إيل. نُقل أحدهم إلى المستشفى بعد إصابته برصاصة في الرأس.[364]
  - شبان فلسطينيون يشعلون النار في أجزاء من قبر يوسف في نابلس باستخدام زجاجات حارقة، وقامت طواقم الإطفاء الفلسطينية بإخماد الحريق.[365]
- 16 أكتوبر
  - أعرب مكارم ويبيسونو، المقرر الخاص للأمم المتحدة المعني بالأراضي الفلسطينية، عن قلقه إزاء الاستخدام المفرط للقوة من قبل إسرائيل.[343]
  - الفلسطيني إياد خليل العواودة (26)[366] طعن شاب، متنكرًا بزي مصور تلفزيوني، جنديًا قرب مستوطنة كريات أربع في الخليل. أصيب الجندي بجروح متوسطة، ثم قُتل المهاجم بالرصاص. زعم شاهد عيان أن المستوطنين وزعوا الحلوى بعد الحادثة. وأفاد فلسطينيون أن الجنود منعوا وصول مسعفي الهلال الأحمر إلى الرجل بعد إطلاق النار عليه.[367][368]
  - قُتل فلسطينيان برصاص قوات الاحتلال الإسرائيلي في قطاع غزة أثناء محاولتهما اختراق سياج غزة للدخول إلى الأراضي الإسرائيلية.[369] أُصيب يحيى عبد القادر فرحات (24 عامًا) من الشجاعية برصاصة في الرأس. كما قُتل محمود حاتم حميد (22 عامًا) شرق الشجاعية. وأصيب 11 آخرون بنيران الاحتلال.[370]
  - استشهد الشاب جهاد حنني (19 عاماً) برصاص قوات الاحتلال في مواجهات مع الاحتلال في بلدة بيت فوريك.[371]
  - استشهد الشاب شويق جمال جبر (37 عاماً) متأثراً بجراحه التي أصيب بها خلال مشاركته في الاحتجاجات في قطاع غزة قبل أسبوع.[371]
  - اعتقلت الشرطة ستة عرب إسرائيليين بتهمة إلقاء الحجارة على الطريق السريع رقم 6.[372]
  - دُمّرت حافلة جراء إلقاء زجاجة حارقة عليها شمال الضفة الغربية. وتمكّن السائق، الذي أُصيب بجروح طفيفة، من الفرار من المركبة المحترقة.[373]
  - أطلقت قوات الاحتلال النار على متظاهرين فلسطينيين على حدود قطاع غزة، دون وقوع إصابات.[374]
- 17 أكتوبر
  - قُتل فضل القواسمي (18 عامًا) بالرصاص في شارع الشهداء في الخليل بالقرب من بيت هداسا. على يد مستوطن إسرائيلي، حسبما ورد لمحاولته طعن شخص ما. وبصرف النظر عن المشتبه به، لم يُصب أحد بأذى.[375][376] تم اعتقال شاهد عيان على الحادث، مفيد شرباتي، بعد فترة من الوقت، وتمت مصادرة جهاز الكمبيوتر المحمول الخاص به وكاميرا فيديو وكاميرا تصوير بعد نشر لقطات فيديو[377] تم التقاطها في أعقاب إطلاق النار مباشرة على الإنترنت. كما تم اعتقال أحمد عمرو، منسق الإعلام في شباب الخليل ضد الاستيطان، لنفس السبب،[378] وتم مسح جميع مواد الفيديو التي كانت بحوزته، وقيل إنه حذره ضباط الأمن الإسرائيليون من التوقف عن تصوير الأمور.[379]
  - قُتل أحمد حاجس عويسات (16 عامًا) من جبل المكبر بالرصاص في مستوطنة أرمون هنتسيف بالقدس الشرقية، بعد محاولته طعن جندي. ووفقًا لموقع واي نت، لاحظ راكب دراجة ما ظنه طريقة الصبي المشبوهة في حمل حقيبة، فأبعدها عن جسده، فأبلغ الشرطة التي تعقبته وبدأت بفحص أوراقه الثبوتية. ويُزعم أنه استل سكينًا كبيرًا وجرح شرطيًا في يده، مما أدى إلى مقتله بالرصاص.[380][381]
  - قُتلت بيان أيمن عبد الهادي العسيلي (17 عامًا) رميًا بالرصاص قرب منطقة وادي الغروس في الخليل، المجاورة لمستوطنة كريات أربع، بعد محاولتها طعن جندي إسرائيلي، حسبما ورد. أصيب شرطي حرس الحدود بجرح طفيف في يده.[375] تأتي هذه الحوادث في الوقت الذي أثارت فيه منظمة بتسيلم شكوكًا حول تغاضي إسرائيل عن "عمليات إعدام خارج نطاق القانون" يرتكبها مدنيون وجنود على حد سواء لقتل فلسطينيين لم يعودوا يشكلون تهديدًا.[382]
  - استشهد الشاب الفلسطيني طارق نيتشة (16 عاماً)، متأثراً بجراحه التي أصيب بها، بزعم طعن جندي إسرائيلي في كتفه بسكين في شارع الشهداء في الخليل.[383][384]
  - قُتل فلسطيني بالرصاص على حاجز قلنديا لطعنه شرطيًا من حرس الحدود. وورد أنه طعن شرطيًا مرة، ثم أُطلق عليه النار، ثم أُطلق عليه النار مرة أخرى بعد أن استلّ سكينًا ثانيًا.[383]
- 18 أكتوبر
  - أفادت تقارير فلسطينية بأن مئات المستوطنين من مستوطنة كريات أربع هاجموا بالحجارة والقنابل الحارقة حيي واد الحصين وواد النصارى المجاورين للمستوطنة في الخليل. وأسفر الهجوم عن إصابة ثلاثة أشخاص، رجل وقاصرين، أحدهما محمد (17 عامًا) بقنبلة مولوتوف في صدره. وورد أن الهجوم نُفذ بقطع السياج الفاصل بين الحيين، وأن الهجوم، وفقًا لمصادر فلسطينية محلية، نُفذ بحضور وحدات عسكرية إسرائيلية وبمساعدتها.[385]
  - تعرض خمسة إسرائيليين للضرب على يد فلسطينيين، عندما توجه 30 منهم في سبع سيارات إلى قبر يوسف الساعة الثانية فجرًا، مخالفين بذلك أمرًا عسكريًا إسرائيليًا، لطلاء الحرم بعد إحراقه قبل ثلاثة أيام. وبعد اتصال من قوات الأمن الفلسطينية، تدخل الجيش الإسرائيلي واعتقلهم.[386]
  - أصيب شاب فلسطيني بجراح متوسطة جراء إصابته بقنبلة غاز مسيل للدموع في رأسه خلال مواجهات مع قوات الاحتلال في قرية دار صلاح شرق بيت لحم.[387]
  - في محطة الحافلات المركزية في بئر السبع، قُتل جندي إسرائيلي، عمري ليفي (19 عامًا)، وأصيب 11 إسرائيليًا عندما أطلق مسلح بدوي إسرائيلي، مهند العقبي (21 عامًا)، من بلدة حورة في النقب، النار. أصيب اثنان بجروح خطيرة، وثلاثة بجروح خطيرة. أطلق جنود كانوا في المحطة في طريقهم إلى منازلهم أو قواعدهم النار على الإرهابي، الذي هرب من محطة الحافلات، ثم قُتل بالرصاص بعد اشتباك مسلح مع قوات الأمن التي وصلت إلى مكان الحادث. اشتبه زورهوم، الإريتري من كيبوتس عين هبسور، الذي كان في بئر السبع لتجديد تصريح عمله، ظلمًا بتورطه، فأُطلق عليه النار، ثم أُطلقت عليه النار عدة مرات أخرى وهو يزحف بعيدًا. أحاط به حشد، وبصق عليه، وشتم، وركل في رأسه، وتعرض للضرب، بينما مُنع من تقديم المساعدة الطبية من قبل حشد يهتف "الموت للعرب".[388][389][390]
- 19–18 أكتوبر

في الأسبوع 20-26 أكتوبر/تشرين الأول، قُتل 15 فلسطينياً وأصيب 1261 فلسطينياً. وأصيب 20 إسرائيليا في الفترة ذاتها. قُتل أربعة فلسطينيين عندما فرّق الإسرائيليون الاحتجاجات، كما قُتل رجل من غزة بالرصاص بعد أن راقب الحدود مع إسرائيل من خلال المنظار، على ما يبدو، على بعد حوالي 300 متر. على بعد أمتار. 7 اعتداءات للمستوطنين الإسرائيليين على الفلسطينيين أو ممتلكاتهم، مما أدى إلى إصابة 4 أشخاص. 3 اعتداءات استهدفت قاطفي الزيتون، حيث أصيب شاب (20 عاماً) بعدة رصاصات في سعير قرب مستوطنة أسفار، واعتدى مستوطنون على فتى (14 عاماً) في يعبد ورجل (74 عاماً) في دير الحطب. بالإضافة إلى عمليات الطعن والدهس بالسيارات، أصيب 4 مستوطنين إسرائيليين في هجومين فلسطينيين بإلقاء الحجارة/المولوتوف على المركبات.
- 19 أكتوبر
  - جمال مهند حجاجة (18 عامًا) أصيب برصاصة حية في ساقه خلال مواجهات في بلدة تقوع قرب بيت لحم. وأفاد متحدث باسم الاحتلال أن الحجارة كانت تُلقى على المارة.[391]
  - تشرد تسعة أفراد من عائلة عبد الله أبو ناب عندما طردهم مستوطنون، بمساعدة الجيش، من منازلهم التي كانوا يستأجرونها في منطقة بطن الهوى بحي سلوان الفلسطيني في القدس الشرقية. ويستند الإخلاء إلى ادعاء أن العقارات كانت مملوكة ليهود يمنيين قبل عام 1948.[392]
  - توفيت امرأة فلسطينية (65 عاما) من العيسوية أثناء توجهها إلى المستشفى، عندما تأخرت سيارة الإسعاف لمدة ساعة على حاجز جديد، بعد أن امتلأ منزلها بالغاز المسيل للدموع.[343]
- 20 أكتوبر
  - أصيب جندي إسرائيلي بجروح طفيفة وخدوش عندما حاول فلسطيني، يُدعى عدي هاشم المسالمة (24 عامًا)، طعنه خلال مواجهات في بيت عوا غرب الخليل. وأفادت مصادر إسرائيلية أن الحادثة وقعت قرب مستوطنة نيجوهوت، وأن المهاجم ألقى بنفسه على الجنود.[393] وقد قُتل المشتبه به بدوره برصاصة في الرأس.[394]
  - قُتل المستوطن أبراهام آشر حسنو (50 عامًا) من كريات أربع، عندما دهسته شاحنة قرب الفوار بعد خروجه من سيارته التي رُشقت بالحجارة، وربما كان يحمل مسدسًا. سلّم سائق الشاحنة، من الظاهرية، نفسه للشرطة الفلسطينية، مُدّعيًا أنه كان حادثًا عرضيًا.[395][396][397] وُجّهت للسائق تهمة القتل غير العمد في أبريل/نيسان 2016.
  - [398]
  - أفادت التقارير أن فلسطينيًا يُدعى حمزة موسى العملة (25 عامًا) من بيت أولا،[399] صدم بسيارته إسرائيليين في محطة حافلات عند مفترق جوش عصيون. أصيب إسرائيليان بجروح، أحدهما طفيف والآخر متوسط. ويُقال أيضًا إنه حاول طعن أشخاص بعد خروجه من سيارته، أو عُثر عليه وبيده سكين.[395][400]
  - أصيب 9 فلسطينيين من غزة بالرصاص الحي، واستشهد أحدهم وهو أحمد السرحي (27 عاماً). كما أصيب 6 آخرون شرق مخيم البريج، وأصيب 3 آخرون بالقرب من معبر إيرز.[401]
  - أصيب 9 مواطنين بالرصاص الحي في الضفة الغربية، 3 منهم في البيرة و2 في نعلين.[402]
  - قُتل بشار نضال الجعبري (15 عامًا) وحسام جميل الجعبري (17 عامًا) بالرصاص عند حاجز قرب منزل الرجبي قرب كريات أربع. ويُزعم أن أحدهما حاول طعن جندي، ما أدى إلى إصابة جندي بجروح طفيفة.[399]
- 21 أكتوبر
  - أُطلق النار على الطفلة استبرق أحمد نور (15 عامًا) من قرية مادما بالقرب من مستوطنة يتسهار. وورد أنها كانت تحمل سكينًا على بُعد 10 أمتار من سياج المستوطنة، فتعرضت للمطاردة، وأُصيبت برصاصة في يدها.[403]
  - هاشم العزة (54 عامًا)، طبيب من تل رميدة، توفي نتيجة استنشاقه غازًا مسيلًا للدموع بغزارة. لم تتمكن سيارة إسعاف من عبور الحواجز الإسرائيلية للوصول إليه عندما عانى من آلام في صدره في منزله. سار إلى حاجز باب الزاوية، فأوقفه الجنود، فتنفس الغاز المسيل للدموع جراء المواجهات هناك. كان الرجل يعاني من مشاكل في القلب.[404]
  - لؤي فيصل عبيد (36 عاماً) من العيسوية، فقد عينه برصاصة مطاطية عندما أطلق عليه النار، بحسب شهادته، بعد سماعه انفجارات، ونظره من شرفته.[405]
  - أصاب الفلسطيني معتز عطا الله قاسم (22 عامًا) جندية إسرائيلية بجروح بالغة الخطورة بطعنة في رقبتها قرب بنيامين. ثم أطلق جندي ثانٍ النار على الرجل وأرداه قتيلًا، حسبما ورد، بينما كان يندفع نحوها ملوحًا بسكين.[406]
  - أصيب شاب فلسطيني من غزة، يبلغ من العمر 20 عامًا، برصاصة حية في قدمه، خلال مواجهات شرق مخيم البريج للاجئين. وأفادت تقارير إسرائيلية أن الحادث وقع عندما حاولت مجموعة اقتحام السياج الحدودي.[407]
  - صدم فلسطيني يقود سيارته أربعة جنود إسرائيليين قرب مستوطنة جوش عصيون وبيت أمر. أصيب أحدهم بجروح متوسطة إلى خطيرة، بينما أصيب الآخرون بجروح طفيفة. أُطلق النار على الفلسطيني.[406][408]
  - سقط صاروخ أطلق من قطاع غزة على أرض في منطقة المجلس الإقليمي "شاعر نيغيف".[409]
  - قُتل طالب يهودي في مدرسة دينية (يشيفا) يبلغ من العمر 28 عامًا، ظنًا منه أنه إرهابي، بالرصاص في القدس. ووفقًا للشرطة، بعد أن طلب من جنديين إبراز هويتيهما، وطُلب منهما إبراز هويته بدوره، لكمهما وحاول الاستيلاء على سلاح. أطلق عليه أحد الحراس النار، ثم أطلق الجنود النار عليه بشكل ثانوي. ولم يتبين أنه يهودي إلا بعد فحص بطاقة هويته. ويبدو أنه عرّف نفسه بأنه عضو في داعش.[410][411]
  - اقتلعت قوات الاحتلال أشجار زيتون وصنوبرة، العديد منها في مقبرة مخيم عايدة للاجئين قرب مسجد بلال بن رباح، قرب قبر راحيل. كما أفادت التقارير بتدمير قبور.[412]
- 22 أكتوبر
  - قام مقداد محمد إبراهيم عليح (21) ومحمود خالد محمود غنيمات (20) من صوريف بطعن طالب يشيفا يبلغ من العمر 18 عامًا في محطة حافلات في بيت شيمش. وقد منعهما ضابط شرطة من ركوب حافلة للأطفال. توفي أحدهما والآخر في حالة حرجة. أصيب طالب يشيفا بجروح متوسطة بطعنات في الصدر. يقول أحد المصادر إن الاثنين حاولا دخول كنيس يهودي، وأطلق النار عليهما أثناء طعن رجل في الشارع؛ وذكر آخر أنهما أُطلق عليهما النار بعد أن أبلغت امرأة الشرطة أن الاثنين كانا يطاردانها وصديقًا؛ وأفاد شهود عيان أنه أُطلق عليه النار بعد 20 دقيقة من الطعن، وليس على الفور.[413][414]
  - أفادت التقارير أن فلسطينيًا حاول طعن جندي إسرائيلي قرب حاجز حسام شوتير في تل رميدة، لكنه نجا.[414]
  - أطلقت قوات الاحتلال الإسرائيلي النار على ثلاثة فلسطينيين شرق مخيم البريج للاجئين في قطاع غزة، في سياق مواجهات على الحدود. وأصيب فلسطيني بالرصاص الحي في الضفة الغربية، وعشرة آخرون بالرصاص المطاطي.[415]
- 23 أكتوبر 2015.
  - أصيب الشاب مصعب محمد غنيمات (16 عاماً) من بلدة صوريف، برصاص الاحتلال، بعد طعنه جندياً إسرائيلياً كان يشرف على دخول الفلسطينيين إلى أراضيهم قرب مستوطنة جوش عصيون.[416]
  - أصيب أربعة أفراد من عائلة مستوطنين بزجاجة حارقة أُلقيت على سيارتهم أثناء سيرهم على الطريق رقم 60، بالقرب من مستوطنة بيت إيل. أصيب الوالدان، أخ وأخت، بحروق طفيفة في أطرافهم. أما أصغرهم، وهي فتاة تبلغ من العمر 4 سنوات، فقد أصيبت بحروق في الجزء العلوي من جسدها، وأصيبت بجروح متوسطة.[417][418] أُلقي القبض على ثلاثة مشتبه بهم، وهم خالد بداح (43 عامًا) من مخيم كدورة للاجئين في رام الله، وعبد المجيد بدرة (27 عامًا) من بيتونيا في وسط الضفة الغربية، ولوي نمر (34 عامًا) من مخيم الأمعري للاجئين، في أوائل نوفمبر/تشرين الثاني 2016 للاشتباه في تورطهم في الحادث.[419]

- - تعرض الحاخام أريك أشيرمان، من منظمة حاخامات من أجل حقوق الإنسان، للركل والضرب والتهديد من قِبل مستوطن يحمل سكينًا عندما تدخل لمنعه من سرقة الزيتون وإخماد حريق أُشعل في أرض فلسطينية قرب بؤرة جدعونيم الاستيطانية الإسرائيلية غير القانونية. وصرح متحدث باسم الشرطة بأن الحادثة استفزاز من قِبل "نشطاء يساريين وفوضويين".[420][421]
  - وفي يوم أُعلن عنه "يوم الغضب"، أسفرت الإجراءات الإسرائيلية خلال المواجهات عن إصابة نحو 290 فلسطينياً، وفقاً لجمعية الهلال الأحمر. 43 منهم، 12 منهم في الخليل، أصيبوا بنيران حية، و44 برصاص مطاطي.[422]
  - استشهد في المستشفى يحيى كريرة (20 عامًا)، وهو من سكان حي التفاح في غزة، متأثرًا برصاصة في الرأس أطلقتها قوات الاحتلال الإسرائيلي خلال مواجهات اندلعت قبل أسبوع في مخيم ناحل عوز شرقي قطاع غزة. أصيب مواطنٌ واحدٌ برصاصة حية في قدمه، واثنان آخران برصاص معدني مغلف بالمطاط شرق الشجاعية، بينما أصيب مواطنان شمالًا برصاص حي في قدميه، وواحد برصاصة معدنية مغلفة بالمطاط في رأسه. كما أصيب أربعة أشخاص بنيران حية في خان يونس وواحد بالقرب من بيت حانون.[423]
  - قُتل علاء خليل صباح حشاش (16 عامًا) بالرصاص عندما زُعم أنه استلّ سكينًا عند حاجز الحمورة. أُطلقت عليه عشر طلقات نارية، وأصيبت فتاة فلسطينية كانت تجلس في سيارة قريبة بجروح بالغة في رأسها جراء نيران الاحتلال. وتوفيت في 16 ديسمبر/كانون الأول.[424]
- 24 أكتوبر
  - قُتل شاب فلسطيني، إما محمد زكارنة من قباطية[425] أو أحمد محمد سعيد كامل (16/18)، بالرصاص بعد محاولته طعن مزعومة على حاجز جلبوع/الجلمة العسكري شمال جنين. وأكد شهود عيان عدم وقوع أي محاولة طعن. وذكرت مصادر إسرائيلية أن الشاب تظاهر ببيع الشوكولاتة ثم اقتحم الحاجز حاملاً سكينًا.[425][426]
  - أصبح خليل حسن أبو عبيد (25 عاما) من غزة، هو السابع عشر من سكان غزة الذي يُقتل بالرصاص منذ أكتوبر/تشرين الأول عندما توفي متأثرا بجراحه التي أصيب بها خلال اشتباكات مع قوات الاحتلال الإسرائيلي بالقرب من خان يونس قبل أيام.[427]
- 25 أكتوبر
  - طُعن المستوطن الإسرائيلي إسرائيل بن أهارون (58 عامًا)[428] ونُقل إلى المستشفى مصابًا بجرح خفيف[429] إلى متوسط في صدره إثر طعنه عند مفترق ميتساد في منطقة وادي سعير بالقرب من مستوطنة جوش عصيون. ووفقًا لصحيفة هآرتس، أوقف سيارته بعد أن رشقها رجلان فلسطينيان بالحجارة ثم أطلقا النار على المهاجمين، "لكن من غير الواضح ما إذا كان قد أصاب أيًا منهما". ووفقًا لمصادر أمنية فلسطينية، أُطلقت النار على عزام عزمي شلالدة (20 عامًا) من سعير في ممتلكاته أربع مرات، وتُرك في حالة حرجة أثناء توجهه إلى ميتساد طلبًا للمساعدة. عُثر على سكين المهاجم في مكان الحادث. التقارير عن الحادث متضاربة. يقول أحد التقارير إن فلسطينيًا هاجم مستوطنًا بسكين وأن المهاجم فرّ من مكان الحادث قبل وقوع إطلاق النار. أفاد تقرير آخر أن المستوطن طُعن بعد أن غادر سيارته لمواجهة راشقي الحجارة الفلسطينيين الذين أصابوه أثناء رشقهم للسيارة، وأن المستوطن تمكن من إصابته قبل أن يفر الأخير من مكان الحادث. وأفادت التقارير أن المهاجم كان يرتدي زي يهودي متشدد. وقال شهود عيان فلسطينيون إن عزام لم يكن المهاجم، بل كان يعمل في حقله. وتشير تقديرات جيش الاحتلال الإسرائيلي إلى تورطه في رشق الحجارة. في 12 نوفمبر/تشرين الثاني، أُلقي القبض على عزام في مداهمة ليلية لمستشفى في الخليل، حيث أطلق الجنود النار على ابن عمه وأردوه قتيلاً.[425][429][430][431]
  - طعن فلسطيني إسرائيليا قرب مستوطنة أريئيل الإسرائيلية.[432]
  - وفقًا للتقارير الإسرائيلية، أخرجت فتاة فلسطينية تدعى دانيا إرشيد (17)[379] سكينًا عندما طُلب منها التعريف بنفسها وحاولت طعن ضابط عند حاجز تسلبانيت في الخليل، بالقرب من الحرم الإبراهيمي. قُتلت بالرصاص بعد أن أطلق جندي إسرائيلي النار في الهواء طالبًا منها إخراج السكين من حقيبتها، وبعد لحظات "كانت على الأرض تنزف".[432][433] ووفقًا لشاهد عيان فلسطيني لم يُكشف عن هويته كان يقف على بعد 4 أمتار خلف التلميذة في الصف، فحص الجنود حقيبة مدرستها ولم يجدوا شيئًا؛ مرت بجهاز الكشف عن المعادن، وسُئلت عن مكان سكينها، فاحتجت بأنها لا تحمل سكينًا، ثم أطلقوا النار بين ساقيها، وتراجعت مرعوبة، ورفعت ذراعيها، واحتجت بأنها لا تحمل سكينًا. في تلك اللحظة قُتلت بالرصاص من 8 إلى 19 رصاصة. ذكرت صحيفة نيويورك تايمز، نقلاً عن وكالة أسوشيتد برس، أن الفتاة حاولت طعن ضابط الشرطة.[434] طلب عيسى عمرو، مدير منظمة "شباب ضد الاستيطان"، وهي منظمة غير حكومية محلية، من جيش الاحتلال الإسرائيلي نشر مقاطع الفيديو التي التقطها للحادثة، لأن المنطقة بأكملها مغطاة بكاميرات مراقبة متعددة.[435] وأشارت منظمة العفو الدولية، مستشهدةً بحالات استخدام القوة المميتة المتعمدة دون مبرر، إلى أن الفتاة مرت بجهاز كشف معادن وبوابتين دوارتين عند نقطة تفتيش أولى، ثم فتشها خمسة من شرطة الحدود عند نقطة تفتيش ثانية، وفتشوا حقيبتها وصرخوا عليها لإظهار سكينها. أُطلقت عليها النار عدة مرات وهي مرفوعة اليدين. وحتى لو كانت تحمل سكينًا، فقد عُرض سكين بالقرب من الجثة، وفقًا لمنظمة العفو الدولية، وروايات شهود عيان. وتشير الروايات إلى أنها لم تُشكل أي تهديد، وأن القتل "غير مبرر على الإطلاق".[436] رفضت إسرائيل تقرير منظمة العفو الدولية ووصفته بأنه "معيب جوهريًا في منهجياته ووقائعه وتحليله القانوني واستنتاجاته".[437]
- 26 أكتوبر
  - اعتدى مستوطنو مستوطنة آلون موريه بالحجارة على المزارعين في منطقتي عزموط ودير الحطب شرق نابلس، ما أجبرهم على ترك عملهم الزراعي. كما اعتدى على الحاج توفيق (66 عاماً) وأصيب بجروح متوسطة في ذات الاعتداء.[438]
  - رائد ساكت عبد الرحيم جرادات (22 عامًا) من سعير، طعن جنديًا إسرائيليًا يبلغ من العمر 19 عامًا عند مفترق بيت عينون شمال الخليل، أو بالقرب من كريات أربع، فأطلق عليه النار فأرداه قتيلًا. أصيب الجندي بجروح خطيرة.[439][440]
  - قبل الساعة الثالثة مساءً بقليل يوم الاثنين، وردت أنباء عن أن فلسطينيًا يُدعى سعد محمد يوسف الأطرش (19 عامًا) حاول طعن جندي إسرائيلي آخر في الخليل. وقد تم "تحييده" ولم يُصب أي شخص آخر بأذى.[440] ووفقًا لمنظمة العفو الدولية، فإن وفاة الأطرش كانت مثالًا "فظيعًا" على القتل بقصد القتل. وأفادوا أن الأطرش قد أُطلق عليه الرصاص أثناء محاولته إخراج بطاقة هويته من جيبه، كما طُلب منه. وقالت شاهدة عيان كانت تراقب الأحداث من شرفتها إنه لم يشكل أي تهديد عندما أُطلقت عليه النار عدة مرات، وتُرك ينزف بغزارة لمدة 40 دقيقة. كما ذكرت شاهدة العيان الفلسطينية أنه تم وضع سكين في يد الرجل المحتضر.[436] ورفضت إسرائيل تقرير منظمة العفو الدولية ووصفته بأنه "معيب بشكل أساسي".[437]
  - استشهد الشاب إياد روحي جرادات برصاصة في الرأس في بيت عينون أثناء مشاركته في مسيرة إلى منزل رائد جرادات، حيث اندلعت مواجهات مع قوات الاحتلال. وقال متحدث إسرائيلي إن المحرض الرئيسي أصيب برصاصة مطاطية في الرأس وسقط وأصيب في رأسه.[441]
- 27 أكتوبر
  - وفقًا لجمعية الهلال الأحمر، أصيب 143 فلسطينيًا في اشتباكات مع القوات الإسرائيلية في الضفة الغربية. ووفقًا لوزارة الصحة الفلسطينية، أصيب 22 فلسطينيًا بنيران حية، و50 آخرين برصاص معدني مغلف بالمطاط. وقالت وزارة الصحة الفلسطينية إن 20 أصيبوا في اشتباكات في الخليل، و7 آخرين في البيرة. اندلعت الاشتباكات في الخليل خلال مسيرة احتجاجية على رفض إسرائيل تسليم جثث 11 من سكان الخليل قُتلوا خلال الأسابيع الأخيرة.[442] وبحسب ما ورد أصيب طفل فلسطيني برصاصة إسفنجية في رأسه بجروح خطيرة في طولكرم.[443]
  - أصيب جندي إسرائيلي (19 عامًا) بطعنة في محطة للمسافرات غير الشرعيات في مستوطنة جوش عصيون. قُتل فلسطينيان، هما شادي نبيل عبد المعطي دويك (22 عامًا)، وشعبان أبو شخيدم (17 عامًا)، اللذان يبدو أنهما مسؤولان عن عملية الطعن، برصاص العريف (ت).[444][445]
  - استشهد الشاب همام سعيد (23 عامًا) برصاص قوات الاحتلال الإسرائيلي قرب منطقة تل رميدة في الخليل، بزعم محاولته طعن جنود.[446]
  - إسلام رفيق حماد إبيدو (23 عامًا) قُتل بالرصاص في منطقة تل رميدة بالخليل، بعد أن زعم جنود الاحتلال أنه هاجمهم بسكين. ويزعم شهود عيان فلسطينيون أنه تم غرس سكين بالقرب منه بعد ذلك، وأنه أُطلق عليه النار 11 مرة، وأن الجنود منعوا سيارات الإسعاف من الوصول إليه.[447][448]
  - أصيبت امرأة إسرائيلية بجروح طفيفة جراء طعنها بسكين من قبل فلسطيني في سوبر ماركت رامي ليفي بمستوطنة جوش عصيون.[447]
  - أصيب فلسطيني بجروح متوسطة برصاصة في ساقه خلال مواجهات قرب مخيم البريج للاجئين وعلى الحدود مع إسرائيل في قطاع غزة.[449]
- 29 أكتوبر
  - وذكرت مصادر فلسطينية أن تأخير سيارات الإسعاف على الحواجز والطرق الإسرائيلية ساهم في وفاة المواطن نديم شقيرات (52 عاماً)، الذي أصيب بنوبة قلبية في حي جبل المكبر بالقدس الشرقية.[450]
  - قُتل مهدي محمد رمضان المحتسب (22 عامًا) من الخليل بالرصاص بعد أن طعن جنديًا، ثم اعتدى على آخر، حسبما ورد. أصيب الجندي بجرح قطعي في وجهه.[451]
  - وبحسب مصادر إسرائيلية، حاول فلسطيني آخر، فاروق عبد القادر عمر سدر (19 عامًا)، طعن شخص في شارع الشهداء قرب مستوطنة بيت هداسا في الخليل، فأرداه جنود لواء جفعاتي قتيلًا. وأفاد أحد السكان المحليين بأنه أُطلق عليه النار أثناء نزوله الدرج. ويشكو السكان من أن جنود الاحتلال يهددون سكان الشارع الفلسطينيين بالقتل ما لم يُخلوا المكان.[451][452]
- 30 أكتوبر
  - توفي رمضان محمد فيصل ثوابتة (8 أشهر)، بحسب أطباء فلسطينيين، نتيجة استنشاقه الغاز المسيل للدموع في قرية بيت فجار خلال مواجهات بين الجيش الإسرائيلي والفلسطينيين،[453] إلا أن المتحدث باسم الجيش الإسرائيلي نفى هذا الادعاء.[454]
  - أفادت التقارير أن فلسطينيين اثنين حاولا طعن شرطي من حرس الحدود الإسرائيلي عند حاجز التبواح/زعترة، فأُطلق عليهما النار. قاسم محمود سباعنة (20 عامًا) من جنين، استشهد على الفور، بينما اعتُقل الآخر وهو في حالة حرجة.[455]
  - طعن أحمد حمادة قنيبي (23 عامًا) من كفر عقب إسرائيليًا، فأصابه بجروح متوسطة، قرب محطة القطار الخفيف "تلة الذخيرة" في الشيخ جراح، بالقدس الشرقية، قبل أن يُقتل بالرصاص. كما أصيب إسرائيلي آخر بنيران صديقة.[456][457]
  - أصيب 16 فلسطينيا بالرصاص الحي، و39 آخرين بجروح. 8 منهم أصيبوا بالرصاص الحي في حي البالوع شمال البيرة قرب رام الله، و8 آخرين في الخليل.[458]
  - دهست سيارة جيب عسكرية فلسطينيًا هاربًا من إلقاء الحجارة والزجاجات الحارقة في البيرة. واحتج متحدث باسم الجيش الإسرائيلي على اقتطاع تقرير الفيديو، وأن الشاب الذي صدمته السيارة كان يحمل قنبلة حارقة في يده.[459][460]
  - أصيب 17 فلسطينيا من قطاع غزة برصاص الاحتلال الإسرائيلي على المتظاهرين قرب السياج الحدودي.[461]
- 31 أكتوبر
  - استشهد الشاب محمود طلال محمود نزال (18 عاماً) من سكان قباطية، برصاص الاحتلال، بعد محاولته طعن حارس إسرائيلي على حاجز الجلمة العسكري، حسبما ورد.[462]
  - منع المستوطنون المزارعين في بورين من قطف الزيتون، وأفادت التقارير أنهم سرقوا أيضًا الزيتون والمعدات الزراعية في منطقة باب صنعاء في بورين.[463]
  - أصيب مواطنان فلسطينيان برصاص الاحتلال شرق مخيم البريج للاجئين في قطاع غزة، خلال مشاركتهما في التظاهرة قرب السياج الحدودي.[461]

### نوفمبر
- 1 نوفمبر
  - قُتل فلسطيني بالرصاص بعد محاولته طعن إسرائيليين في ما وصفته مصادر إسرائيلية بـ"أعمال شغب عنيفة" في بيت عينون.[464]
  - أصيب ثلاثة من حرس الحدود الإسرائيليين بجروح عندما صدمتهم سيارة فلسطينية قرب بيت عينون. أصيب اثنان منهم بجروح طفيفة، والثالث في حالة متوسطة. هرب السائق وسلم نفسه لاحقًا. وتقول مصادر إسرائيلية إن حادث الدهس كان متعمدًا.[465]
- 2 نوفمبر
  - قُتل أحمد عوض أبو الرب (16 عامًا) من قباطية بالرصاص على بُعد 150 ياردة شمال حاجز الجلمة، بعد أن اقترب منه جنود اعتبروا أنه وفلسطينيًا آخر يتصرفان بشكل مثير للريبة. وذكرت مصادر إسرائيلية أنه أخرج سكينًا، وأُطلق عليه الرصاص بعد أن تجاهل التحذيرات بإلقاء السلاح.[466]
  - اعتدى جنود الاحتلال على فلسطيني وألقي القبض عليه لرفضه الخضوع لتفتيش جسدي يتضمن التعري في القدس الشرقية.[467]
  - طعن عماد الطردة (19 عامًا) من مستوطنة كفار تبواح قرب الخليل ثلاثة إسرائيليين على الأقل قرب محطة حافلات في ريشون لتسيون. وكانت امرأة تبلغ من العمر ثمانين عامًا في حالة خطيرة.[468][469]
  - زياد رضا (22 عاما) من قرية بلعا شرقي طولكرم يطعن إسرائيليا يبلغ من العمر 70 عاما ويصيبه بجروح خطيرة في نتانيا.[468]
  - أصيب 8 فلسطينيين بالرصاص الحي في قرية قطنة، عندما اندلعت مواجهات مع قوات الاحتلال الإسرائيلي في أعقاب تشييع جثمان فلسطينيين اثنين قتلا بالرصاص في وقت سابق من الشهر الجاري.[470]
  - أصيب 21 طالبا فلسطينيا بالرصاص المطاطي والمعدني المغلف بالمطاط، خلال مظاهرة إحياء لذكرى الشهيد ضياء تلاحمة، في حرم جامعة القدس المفتوحة بأبو ديس.[471]
- 3 نوفمبر
  - أصيبت أمينة سر الاتحاد الديمقراطي الفلسطيني في طولكرم ميرفت أبو شنب برصاصة مطاطية في ساقها.[472]
  - مدينة بيتونيا، أطلقت قوات الاحتلال الإسرائيلي النار على فلسطينيين اثنين وأصابت أربعة آخرين بالرصاص الحي والمعدني المغلف بالمطاط.[472]
  - أطلقت قوات الاحتلال الإسرائيلي النار على شاب فلسطيني وأصابته بالرصاص الحي خلال مواجهات شرق مخيم البريج للاجئين على طول السياج الحدودي مع إسرائيل.[472]
  - أصيب الشاب أيمن أحمد حميدات برصاصة حية في كتفه، خلال مواجهات مع قوات الاحتلال في بلدة بيت أمر، اليوم الأحد.[473]
- 4 نوفمبر
  - صدم فلسطيني يبلغ من العمر 22 عامًا من طولكرم بسيارته شرطي حرس الحدود، بنيامين يعقوبوفيتش (19 عامًا)، مما أدى إلى إصابته بجروح خطيرة، كما أصيب إسرائيلي آخر بجروح. وقع الهجوم على الطريق رقم 60 قرب حلحول. قُتل السائق بالرصاص. توفي يعقوبوفيتش متأثرًا بجراحه في 8 نوفمبر/تشرين الثاني.[474][475][476]
  - وأفاد فلسطينيون بأن قرية قصرة تعرضت لاعتداء من قبل المستوطنين، وبعد صد الهجوم تدخلت قوات الاحتلال، وأصيب 14 فلسطينيا على الأقل بالرصاص المعدني المغلف بالمطاط.[477]
- 5 نوفمبر
  - قُتل مالك طلال الشريف (25 عامًا) برصاص "العريف ت"، بعد محاولته المزعومة طعن أشخاص في محطة حافلات مزدحمة في مستوطنة جوش عصيون. كما أطلق العريف ت، الذي أمضى شهرين في الخدمة، النار على اثنين آخرين من المشتبه بهم في وقت سابق من يوم 17 أكتوبر، وقد أُشيد به باعتباره "المدمر".[478][479]
- 6 نوفمبر
  - أصيب 4 فلسطينيين برصاص عيار 0.22 في أرجلهم، وأصيب آخر برصاصة مطاطية في الرأس، خلال مواجهات اندلعت في الخليل بعد الصلاة، وتضمنت إلقاء الحجارة، بعد أن حاصرت قوات الاحتلال مسجد وصايا الرسول.[480]
  - ثروت[481] الشعراوي (72) قُتلت بالرصاص بعد محاولتها دهس جنود إسرائيليين بسيارتها بالقرب من حلحول. قُتل زوجها فؤاد الشعراوي خلال الانتفاضة الأولى. أصيب شابان كانا واقفين في مكان قريب في محطة وقود بجروح متوسطة بشظايا من إطلاق النار. قال ابنها إن والدته كانت تقود سيارتها لتناول الغداء في منزل أختها في رأس الجورة ودخلت محطة الوقود للتزود بالوقود. تم تسريب مقطع فيديو GoPro التقطه جندي موجود في مكان الحادث إلى الصحافة، ووفقًا للفلسطينيين، يُظهر أن المرأة لم تكن تنوي إيذاء الجنود ولكنها أُعدمت بإجراءات موجزة. يبدو أن السيارة كانت تسير ببطء إلى حد ما في حارة على طريق مغلق أمام حركة المرور حيث كان الجنود يقفون. تراجع جنديان للخلف عندما مرت السيارة ثم أطلق الجنود النار. في وقت لاحق، تم العثور على سكين في حقيبة يد المرأة.[482][483][484]
  - أصيب مستوطن (40 عامًا) بجروح بالغة إثر طعنه في سوبر ماركت رامي ليفي في مستوطنة شاعر بنيامين الصناعية. ولاذ المهاجم بالفرار، وأعلن لاحقًا عن هويته على موقع إلكتروني باسم براء عيسى.[484][485]
  - استشهد الشاب سلامة موسى أبو جامع (23 عاماً) برصاص قوات الاحتلال الإسرائيلي قرب خان يونس في قطاع غزة.[481]
  - أصابت نيران قناص من حي فلسطيني في الخليل مراهقين يبلغان من العمر 16 و18 عامًا في الحرم الإبراهيمي، وكانا هناك كجزء من الأيام العشرة الخاصة في السنة التي يكون فيها الموقع بأكمله مفتوحًا للمصلين اليهود فقط. ينقسم الموقع عادةً إلى أقسام للمصلين المسلمين واليهود، كما أنه مفتوح للمصلين المسلمين فقط في عشرة أيام أخرى.[484] في أواخر فبراير 2016، أُلقي القبض على شقيقين فلسطينيين، ناصر فيصل محمد بدوي(23) وأكرم فيصل محمد بدوي(33) للاشتباه في وقوفهما وراء الهجمات. ويبدو أن دوافعهما كانت مرتبطة بمقتل ثروت الشعراوي (72) في وقت سابق من ذلك اليوم في حلحول (انظر أعلاه).[486]
  - أصيب جندي إسرائيلي بجروح خطيرة عند مفترق بيت عينون شمال الخليل. وأُلقي القبض على فتى يبلغ من العمر 16 عامًا من بني نعيم، وأُفيد بأنه اعترف.[484][487]
- 7 نوفمبر
  - أصيب فلسطيني برصاصة حية في ساقه شرق مخيم البريج للاجئين، عندما توجهت مجموعات من سكان غزة نحو الحدود وألقت الحجارة على قوات الاحتلال الإسرائيلي.[488]
- 8 نوفمبر
  - طعنت امرأة فلسطينية، تُدعى حلوة سليم درويش، من حوسان، حارس أمن إسرائيليًا في مستوطنة بيتار عيليت الإسرائيلية. أطلق النار عليها، ولا تزال المرأة في حالة حرجة، بينما أصيب الحارس بجروح طفيفة.[489][490]
  - صدم الفلسطيني سليمان عقل محمد شاهين (22 عامًا) من البيرة بسيارته مجموعة من الإسرائيليين، ما أدى إلى إصابة ثلاثة منهم، أحدهم في حالة حرجة. وقع الحادث قرب مفترق تابوح جنوب نابلس. قُتل المهاجم بالرصاص، بينما أصيب إسرائيلي رابع بنيران صديقة.[489][491]
  - تعرض إسرائيلي يبلغ من العمر 48 عاما للطعن أثناء توقفه للتسوق في النبي إلياس بالقرب من مستوطنة ألفي منشيه، وأصيب بجروح خطيرة، لكنه تمكن من الوصول إلى مفترق أريئيل حيث تم إخلاؤه.[474][489]
  - سقط صاروخ أطلق من قطاع غزة في أرض مفتوحة في منطقة المجلس الإقليمي شاعر هنيغف.[492]
- 9 نوفمبر
  - ردا على الهجوم الصاروخي، قصف سلاح الجو الإسرائيلي موقعا لحماس يقع بين رفح وخان يونس.[492]
  - اقتربت امرأة فلسطينية، تُدعى رشا محمد عويصي (24 عامًا)، من سيارة عند حاجز إلياهو العسكري شمال مستوطنة ألفي منشيه الساعة السابعة صباحًا. طُلب منها التوقف، متجاهلةً طلقات التحذير، ثم أُطلق عليها النار فأردتها قتيلة عندما سحبت سكينًا من حقيبتها. وُجدت في حقيبتها رسالة اعتذار لعائلتها تقول: "أفعل هذا بعقلٍ صافٍ. لا أستطيع تحمّل ما أراه، ولا أستطيع تحمّل المزيد".[493]
  - وأفاد مسؤولون فلسطينيون بأن مستوطنا من مستوطنة معاليه ليفونا ترجل من سيارته وأطلق النار من مدفع رشاش على قاطفي الزيتون الفلسطينيين بالقرب من قرية اللبن الشرقية جنوب نابلس.[494]
  - أصيب 5 طلاب من جامعة فلسطين التقنية بطولكرم بالرصاص الحي، و13 آخرين بالرصاص المعدني المغلف بالمطاط، خلال مواجهات مع قوات الاحتلال الإسرائيلي، بعد اقتحامها مكتبة الجامعة وكلية الهندسة. كما أصيب 50 آخرون بالاختناق بالغاز المسيل للدموع.[495]
- 10 نوفمبر
  - أصيب ضابط أمن إسرائيلي بجروح متوسطة عندما طعنه اثنان من أبناء عمومته الفلسطينيين المراهقين، معاوية علقم (14 عامًا) وعلي علقم (12 عامًا) (يشار إليهما أيضًا باسم أحمد علي (14 عامًا) وعلي إيهاب حسب علي (12)[496]) من مخيم شعفاط للاجئين. وقع الحادث على متن قطار القدس الخفيف في بسغات زئيف. أطلقت الشرطة النار على الطفل البالغ من العمر 11 عامًا، والذي لا يزال في حالة حرجة، وقام الركاب باعتقال المواطن البالغ من العمر 14 عامًا. يقول سكان القدس الشرقية إن أفعالهم كانت مستوحاة من مشاهدة مقطع فيديو مسرب لأحمد مناصرة وهو يبكي، وهو طفل يبلغ من العمر 13 عامًا يشتبه في قيامه بهجوم طعن مماثل على صبي يهودي وإسرائيلي آخر، وخضع لاستجواب عدواني من قبل الشرطة الإسرائيلية.[333][497][498][499]
  - حاول الفلسطيني محمد نمر (37 عامًا) من العيسوية طعن إسرائيليين اثنين عند باب العامود، لكن شرطيًا أطلق عليه النار ست مرات، ما أدى إلى استشهاد المهاجم.[498][499]
  - صادق زياد غربية (16 عامًا) من بلدة صانور، زُعم أنه حاول طعن حارس إسرائيلي عند حاجز الكونتينر قرب أبو ديس. قُتل بالرصاص عندما اقترب من الحارس، حسبما ورد، حاملاً سكينًا. ظن والداه أنه في مدرسة بجنين. أفاد سائق سيارة الأجرة المشتركة التي كان يستقلها صادق لوكالة معا أن المراهق أسقط هاتفه عند الحاجز، ونزل منه وأشار بيده ليشير إلى ما حدث، ثم اقتيد إلى الجانب الآخر من الحاجز، وأُطلق عليه النار. والده قيادي في حركة حماس من جنين، وقد نفي لفترة وجيزة إلى لبنان عام 1992.[497][500]
  - تم إطلاق النار على فلسطيني بعد أن دخل إلى مستوطنة تقوع الإسرائيلية و"انقض على الناس بسكين".[497][499]
- 11 نوفمبر
  - أصيب 11 فلسطينيا بنيران الاحتلال الإسرائيلي الحية خلال عملية تفتيش واعتقال، قوبلت برشق بالحجارة في مخيم قلنديا للاجئين.[501]
- 12 نوفمبر
  - في غارة على مستشفى الأهلي بالخليل الساعة الثالثة فجرًا، أطلقت وحدة إسرائيلية متخفية تضم ما بين 20 و30 جنديًا، بعضهم يرتدي زيًا نسائيًا، النار على عبد الله عزام شلالدة (28 عامًا) من قرية سعير، فأردته قتيلًا. كانت القوات الإسرائيلية منخرطة في عملية اعتقال، بهدف اعتقال ابن عمه عزام عزت شلالدة (20 عامًا)، للاشتباه بتورطه في طعن مستوطن إسرائيلي في جوش عصيون في 25 أكتوبر. ووفقًا لتقارير فلسطينية، أُطلقت النار على عبد الله، الذي كان يزور أقارب ابن عمه، عدة مرات أثناء خروجه من الحمام، حيث اغتسل استعدادًا لصلاة الفجر. وتقول مصادر إسرائيلية إنه هاجم الجنود. وتقول الأسرة إنه قاومهم عندما حاولوا اعتقال ابن عمه. وقال مدير المستشفى، جهاد شاور، إن الجنود احتجزوا الموظفين تحت تهديد السلاح، وأطلقوا النار على عبد الله أثناء خروجه من المرحاض، مرة في الرأس ومرة في الصدر وثلاث مرات في الجسم.[428][429] في حالات الصراع، تُعتبر المستشفيات عادةً مواقع محمية، حتى بالنسبة للمقاتلين الأعداء، وقد ذكرت منظمة أطباء لحقوق الإنسان في إسرائيل أن إسرائيل تنتهك الاتفاقية بشكل متكرر.[502] وقد عرّفت منظمة العفو الدولية الحادث بأنه إعدام خارج نطاق القضاء.[503]
- 13 نوفمبر
  - عيسى الشلالدة (22 عامًا)، أُصيب برصاصة في الثاني عشر من الشهر الجاري خلال مواجهات عند مفترق بيت عينون في سعير. وهو ابن عم عبد الله الشلالدة، الذي قُتل بالرصاص في نفس المستشفى الذي توفي فيه عيسى. وقعت الحادثة عقب جنازة ابن عمه.[504]
  - أصيب 11 فلسطينيا برصاص الاحتلال الإسرائيلي في البيرة، و3 آخرين في الخليل، واثنين في قلقيلية، فيما أصيب 14 آخرون بالرصاص المعدني المغلف بالمطاط.[505]
  - أطلق فلسطينيون النار على سيارة إسعاف إسرائيلية كانت تقل سبعة أشخاص، ما أسفر عن مقتل مستوطنين اثنين من كريات أربع، أحدهما شاب يبلغ من العمر 18 عامًا والآخر رجل يبلغ من العمر 40 عامًا، بالقرب من مستوطنة عتنئيل غرب يطا. أصيب شاب بجرح طفيف في قدمه، كما أصيبت امرأة بجروح طفيفة.[506][507][508] اتهم نتنياهو جمعية الهلال الأحمر الفلسطيني بالتصرف بما يتنافى مع "الأعراف الإنسانية والحضارية" بعد أن امتنعت سيارة إسعاف فلسطينية، كانت أول من وصل إلى موقع الهجوم، عن تقديم المساعدة للضحايا. واشتكى دفير ليتمان، البالغ من العمر 16 عامًا، والذي أصيب بجروح طفيفة على يد المسلحين الفلسطينيين، من تصرفات سيارة الإسعاف بعد اتصاله بالطوارئ.[509]
  - حسن جهاد البو (23 عاماً) أصيب برصاصة في القلب خلال مواجهات مع قوات الاحتلال في حلحول.[510]
  - استشهد الشاب لافي يوسف عواد (22 عاماً) بعد إصابته بجروح خطيرة، إثر إطلاق قوات الاحتلال النار عليه خلال مواجهات في قرية بدرس.[511]
- 14 نوفمبر
  - هدمت إسرائيل 4 منازل، 3 منها في نابلس وواحدة في سلواد، لفلسطينيين يُزعم تورطهم في قتل إسرائيليين.[512]
- 15 نوفمبر
  - أجبرت قوات الاحتلال الإسرائيلي حماد عبد الحميد صليبي وعائلته على ترك قطف الزيتون في بساتين عائلتهم خارج بيت أمر. وأفادت التقارير أن الجنود تدخلوا بعد أن أمر حراس مستوطنة بات عاين العائلة بالمغادرة.[513]
  - دُهس الطفل الفلسطيني عادل خضر شاهين (2) من بير نبالا بسيارة جيب عسكرية إسرائيلية. وصرح متحدث باسم الجيش الإسرائيلي بأن الحادث بسيط وغير مقصود.[514]
  - أصيب 6 فلسطينيين بالرصاص خلال مواجهات مع قوات الاحتلال في منطقة البالوع بالبيرة. 2 منهم أصيبوا بالرصاص الحي، و4 آخرين بالرصاص المعدني المغلف بالمطاط.[515]
- 16 نوفمبر
  - قُتل ليث شوعاني (مناصرة) (20 عامًا) وأحمد أبو العيش (28 عامًا) بالرصاص في مخيم قلنديا للاجئين. وأصيب فلسطيني ثالث، يوسف أبو لطيفة (17 عامًا)، بجروح خطيرة. أصيب شوعاني برصاص قناص أثناء وجوده على سطح منزل مع عمه الذي يُصر على أنه لم يكن مسلحًا. توفي بعد نصف ساعة من التأخير عند حاجز تفتيش قبل وصول سيارة إسعاف فلسطينية. وقعت الحادثتان عندما داهمت القوات الإسرائيلية المخيم لهدم منزل محمد أبو شاهين، الذي يُزعم تورطه في مقتل داني غونين في دوليف في 19 يونيو. ووفقًا لمصادر إسرائيلية، قُتل الرجلان عندما أطلق فلسطينيون النار على الجنود. أدى الانفجار الذي دمر منزل شاهين إلى إتلاف 9 شقق أخرى مجاورة.[516][517]
  - أصيب صيادان فلسطينيان من غزة بنيران الاحتلال الإسرائيلي قبالة بيت لاهيا. وأفادت مصادر إسرائيلية أنهما خرجا عن نطاق الصيد المسموح به في غزة.
  - [518]
  - هدمت قوات الاحتلال الإسرائيلي ثلاثة منازل من الصفيح تعود للمواطن محمد عبد الفتاح الشلادة، وتؤوي 15 مواطنًا، بالإضافة إلى حظيرة أغنام، في خربة جورة الخيل والقنوب شرق سعير، وذلك دون الحصول على تراخيص بناء إسرائيلية.[519]
  - أُصيب ثمانية فلسطينيين بالرصاص الحي في محافظة رام الله، خلال مواجهات تخللها تبادل لإطلاق النار من الجانبين. وقعت هذه الحوادث أثناء تشييع جثماني الشهيدين اللذين قُتلا في وقت سابق من اليوم.[520]
- 17 نوفمبر
  - أصيب مواطن من قطاع غزة برصاص الاحتلال الإسرائيلي، صوب مخيم البريج للاجئين.[521]
- 18 نوفمبر
  - بعد سقوط صاروخ من غزة قرب الحدود، قصف سلاح الجو الإسرائيلي موقعين لحماس غرب مدينة غزة. ولحقت أضرار جانبية بالمنازل المجاورة.[522]
- 19 نوفمبر
  - وفي مداهمة لمخيم الدهيشة للاجئين لاعتقال محمد نضال أبو عكر (22 عاماً)، والتي تضمنت، بحسب التقارير، نهب 20 منزلاً، أصيب شابان فلسطينيان بنيران الاحتلال عندما اندلعت المواجهات.[523]
  - أصيب شاب فلسطيني مجهول الهوية برصاص الاحتلال الإسرائيلي في البطن والحوض خلال مواجهات في أبو ديس.[524]
  - أصيب جنديان إسرائيليان باختناق جراء استنشاق الغاز المسيل للدموع عندما ألقى فلسطيني قنبلة غاز مسيل للدموع على حاجز أبو الريش العسكري، كما أصيب جندي آخر بشظايا عبوة ناسفة أُلقيت على الحاجز نفسه. ردًا على ذلك، أُغرقت المنطقة المحيطة بمدرسة طارق بن زيد بالغاز المسيل للدموع والروائح الكريهة، ومنع الطلاب من الوصول إلى المدرسة.[525]
  - قُتل إسرائيليان وأصيب اثنان آخران برصاص فلسطيني من دورا يحمل سكينا أثناء خروجهم من صلاة في الكنيس داخل مبنى بانوراما في شارع بن تسافي في تل أبيب.[526][527]
  - قُتل ثلاثة مدنيين، أمريكي وإسرائيلي وفلسطيني، في إطلاق نار من سيارة مسرعة على نقطة تفتيش قرب مستوطنة جوش عصيون. وأفادت التقارير بإصابة ما بين 5 و10 إسرائيليين، اثنان منهم في حالة خطيرة. وأُلقي القبض على اثنين من المشتبه بهم.[527][528] وأدانت منظمة العفو الدولية الهجمات الفلسطينية ضد المدنيين الإسرائيليين على جانبي الخط الأخضر.[529]
- 20 نوفمبر
  - أصابت قوات الاحتلال الإسرائيلي ما يقارب 156 فلسطينيًا، 69 منهم بالرصاص الحي و54 بالرصاص المعدني المغلف بالمطاط خلال المواجهات. أُصيب 33 فلسطينيًا في غزة، اثنان منهم في حالة حرجة، بالرصاص الحي قرب الشجاعية ومخيم البريج للاجئين. وأفاد فلسطينيون أنه خلال المواجهات التي وقعت في منطقة رأس الجورة شمال الخليل، استخدمت القوات الإسرائيلية ثلاث مركبات فلسطينية، وعلى متنها ركاب، كغطاء، حيث رُشقت بالحجارة، ولم يُسمح للركاب بالمغادرة إلا بعد ساعات.[530]
  - محمد شاكر الطردة (18 عامًا)، فلسطيني من الخليل يعمل في إسرائيل بشكل غير قانوني، طعن أربعة إسرائيليين وأصابهم بجروح في شارع الملك داوود بمدينة كريات جات الإسرائيلية. أُلقي القبض على الرجل بعد ساعات. وتعرض بدوي كان متواجدًا في مكان قريب لضرب مبرح من مجموعة إسرائيليين كانوا في محيط موقع الهجوم، ما استدعى نقله إلى المستشفى.[531][532]
  - أصيب شابان فلسطينيان، هما أيهم ديرية ويونس منير بني فاضل، برصاص الاحتلال قرب قرية عقربا، بزعم قيامهما بإلقاء الحجارة على الحاجز العسكري الذي يغلق القرية.[533]
  - حمادة عبد العزيز عطواني (27 عامًا)، من الجفتلك، ويعمل في إسرائيل، أُصيب برصاصة أثناء عودته مسرعًا من إسرائيل، حيث كان يعمل، عبر منطقة التماس عند حاجز أورانيت الإسرائيلي في محافظة قلقيلية. وكان قد أُبلغ من عائلته بوفاة والده في أحد مستشفيات نابلس، فغادر إسرائيل مسرعًا للوصول إلى المستشفى في الضفة الغربية.[534]
  - داهمت قوات الاحتلال الإسرائيلي 150 منزلاً في عمليات تفتيش واعتقال في قرى بيت عوا، وصوريف، والكسارة، والشيوخ، وإذنا، وبني نعيم، والطبقة، وبيت أمر، ومخيم العروب للاجئين في محافظة الخليل. ووردت أنباء عن مصادرة ممتلكات خلال المداهمات، بما في ذلك 800 غرام من الذهب من منزل عائلة محمود ياسين السويطي في بيت عوا.[535]
- 22 نوفمبر
  - دُهست الفتاة الفلسطينية أشرقت طه أحمد قطناني (16 عامًا) من نابلس بسيارة يقودها غرشون مسيكا، الرئيس السابق لمجلس السامرة الإقليمي، ثم ترجل منها وأطلق النار عليها وأرداها قتيلة. وأوضح مسيكا أنها كانت تنوي تنفيذ هجوم على حاجز حوارة.[531][536]
  - اصطدمت سيارة سائق التاكسي الفلسطيني شادي حسيب (32 عامًا) من البيرة بسيارة أخرى. ويُزعم أنه خرج منها حاملًا سكينًا، قرب مستوطنة كفار أدوميم الإسرائيلية. أطلق عليه مستوطن النار وأرداه قتيلًا، بينما أصيب إسرائيلي بخدش في يده.[537]
  - طعن عيسى ثوابتة (34 عامًا) من بيت فجار حتى الموت امرأة إسرائيلية، هدار بوخريس (21 عامًا)، بالقرب من مستوطنة جوش عصيون. ردًا على ذلك، منعت إسرائيل حوالي 2000 فلسطيني يعملون في المستوطنات من الوصول إلى أماكن عملهم فيها.[538]
- 23 نوفمبر
  - سقط صاروخ أطلق من قطاع غزة في منطقة مفتوحة في المجلس الإقليمي إشكول.[539]
  - صدمت سيارة مستوطنًا إسرائيليًا قرب مستوطنة شافي شمرون قرب نابلس، ما أدى إلى إصابته بجروح طفيفة. ولم يُعرف ما إذا كان الحادث متعمدًا أم عرضيًا.[540]
  - تم إطلاق النار على فتاتين فلسطينيتين، هديل وجيه عواد (14 عامًا) من مخيم قلنديا للاجئين وابنة عمها نورهان عواد (16 عامًا) من قرية كفر عقب، وكانت الصغرى قاتلة، بعد هجوم طعن باستخدام مقص في سوق محانيه يهودا في شارع يافا في وسط القدس. تبين لاحقًا أن التقارير الإعلامية الأولية التي تفيد بأن إسرائيليين قد طُعنوا تشير إلى الفلسطيني يوسف الحروب البالغ من العمر 70 عامًا من بيت لحم، والذي طُعن طعنة خفيفة في الرقبة، وحارس إسرائيلي (27 عامًا) أصيب برصاصة في يده، ربما بسبب ارتداد من نيران صديقة. أوقف صائغ المجوهرات القريب، ديفيد آشور، هجومًا على إسرائيلي عابر بضرب إحدى الفتاتين بكرسي وإطلاق النار على الأخرى. في الفيديو، وفقًا لأوري أفنيري، أطلق جندي النار على الفتاة التي كانت تلوح بالسكين ثم ركض إليها وقتلها بينما كانت ملقاة بلا حول ولا قوة على الأرض.[بحاجة لمصدر] وكان شقيق الفتاة المقتولة محمود عواد قد توفي عام 2013، بعد أشهر من إصابته برصاص قوات الاحتلال في اشتباك داخل المخيم، وقررت تنفيذ العملية انتقاماً له.[541][542][543]
  - طعن أحمد جمال طه (16 عامًا) من قطنة جنديًا إسرائيليًا، زيف مزراحي (20 عامًا)، حتى الموت في محطة وقود على الطريق 443 غرب رام الله، وأصاب آخر. استشهد بدوره برصاص قوات الاحتلال.[541][544]
- 24 نوفمبر
  - وأفادت التقارير بأن أكثر من 30 مستوطناً من مستوطنة يتسهار أضرموا النار في أشجار زيتون، واعتدوا على المواطنين الفلسطينيين الذين كانوا يقطفون ثمار الزيتون في منطقة الميادين بقرية بورين.[545]
  - في عملية توغل عسكرية في قطاع غزة، والتي توغلت حتى عمق 300 متر، أنشأت الجرافات الإسرائيلية أكوامًا من التراب، مما أدى، حسبما ورد، إلى حرمان المزارعين من الوصول إلى أراضيهم الزراعية.[546]
  - أطلق مسلحون فلسطينيون النار على سيارة مستوطن قرب مستوطنة عوفرا، وظهرت آثار طلقات نارية على السيارة.[547]
  - أصيب مستوطن إسرائيلي (26 عاما) بجروح جراء رشق سيارته بالحجارة، قرب مستوطنة عطاروت على شارع 433 غرب رام الله.[548]
- 25 نوفمبر
  - أطلق قناص فلسطيني النار على سيارة مستوطن إسرائيلي قرب الحرم الإبراهيمي في الحرم الإبراهيمي بمدينة الخليل، ما أدى إلى تضررها.[549]
  - استشهد إبراهيم عبد الحليم داود (16 عامًا). كان قد أصيب برصاصة في القلب قبل أسبوعين برصاصة أطلقتها قوات الاحتلال الإسرائيلي خلال مواجهات قرب رام الله.[550]
  - محمد اسماعيل الشوبكي (19 عاما) من مخيم الفوار، طالب في كلية فلسطين التقنية، أصيب برصاص الاحتلال وأصيب بجروح خطيرة بعد طعنه جنديا إسرائيليا يبلغ من العمر 20 عاما على مفترق الفوار جنوب الخليل.[551]
  - صادرت قوات الاحتلال الإسرائيلي، 8 حافلات تابعة لشركة التميمي للنقل في نابلس، بحجة أن هذه الحافلات كانت تنقل المتظاهرين إلى المظاهرات.[552]
- 26 نوفمبر
  - أصيب مواطن برصاصة في البطن وآخر بجراح، وعشرات المواطنين بحالات اختناق بالغاز المسيل للدموع، خلال تصدي أهالي الفوار للقوة العسكرية الإسرائيلية التي دخلت البلدة لتفقد منزل المواطن محمد إسماعيل الشوبكي.[553]
  - أفادت التقارير أن فلسطينيًا ترجّل من سيارة أجرة وحاول طعن جندي إسرائيلي على حاجز زعترة (تفوح) العسكري جنوب نابلس. أُطلقت عليه النار عدة مرات، وتوفي متأثرًا بجراحه.[554]
  - استشهد يحيى يسري طه (21 عامًا) متأثرًا بطلق ناري إسرائيلي في الرأس خلال مواجهات اندلعت عندما نفذت القوات الإسرائيلية مداهمة تفتيش واعتقال في قطنة. ووفقًا لتقارير فلسطينية، منع جنود الاحتلال الإسرائيلي وصول الإسعافات الأولية إليه لمدة ساعة ونصف تقريبًا.[555]
  - سامر سيريسي (51 عامًا) ترجل من سيارته، وهاجم شرطيًا من حرس الحدود عند مفترق طرق شمال الضفة الغربية، وهو يحمل سكينًا. قُتل بالرصاص، ولم يُصب أي جندي بأذى.[556]
  - خالد محمود الجوابرة (27 عاماً) أصيب برصاصتين في البطن خلال مواجهات مع أهالي مخيم العروب، واستشهد لاحقاً متأثراً بجراحه.[557]
- 27 نوفمبر
  - طعن فلسطيني إسرائيلي يبلغ من العمر 16 عامًا من أبو سنان جنديًا من حرس الحدود، وهو مسيحي عربي إسرائيلي من فسوطة، عدة مرات في محطة حافلات نهاريا. ضربه الضابط على رأسه بمسدسه، ولاذ الشاب بالفرار. أصيب الحارس بجروح متوسطة. وُصفت الحادثة في البداية بدوافع قومية، ثم وُصفت لاحقًا بأنها جنائية، حيث كان الشاب يعاني من اضطراب نفسي لوفاة صديق له قبل أكثر من شهر.[558][559]
  - فادي حسيب (30 عامًا) من البيرة، يقود سيارة استأجرها في اليوم السابق، عند محطة حافلات قرب مستوطنة معاليه أدوميم، فاصطدم بالحاجز الواقي، وأصاب جنديين بجروح طفيفة. قُتل منفذ الهجوم.[556]
  - حوالي الساعة 12:30 ظهرًا، صدم عمر الزعاقيق (19 عامًا) من بيت أمر بسيارته خمسة جنود من جيش الاحتلال الإسرائيلي عند مدخل مخيم بيت أمر للاجئين قرب كريات أربع. أصيب الضابط بجروح طفيفة، بينما أصيب الجنود الأربعة الآخرون بجروح متوسطة.[556]
- 28 نوفمبر
  - أصيب ثلاثة فلسطينيين بالرصاص، وهم ماجد جمعة (46 عاماً) في ظهره، ومحمد شتيوي (26 عاماً) في فخذه، وأيمن رفيق (40 عاماً) في ساقه، خلال مواجهات عندما تدخلت شرطة حرس الحدود الإسرائيلية بالرصاص الحي لتفريق احتجاج في كفر قدوم.[560]
  - أصيب فلسطينيان برصاص الاحتلال الحي خلال مواجهات على حاجز حوارة جنوب نابلس.[560]
- 29 نوفمبر
  - طعن باسم عبد الرحمن مصطفى صلاح (38 عامًا) من نابلس شرطيًا من حرس الحدود في رقبته قرب شارع هاجاي في القدس. أصيب الشرطي (20 عامًا) بجروح متوسطة. قُتل صلاح بالرصاص بعد إصابته بإحدى عشرة رصاصة.[561][562]
  - أصيبت عاملة نيبالية أجنبية في إسرائيل، هيسوراي تابلايا (31 عاما)، بجروح في محطة للحافلات في شارع شامغار في القدس عندما طعنها فلسطيني يبلغ من العمر 17 عاما بسكين في ظهرها.[561][563]
  - أطلقت قوات الاحتلال النار على خمسة شبان فلسطينيين، ورجل مسن، بالرصاص الحي في منطقة البالوع بمدينة البيرة. وأفادت التقارير أن رجلاً سادساً، كان يقود سيارته ولم يكن مشاركاً في المواجهات، أصيب برصاصة مطاطية في عينه.[564]
  - أصيب 8 طلاب فلسطينيين، بالرصاص الحي، أحدهم في البطن و7 في الساقين، خلال مواجهات مع قوات الاحتلال الإسرائيلي، في حرم جامعة خضوري بمدينة طولكرم.[564]
  - استشهد الشاب أيمن سميح العباسي (17 عامًا) متأثرًا بإصابته برصاصة في الصدر بمنطقة رأس العامود بسلوان. وأفادت الشرطة الإسرائيلية بإلقاء 10 زجاجات حارقة على دوريات الشرطة في المنطقة.[565]

### ديسمبر
- 1 ديسمبر
  - استشهدت شابة فلسطينية، مرام رامز حسونة (19 عامًا)، من رفيديا في نابلس، برصاص ضابط إسرائيلي عند حاجز تفتيش قرب مستوطنة عيناف. قال الضابط إنها شكلت خطرًا مباشرًا عليه، وحاولت طعنه. وكانت قد حاولت طعنه مرة أخرى عند الحاجز نفسه قبل عامين.[566]
  - استشهد الفتى الفلسطيني مأمون الخطيب (16 عاماً) من قرية الدوحة برصاص شرطة الاحتلال الإسرائيلي، بزعم محاولته طعن أحد المارة في تجمع جوش عصيون الاستيطاني.[567]
  - أطلقت قوات الاحتلال الإسرائيلي النار على ثلاثة فلسطينيين في منطقة تل رميدة بالخليل. أصيب أحدهم بعيارين ناريين في البطن. وصرح متحدث باسم الاحتلال بأنه تم إلقاء زجاجات حارقة في المنطقة.[568]
  - أصيب عدد من المرضى بحالات اختناق، جراء إطلاق قوات الاحتلال الإسرائيلي قنابل الغاز المسيل للدموع داخل قسمي الأطفال والعناية المركزة في مستشفى المقاصد في القدس الشرقية، أثناء مطاردة شاب يشتبه بإلقائه زجاجة حارقة.[569]
- 2 ديسمبر
  - أصيب 13 فلسطينيا في مخيم شعفاط للاجئين برصاص مطاطي في مواجهات اندلعت مع قوات الاحتلال التي دخلت المخيم لهدم منزل إبراهيم العكاري، منفذ هجوم قاتل في القدس عام 2014. كما أصيب 30 شخصا آخرين بحالات اختناق شديدة جراء استنشاق الغاز المسيل للدموع.[570]
  - أصيب مسن فلسطيني برصاصة في الرقبة، في مخيم البريج للاجئين، برصاص الاحتلال الحي من الحدود، ووصفت حالته بالحرجة.[571]
- 3 ديسمبر
  - مازن حسن عريبة من أبو ديس، ضابط يعمل في جهاز المخابرات العامة للسلطة الفلسطينية، قُتل برصاص الشرطة الإسرائيلية بعد خروجه من سيارته أو مروره بها وإطلاق النار على جنود إسرائيليين عند حاجز حزما العسكري. أصيب جندي في يده، وورد أن مدنيًا إسرائيليًا قريبًا أصيب بجروح متوسطة.[572][573] ذكرت التقارير اللاحقة أن المدني كان أحد المارة الفلسطينيين، خالد يعقوب أبو جبنة (47 عامًا) من الشيخ جراح الذي أصيب برصاصة في ظهره بنيران إسرائيلية حية وظل في حالة حرجة.[574] سُجن والد عريبة لمدة 5 سنوات بتهمة الطعن في القدس عام 1992، وقُتل ابن أخيه عندما طعن شخصًا في شارع يافا عام 2002.[575]
  - قُتل فلسطيني يبلغ من العمر 21 عامًا من قرية العبيدية بالرصاص بعد طعنه شرطيًا إسرائيليًا كان يجلس في سيارة في شارع هانيفيئيم قرب باب العامود في القدس. قدّم مسعف فلسطيني من عيادة في المنطقة الإسعافات الأولية حتى وصول الخدمات الإسرائيلية. وقيل إن إصابات الشرطي، وهي طعنة في اليد ورصاصة في الساق، متوسطة. وأفادت القناة الثانية الإخبارية أن الرصاصة في الساق نجمت عن نيران صديقة أطلقتها الشرطة على المهاجم الفلسطيني.[576][577]
- 4 ديسمبر
  - أطلقت قوات الاحتلال الإسرائيلي الرصاص الإسفنجي على أربعة فلسطينيين أثناء تفريق مسيرة الاحتجاج الأسبوعية في قرية بلعين بالضفة الغربية. أصيب أحدهم برصاصة في الرأس، ما استدعى نقله إلى المستشفى.[578]
  - أصيب ثلاثة فلسطينيين بنيران الاحتلال الإسرائيلي الحية خلال مواجهات خارج مركز اعتقال عوفر بالضفة الغربية، كما أصيب ستة آخرون برصاص معدني مغلف بالمطاط.[578]
  - تعرضت مركبات عسكرية إسرائيلية لإطلاق نار أثناء قيامها بدورية على حدود غزة.[579]
  - أغلقت قوات الاحتلال الإسرائيلي المدخل الشرقي لقرية عابود المسلمة المسيحية، بعد استشهاد الشاب عبد الرحمن البرغوثي، الذي زعمت أنه حاول طعن جندي.[580]
- 5 ديسمبر
  - تعرضت مركبات عسكرية إسرائيلية لإطلاق نار أثناء قيامها بدورية على حدود غزة.[579]
  - أصيب الطفل عقل رمزي (16 عاماً) برصاصة حية في الفخذ خلال مواجهات مع قوات الاحتلال في قرية كفر قدوم.[581]
  - قُتل فلسطيني يبلغ من العمر 21 عامًا من بيت حنينا بالرصاص بعد أن دهس إسرائيليًا وأصاب جنديًا بسكين في حي روميما بالقدس الغربية. أصيب الإسرائيليان بجروح طفيفة جدًا، ويُحتمل أن أحدهما أصيب بسيارة أثناء فراره من مكان الحادث.[582]
  - احتاج عشرات الأطفال في عدة مدارس في الخليل إلى علاج طبي بعد أن أطلقت قوات الاحتلال الغاز المسيل للدموع على عدة مدارس في المنطقة. وورد أن محمد عبد الحفيظ مرار (14 عامًا) تعرض للضرب ثم الاعتقال.[583]
- 6 ديسمبر
  - محمد حمادنة العمور (18 عاماً) من بيت فوريك أصيب برصاصة في ظهره برصاص قوات الاحتلال التي دخلت القرية بحثاً عن راشقي الحجارة.[584]
  - أطلقت قوات الاحتلال النار على طفل في قرية سلواد، ما أدى إلى نقله إلى المستشفى مصابًا بجرح في البطن، وحالته حرجة.[585]
  - أصيب مواطن برصاصة في البطن خلال مواجهات مع قوات الاحتلال على الحدود شرق مخيم البريج في قطاع غزة.[585]
  - أصيب 3 فلسطينيين بالرصاص الحي خلال مواجهات مع قوات الاحتلال الإسرائيلي في مناطق أخرى بالضفة الغربية.[585]
- 7 ديسمبر
  - وتعرضت منطقة تدريب عسكرية في تونس بحي الزيتون في مدينة غزة لقصف صاروخي إسرائيلي، ردا على حوادث إطلاق نار على مركبات إسرائيلية يومي 4 و5 ديسمبر/كانون الأول.[579]
  - قام إيهاب فتحي مسوادي (إيهاب زكريا مسوادي) (21) بطعن المستوطن الإسرائيلي جينادي كوفمان (41 عامًا) من كريات أربع، بالقرب من الحرم الإبراهيمي في البلدة القديمة بالخليل وإصابته بجروح خطيرة. أطلق جنود الاحتلال النار عليه وأردوه قتيلاً.[586] توفي كوفمان لاحقًا متأثرًا بجراحه في 30 ديسمبر.[587]
  - اتهمت إدارة شؤون الأسرى التابعة للسلطة الفلسطينية إسرائيل بتعذيب وسيم معروف، المشتبه به في عملية طعن، أثناء احتجازه في السجن. وُجد لدى الرجل، الذي ورد أنه يعاني من الصرع واضطراب نفسي وغرغرينا في الجانب الأيمن من جسده، أثناء التفتيش، 28 حروق سجائر في يديه وصدره وظهره.[588]
- 8 ديسمبر
  - أصيب طفل فلسطيني يبلغ من العمر 10 أعوام برصاص الاحتلال في البطن، ووصفت حالته بالخطيرة، خلال مواجهات في مخيم الجلزون للاجئين.[589]
  - استشهد الشاب مالك أكرم شاهين (19 عاماً) برصاصة في جبهته برصاص قوات الاحتلال الإسرائيلي خلال مداهمة فجر اليوم لمخيم الدهيشة للاجئين.[590] أفادت مصادر طبية أن الرصاصة المستخدمة كانت من نوع "دمدم" المحظور بموجب القانون الدولي. وقال متحدث باسم الجيش الإسرائيلي إن القوات أطلقت النار عندما أُلقيت عليها قنابل أنبوبية وزجاجات مولوتوف.[591]
  - أطلقت قوات الاحتلال النار على شاب في ساقه، وآخر في فخذه، عقب جنازة مالك أكرم شاهين، ما أدى إلى اندلاع مواجهات. وأصيب مسعف فلسطيني كان يعمل في موقع الحادث بجرح في رأسه إثر إصابته بقنبلة غاز مسيل للدموع. كما أصيب آخرون برصاص معدني مغلف بالمطاط.[592]
  - احتلت القوات الإسرائيلية 8.4 فدانًا من الأراضي المملوكة للمواطن منير إسماعيل، ودمرت دفيئته الكبيرة واقتلعت 200 شجرة زيتون في عزبة شوفة بالقرب من طولكرم. وقدّر المالك الأضرار بمبلغ 25،794 دولارًا. وكان السبب المذكور هو أن الأرض لم تُزرع منذ أكثر من 15 عامًا.[593]
- ديسمبر 9
  - في مداهمة ليلية لاعتقال إياد مسلماني، القيادي في الجبهة الديمقراطية لتحرير فلسطين، وقع تبادل لإطلاق النار في طوباس، وأصابت قوات الاحتلال أحمد هريش (22 عامًا)، ومحمد حمزة (20 عامًا)، ومهند مسلماني (46 عامًا). أصيب الأخير برصاصة في البطن، وحالته حرجة.[594]
  - وفي مداهمة لقرية سعير، تم نهب منزل جواد حسن الفروخ (27 عاماً)، الذي كان قد تعرض لإطلاق نار قبل أيام، وتم اعتقاله، ضمن ما بين 16 و31 اعتقالاً نفذتها قوات الاحتلال يوم الأربعاء.[594]
  - طعن عبد الرحمن مسودة إسرائيليين اثنين قرب حاجز بيت هداسا في الخليل. أصيب جندي بجروح متوسطة في صدره، بينما أصيب مستوطن، نجل عضو الكنيست السابق عن حزب البيت اليهودي، أوريت ستروك، بجرح طفيف في ساقه، أثناء محاولته التصدي للمهاجم، حسبما ورد. مسودة هو ابن عم إيهاب مسودة، الذي قُتل بالرصاص بعد تنفيذه هجومًا مماثلًا قبل يومين.[595][596][597]
  - أصيب زوجان إسرائيليان، شاؤول نير، وهو إرهابي مُدان وناشط في الحركة السرية اليهودية، وزوجته راشيل، وكلاهما في الستينيات من العمر، في إطلاق نار من سيارة مارة قرب طولكرم. كان الرجل في حالة خطيرة، ربما بسبب إصابة في الرأس نتيجة الحادث، كما أصيب بطلقات نارية في أطرافه، بينما أصيبت زوجته بجروح طفيفة في أطرافها.[597][598]
- ديسمبر 10
  - وأثناء مواجهات اندلعت بين طلبة جامعة فلسطين التقنية في طولكرم وقوات الاحتلال التي أقامت معسكرا عسكريا في حرم الجامعة، أصيب 7 طلاب بالرصاص الحي في أرجلهم، فيما أصيب اثنان آخران برصاص مطاطي، أحدهما بكسر في الركبة.[599]
  - أصيب أربعة إسرائيليين على طريق يؤدي إلى مستوطنة بيت أرييه-عوفاريم بالضفة الغربية، عندما صدمتهم سيارة أثناء قيامهم بمهمة أمنية. نُقل جندي يبلغ من العمر 19 عامًا إلى المستشفى مصابًا بجروح تراوحت بين المتوسطة والخطيرة، بينما أصيب الثلاثة الآخرون بجروح طفيفة. عثرت الشرطة على سيارة المهاجم مهجورة، وفي داخلها بندقية إم-16 وقنبلة صوتية. وأُلقي القبض على المشتبه به، محمد عبد الحليم عبد الحميد سالم (37 عامًا)، في اليوم التالي في سلفيت.[600][601]
- 11 ديسمبر
  - وكشف أن إسرائيل أعلنت عن عدة دونمات (7.4 فدان) من الممتلكات الفلسطينية الخاصة التابعة لقريتي جينصافوط ودير استيا أراضي دولة تابعة لها.[602]
  - أطلقت القوات الإسرائيلية الإسرائيلي النار على 5 فلسطينيين خلال مواجهات بعد اقتحام مدينة رام الله فجر اليوم.[603]
  - أصيب 4 فلسطينيين بالرصاص الحي، وتسعة آخرين بالرصاص المعدني المغلف بالمطاط، خلال مواجهات مع قوات الاحتلال في بلدة سلواد.[603]
  - أصيب فلسطيني بالرصاص الحي، وخمسة آخرون برصاص معدني مغلف بالمطاط، خلال مظاهرة أمام مركز اعتقال "عوفر".[603]
  - أصيب 3 متظاهرين بالرصاص المعدني المغلف بالمطاط في قرية نعلين.[603]
  - أُصيب المصور الفلسطيني حمدي أبو رحمة برصاصة في صدره، وهي المرة الرابعة التي يُصاب فيها، أثناء تغطيته تظاهرة في بلعين. ويدّعي أن إطلاق النار كان موجهًا إليه شخصيًا.[603]
  - أصيب ثلاثة متظاهرين بالرصاص الحي في القدم، فيما أصيب متظاهر آخر برصاصة مطاطية في مواجهات في بيت لحم.[603]
  - أصيب شاب فلسطيني برصاص الاحتلال، اليوم الثلاثاء، أثناء اشتباك مع قوات الاحتلال قرب حاجز الجلمة جنوب جنين.[604][605]
  - أُصيب عدي إرشيد (24 عامًا) بجروح بالغة، وتُوفي لاحقًا بعد أن أطلق جنود الاحتلال النار على صدره في منطقة رأس الجورة قرب الخليل. ووقعت الوفاة خلال مواجهات اندلعت عقب انطلاق مسيرة لإحياء ذكرى تأسيس حركة حماس. وكانت شقيقته دانيا قد قُتلت برصاص جنود الاحتلال في 25 أكتوبر/تشرين الأول، في جريمة وصفتها منظمة العفو الدولية بأنها "غير قانونية". كما أُصيب تسعة فلسطينيين آخرين بالرصاص الحي، وثلاثة برصاص معدني مغلف بالمطاط.[606][607]
  - استشهد الشاب عمر الحروب (55 عاما) من قرية دير سامت برصاص الاحتلال قرب حلحول، بزعم محاولته دهس جنود الاحتلال بسيارته.[604][606]
  - استشهد سامي شوقي ماضي (41 عامًا) من غزة برصاصة في الصدر أطلقتها قوات الاحتلال الإسرائيلي. وأفادت التقارير بإصابة 58 فلسطينيًا آخرين بنيران الاحتلال من الحدود، أثناء تظاهرهم ضد السياج.[606][608]
- 12 ديسمبر
  - أطلقت قوات الاحتلال الإسرائيلي النار على 3 فلسطينيين، و16 آخرين بالرصاص المعدني المغلف بالمطاط، خلال مواجهات في بلدة البيرة.[580]
  - أصيب الشاب الفلسطيني رائد حسام (17 عاماً) برصاص الاحتلال في فخذه بكفر قدوم.[580]
- 13 ديسمبر
  - أصيب مزارع فلسطيني في العشرينيات من عمره برصاص جنود الاحتلال الإسرائيلي في ساقيه، أثناء إطلاقهم النار على القطاع من موقع كرم أبو سالم العسكري.[609]
  - استولى مستوطنون، تحت حراسة إسرائيلية، على منزل تاريخي يقع على أرض فلسطينية خاصة، وشرعوا في ترميمه في منطقة المسعودية خارج قرية برقة. ويدّعي المستوطنون أن الأرض ملكهم، رغم تفكيك بؤرة استيطانية مؤخرًا، وبناء السلطة الفلسطينية حديقة أطفال في الموقع نفسه.[610]
  - أصيبت الطفلة لمى منذر حافظ البكري (16 عاما) بجراح خطيرة إثر إطلاق النار عليها، بزعم محاولتها طعن أحد المارة من المستوطنين في الخليل، في حي جفعات راموت بجوار مستوطنة كريات أربع.[611]
- 14 ديسمبر
  - أغارت مروحيات إسرائيلية قبل فجر اليوم على موقعين في غزة، أحدهما في منطقة السودانية. وجاءت الغارات ردًا على إطلاق صاروخ على جنوب إسرائيل.[612]
  - أصيب الشاب عيسى حشاش (18 عاماً) برصاصة في فخذه، عندما قمعت قوات الاحتلال المواجهات التي اندلعت عندما اقتحمت مجموعة من اليهود قبر يوسف ليلاً.[613]
  - عبد المحسن حسونة (21 عامًا) من بيت حنينا في القدس الشرقية، جرح 11 شخصًا بعد أن صدم سيارته بمحطة للحافلات. قُتِل بالرصاص.[614]
- 15 ديسمبر
  - أصيب 10 شبان فلسطينيين برصاص الاحتلال الإسرائيلي الحي والمعدني المغلف بالمطاط، خلال اقتحامات لمخيم الدهيشة للاجئين قرب بيت لحم، حسبما أفاد أهالي المخيم لوكالة معا.[615]
  - قُتل فلسطينيان على يد القوات الإسرائيلية في غارة قبل الفجر على مخيم قلنديا للاجئين. أحمد جحاجحة (20 عامًا)، طالب إعلام في الكلية العصرية في رام الله، قُتل بالرصاص بعد محاولته دهس سيارته بمجموعة من الجنود. قُتل أحد أقارب جحاجحة، يونس جحاجحة (19 عامًا)، برصاص شرطة الحدود الإسرائيلية في غارة على نفس المخيم للاجئين قبل عامين.[616][617] كما قُتل حكمت حمدان (29 عامًا) من البيرة القريبة بالرصاص، بعد أن زُعم أنه قاد سيارته على مجموعة من الجنود داخل نفس المخيم. أصيب 4 آخرون من سكان المخيم بنيران حية.[618] أصيب 3 جنود إسرائيليين بجروح طفيفة، جميعهم من نيران صديقة.[617]
  - أصيب 15 طالباً برصاص قوات الاحتلال الإسرائيلي، في حرم جامعة طولكرم التقنية، 5 منهم بالرصاص الحي، و10 بالرصاص المعدني المغلف بالمطاط.[619]
  - استشهدت سماح عبد المؤمن (18 عامًا). كانت قد وقعت ضحية تبادل إطلاق نار في 23 أكتوبر/تشرين الأول، عندما أطلق جنود الاحتلال النار على علاء خليل صباح حشاش، بعد أن استلّ سكينًا على حاجز حوارة. كان المؤمن جالسًا في سيارة قريبة آنذاك.[424]
  - أطلقت قوات الاحتلال الإسرائيلي النار على مزارع من غزة يبلغ من العمر 20 عاماً، ما أدى إلى إصابته في ساقه ويده، بالقرب من معبر صوفا جنوب شرق خان يونس.[620]
- 17 ديسمبر
  - اعتقلت قوات الاحتلال الإسرائيلي، مساء اليوم، الشاب أيمن أمين حسن الخطيب (19 عاماً)، خلال مداهمة ليلية في قرية العبيات ببيت لحم.[621]
  - أُطلق النار على فلسطيني عندما اقترب من جنود إسرائيليين وبيده سكين مسلول على حاجز حوارة. ولم يُصب أي إسرائيلي بأذى.[622][623]
  - نُشر فيديو يُظهر عنات كوهين، مستوطنة من الخليل، وهي تعتدي على ناشط في مجال حقوق الإنسان كان يحاول تصوير سلوك جيش الاحتلال الإسرائيلي والمستوطنين في الخليل. وقعت الحادثة قبل ستة أسابيع.[624]
  - توغلت قوات الاحتلال الإسرائيلي في قطاع غزة، وسوّت الأراضي بالجرافات قرب مخيم دير البلح للاجئين. وخلال العملية، أفادت التقارير بإطلاق النار على ثلاثة فلسطينيين.[625]
  - سقط صاروخ أطلق من قطاع غزة في منطقة مفتوحة جنوب إسرائيل.[626]
  - استشهد الطفل عبدالله حسين نصاصرة (15 عاماً) من بلدة بيت فوريك، برصاص الاحتلال، بعد محاولته طعن جندي إسرائيلي على حاجز حوارة العسكري، حسبما ورد.[627]
- 18 ديسمبر
  - تم اعتقال امرأتين فلسطينيتين إسرائيليتين، بحسب شهادتهما، وتقييدهما بالأصفاد والحديث معهما وضربهما عندما استفسرتا عن التأخير عند نقطة التفتيش إلى معاليه أدوميم، حيث كانتا تقودان سيارتهما لشراء مواد لصالون تجميل. وقال متحدث إسرائيلي إن الضباط المعنيين "تصرفوا بشكل لا تشوبه شائبة" وأن النساء كن معرقلات.[628]
  - أُصيب 96 فلسطينيًا، الجمعة، بالرصاص في مواجهات مع قوات الاحتلال الإسرائيلي في الأراضي المحتلة. ووقعت الحوادث عند مفترق بيت عينون، وبيت فوريك، وجسر حلحول، وسنجل، وبيت أمر، وتقوع، ومدخل بيت لحم.[627]
  - توغلت عدة جرافات إسرائيلية داخل قطاع غزة، وقامت بتمشيط منطقة القرارة داخل خان يونس.[629]
  - أصيب متظاهر فلسطيني برصاص الاحتلال الإسرائيلي في رأسه على مفترق بيت عينون شرق الخليل، ووصفت حالته بالحرجة.[627]
  - وأفادت مصادر إسرائيلية، أن فلسطينيا من ترمسعيا اصطدم بسيارته بمكعبات إسمنتية على معبر قلنديا، وركض نحو جنود الاحتلال الذين أطلقوا النار عليه عندما رفض التوقف.[630]
  - حاول فلسطيني يدعى محمد عبد الرحمن عياد (21 عامًا) تنفيذ هجوم بسيارة في سلواد، وتم التعرف عليه مسبقًا على أنه لديه نية لفعل ذلك، وتم إطلاق النار عليه من قبل القوات التي أطلقت النار من غطاء عائق خرساني.[630][631] ترك وصية قبل الشروع في الهجوم.[632]
  - قام محمود فيصل بشارات (20 عاماً)، من قرية تموم، بطعن 3 إسرائيليين في رعنانا شمال تل أبيب، ما أدى إلى إصابة أحدهم بجروح متوسطة، واثنين آخرين بجروح طفيفة.[633]
  - استشهد محمود محمد سعيد الآغا (20 عامًا) برصاص قوات الاحتلال الإسرائيلي خلال مواجهات قرب خان يونس بقطاع غزة. كما أصيب 31 آخرون بالرصاص الحي، و9 بالرصاص المعدني المغلف بالمطاط.[631][634]
  - استشهد المواطن نشأت جمال عصفور (33 عاماً) من سنجل برصاصة دمدم متفجرة في صدره أطلقتها قوات الاحتلال الإسرائيلي.[631][635][636]
- 19 ديسمبر
  - أصيب شاب فلسطيني يبلغ من العمر 17 عاماً برصاص الاحتلال في فخذه بكفر قدوم.[637]
  - أطلقت قوات الاحتلال الإسرائيلي، النار على شاب خلال اقتحامها قرية تموم لاعتقال الشاب محمود بشارات، ما أدى إلى إصابة ثلاثة آخرين بالرصاص الحي والمعدني المغلف بالمطاط، خلال مواجهات اندلعت.[638]
  - أفادت تقارير فلسطينية باندلاع اشتباكات بين جنود الاحتلال المتمركزين على حاجز قلنديا ومسلحين فلسطينيين. وذكرت التقارير الإسرائيلية أن مسلحين فلسطينيين أطلقوا النار على نقطة تفتيش إسرائيلية. وأصيبت الفتاة الفلسطينية فداء شيكي (14 عامًا) في بطنها أثناء وجودها داخل منزلها، كما أصيب مراهق آخر بجرح في يده. وأفاد متحدث باسم الجيش الإسرائيلي أن الجنود لم يردوا على إطلاق النار.[639][640]
- 20 ديسمبر
  - أُصيبت امرأة تبلغ من العمر 35 عامًا من قرية قرب الخليل برصاصة مطاطية في رأسها بعد محاولتها طعن جندي إسرائيلي في شارع الشهداء. كما أُصيب فلسطيني آخر بالرصاص عندما حاول، حسبما ورد، مساعدة المرأة الجريحة.[641]
  - أصيب 9 طلاب برصاص قوات الاحتلال الإسرائيلي، في حرم جامعة طولكرم التقنية، خلال مواجهات اندلعت احتجاجا على إقامة بؤرة عسكرية إسرائيلية في الحرم. 4 منهم أصيبوا بالرصاص الحي في أرجلهم، و5 بالرصاص المعدني المغلف بالمطاط.[642]
  - أحمد جمال قنطاوي (14 عاماً) أصيب برصاص الاحتلال الحي في البطن والساق واليد قرب سلواد.[643]
- 21 ديسمبر
  - أصيبت امرأة فلسطينية برصاص الاحتلال الإسرائيلي قرب خان يونس. وأفادت مصادر فلسطينية أنها كانت تعمل في أرض زراعية، بينما أفادت مصادر إسرائيلية أنها أصيبت بالرصاص بعد اقترابها من السياج الحدودي ورفضها الامتثال لأوامر الابتعاد.[644]
- 22 ديسمبر
  - أصيب 3 شبان من قطاع غزة برصاص قوات الاحتلال الإسرائيلي قرب مخيم البريج.[645]
  - أفادت التقارير بتعرض فلسطينيين اثنين للاعتداء على حاجز عسكري عند مدخل بلدة سلواد، أحدهما محمد نظام حامد، وحالته حرجة.[646]
  - تعرض منزل حسين النجار (30 عامًا) في بيتللو للتخريب، على يد مستوطنين، حسبما ورد، رسموا شعارات على جدرانه وألقوا قنابل غاز مسيل للدموع داخله. عانى النجار وزوجته وابنهما كرم، البالغ من العمر تسعة أشهر، من استنشاق الغازات، وأنقذهم الجيران الذين اقتحموا المنزل وأخلوا العائلة. كُتب على الجدران: "انتقام" و"تحية من معتقلي صهيون".[647]
  - أقدم مستوطنون على اقتلاع 50 شجرة زيتون زرعها المواطن ماجد سميح دراغمة قرب قرية اللبن الشرقية.[648]
- 23 ديسمبر
  - اعتقلت قوات البحرية الإسرائيلية 14 صياداً من قطاع غزة، واستولت على قواربهم، واقتادتهم إلى ميناء أسدود.[649]
  - توغلت القوات الإسرائيلية الإسرائيلي، اليوم الثلاثاء، في قطاع غزة، وقامت بتجريف أراضٍ قرب مخيم البريج للاجئين.[650]
  - بعد طعن إسرائيليين عند باب الخليل في القدس، قُتل عيسى عساف وعنان أبو حبسة، وكلاهما من مخيم قلنديا للاجئين. وأصيب إسرائيلي ثالث بجروح بالغة، تُوفي لاحقًا، بنيران صديقة. أما الآخران، فقد تراوحت إصاباتهما بين المتوسطة والخطيرة.[651][652][653]
  - لليوم الثالث على التوالي، رشّت طائرات الاحتلال الإسرائيلي مبيدات حشرية على المحاصيل الزراعية داخل حدود غزة، مما أدى إلى إتلافها. في إحدى المناطق المتضررة في القرارة شرق خان يونس، خسر صالح النجار 7.4 فدان من السبانخ والبازلاء، وخسر وائل الشامي محاصيل الشعير والفاصوليا. كما تضررت منطقة وادي السلقا شرق وسط غزة. وخلصت عملية تفتيش أجراها الصليب الأحمر إلى أن 371 فدانًا في وسط غزة و50 فدانًا شرق خان يونس قد تضررت جراء رش المبيدات الإسرائيلية.[654]
  - أُصيب 13 فلسطينيًا برصاص قوات الاحتلال الإسرائيلي قرب رام الله. أُصيب 9 منهم في الأطراف السفلية خلال مداهمة منزل أحمد جابر أبو عليا في قرية المغير. كما أُصيب أربعة مراهقين آخرين في حزما. وأُطلقت قنابل الغاز المسيل للدموع على مدرسة زهرة المدام في بيت أمر، ما أدى إلى إصابة العديد من الطالبات بحالات اختناق جراء استنشاق الغاز المسيل للدموع.[655]
- 24 ديسمبر
  - هاجم وسام أبو غويلة (22 عامًا) من قلنديا بسيارته جنودًا متمركزين قرب مستوطنة جيفاع بنيامين وقرية الرام الفلسطينية. أصيب جندي إسرائيلي بجروح طفيفة، بينما قُتل غويلة بالرصاص.[653][656]
  - طعن محمد زهران عبد الحليم زهران (22 عامًا) من كفر الديك حارسي أمن إسرائيليين في مستوطنة أريئيل شمال سلفيت. أصيب جندي بجروح خطيرة جراء طعنة في الجزء العلوي من جسده، بينما أصيبت المجندة بجروح متوسطة. قُتل زهران بالرصاص.[653][656]
  - تقدم إياد جمال عيسى ادعيس (25 عاما) من يطا نحو جنود الاحتلال على حاجز عسكري في الخليل وهو يحمل مفكا، فأطلق عليه جنود الاحتلال النار وقتلوه.[653][656]
  - استشهد الشاب بلال زايد (23 عاماً) برصاص قوات الاحتلال الإسرائيلي في مخيم قلنديا للاجئين، خلال مواجهات مع قوات الاحتلال أثناء تنفيذها عملية بحث واعتقال.[657]
- 24 ديسمبر
  - قُتل هاني رفيق وهدان (22 عامًا) برصاصة حية في الرأس أطلقتها قوات الاحتلال الإسرائيلي قرب الشجاعية. وأصيب تسعة آخرون بنيران حية.[658] كما أصيب 150 فلسطينيًا آخرين بنيران الاحتلال في اليوم نفسه.[659]
  - أصيب 4 مواطنين من قطاع غزة، اليوم الثلاثاء، برصاص الاحتلال الإسرائيلي، خلال مواجهات مع قوات الاحتلال قرب مخيم البريج.[658]
  - وأصيب 6 مواطنين بالرصاص في منطقة الفراحين شرق خان يونس، وآخر قرب معبر إيرز.[658]
  - قُتلت مهدية محمد إبراهيم حماد بالرصاص أثناء اقتراب سيارتها من حاجز إسرائيلي قرب سلواد. وأفادت شرطة حرس الحدود أنها تحركت عندما اقتربت السيارة بسرعة. وأفاد شهود عيان فلسطينيون بأنها كانت تقود بسرعة عادية، وقُتلت على بُعد 30 مترًا من الحاجز.[660]
- 25 ديسمبر
  - قُتل مصعب محمود الغزالي (26 عامًا)، جامع خردة معدنية من سلوان في القدس الشرقية، بالرصاص بعد أن استلّ سكينًا، حسبما ورد، عندما أوقفه رجال شرطة الخيالة وطلبوا منه أوراق هويته قرب ساحة اللنبي/ساحة تساهال. وتزعم الشرطة أنه كان يلاحق زوجين يهوديين بطريقة مريبة. ويقول شاهد عيان إنه كان جالسًا على مقعد عندما اقتربت منه الشرطة، وأطلقت عليه النار عدة مرات عندما أمرته بالوقوف، فرفع يديه في الهواء. وأكد الشاهد أنه لم يرَ أي سكين. وقالت عائلته إنه يعاني من إعاقة ذهنية، وكان طالبًا في مدرسة النور لذوي الاحتياجات الخاصة.[661][662][663][664]
- 26 ديسمبر
  - أُصيب ماهر الجابي (56 عامًا) برصاصة طائشة، ما أدى إلى إصابته بجروح بالغة الخطورة، عندما تجاوز عدة مركبات بسرعة، واصطدم بسيارته بحاجز للشرطة العسكرية عند حاجز حوارة. توفي الجابي أثناء نقله إلى المستشفى. كما أصيب جندي إسرائيلي بجروح طفيفة.[665]
- 27 ديسمبر
  - طعن الشاب سعيد محمد قمبز (30 عامًا) من العيزرية جنديًا إسرائيليًا (21 عامًا) في شارع يرمياهو خلف محطة الحافلات المركزية في القدس. وُصفت حالة الجندي بالمتوسطة، وتم اعتقال المنفذ.[664][666]
  - قُتل محمد رفيق حسين سبانة (17 عامًا) ونور الدين محمد عبد القادر سبانة (23 عامًا) من حوارة بالرصاص بعد طعنهما جنديًا إسرائيليًا في وجهه في قريتهما. كما أصيب جندي إسرائيلي آخر بنيران صديقة.[667]
  - اعتقلت قوات الاحتلال شاباً فلسطينياً من مدينة البيرة في منطقة الموريستان بالقدس القديمة، بزعم محاولته طعن عناصر الشرطة الإسرائيلية الذين أوقفوه وفحصوا أوراقه الثبوتية.[668]
  - أصيب ثلاثة مواطنين بالرصاص المعدني المغلف بالمطاط، مساء اليوم، في بلدة عزون، أثناء تدخل قوات الاحتلال الإسرائيلي لفض مظاهرة عند المدخل الشمالي للقرية، احتجاجاً على اعتقال الطفل كريمان أكرم سويدان (15 عاماً)، الذي اعتقلته قرب مستوطنة قريبة، بزعم حيازة سكين.[669]
- 28 ديسمبر
  - توفي يوسف أبو سبيخة البحيري (48 عاماً) من مخيم المغازي للاجئين متأثراً بجراحه التي أصيب بها في 25 كانون الأول/ديسمبر عندما أطلقت قوات الاحتلال الإسرائيلي النار على المتظاهرين بالقرب من الحدود بين غزة وإسرائيل.[670]
  - أصيب فلسطينيان بالرصاص خلال قيام قوات الاحتلال الإسرائيلي، اليوم الثلاثاء، بعمليات تفتيش واعتقال داخل مخيم قلنديا للاجئين، وداهمت عددا من المنازل.[671]
- 29 ديسمبر
  - اقتحمت القوات الإسرائيلية مقر جمعية بيت لحم الخيرية للأيتام، التي ترعى 1200 طفل، وتهتم أيضًا برعاية الأسرى، الساعة 2:40 صباحًا. حُطمت الأبواب، وصادرت محتويات خزانتين بعد اقتحامهما. يُذكر أن المركز تابع السلطة الوطنية الفلسطينية.[672]
  - اقتحمت قوات الاحتلال الإسرائيلي مقر مركز أحرار لدراسات الأسرى وحقوق الإنسان في نابلس، وصادرت أجهزة حاسوب وأجهزة فاكس وجميع الملفات والوثائق المتعلقة بالأسرى الفلسطينيين المعتقلين لدى الاحتلال. كما علقت لافتة تأمر بإغلاق المركز حتى إشعار آخر.[672]
  - أطلقت قوات الاحتلال الإسرائيلي، اليوم الثلاثاء، الرصاص المعدني المغلف بالمطاط، على 24 مواطنا، خلال مواجهات اندلعت خلال تشييع جثمان الشهيد مازن حسن في بلدة أبو ديس.[673]
  - كشفت إسرائيل عن نيتها تصنيف 123 فدانًا، تابعة للسلطة الفلسطينية، تابعة لقريتي جوريش وقصرة، كأراضي دولة إسرائيلية، ومصادرة هذه الأراضي. وتُزرع هذه الأراضي بأشجار الزيتون، وتضم بئرًا يُستخدم للري المحلي. ويعتقد الفلسطينيون أن النية هي ضم هذه الأراضي إلى مستوطنة مجداليم.[674]
  - أفاد أب فلسطيني في الخليل بتعرض أطفاله للتحرش من قبل باروخ مارزل. وأفاد رائد أبو إرميلة بأن ابنته دانا، التي سقطت أثناء مطاردتها من قبل مارزل قرب الحرم الإبراهيمي، احتاجت إلى رعاية طبية. وأضاف أن ابنه حتسم (10 أعوام)، وشقيقيه نبيل الرجبي (14 عامًا) وفرحات نادر الرجبي (10 أعوام)، تعرضوا أيضًا للاعتداء.[675]
  - أصيب ثلاثة فلسطينيين بجروح في مواجهات اندلعت في قرية بيت دقو، أثناء قيام قوات الاحتلال بتمشيط المنطقة بحثًا عن ثلاثة مسلحين أطلقوا النار على موقع عسكري، ثم لاذوا بالفرار بسيارة. أُطلق النار على شاب واعتقل، بحوزته زجاجة حارقة، حسبما ورد. كما أصيب قرويان آخران بنيران الاحتلال الحية.[676]
- 30 ديسمبر
  - توفي جينادي كوفمان، المستوطن الإسرائيلي في كريات أربع، متأثرا بجراحه التي أصيب بها عندما هاجمه فلسطيني في السابع من ديسمبر/كانون الأول.[587]
- 31 ديسمبر
  - استشهد الشاب حسن علي حسن بزور (22 عاماً) من بلدة عرابة بالضفة الغربية، بعد أن دهس سيارته حاجز حوارة الإسرائيلي، ما أدى إلى إصابة جندي بجروح متوسطة.[677]
  - استشهد الشاب شادي الغبيش (38 عاماً) متأثراً بجراحه بعد خروجه من المستشفى الذي كان يتلقى العلاج فيه بعد إصابته برصاص قوات الاحتلال في مخيم الجلزون للاجئين في الرابع من كانون الأول/ديسمبر.[678]
  - استولت الجرافات على أرض المواطن إسماعيل عبد ربه الشلالدة في منطقة وادي سعير شرق الخليل، وهدمت الأرض. ويُعتقد أن إسرائيل تنوي استخدام هذه الأرض المصادرة، الواقعة بالقرب من مستوطنة أسفار، التي يُقال إنها مبنية أيضًا على أراضي قرية سعير، لبناء برج مراقبة عسكري دائم وحاجز تفتيش.[679]